# Кокшетау
Кокшета́у (каз. Көкшетау / Kökşetau; МФА: [køkɕetɑw]о файле,  букв. рус. синеватая гора, синегорье; до 7 октября 1993 года — Кокчета́в; МФА: [koktɕɪˈtav]) — город в Казахстане, с 1999 года является административным центром Акмолинской области и одноимённой городской администрации с четырьмя населёнными пунктами в его составе, что является анклавом, окружённым территорией Зерендинского района. В 1944—1997 годах — центр Кокшетауской области (до 1993 года — Кокчетавская область; ныне упразднена). Кокшетау находится на расстоянии около 300 км от столицы Казахстана — Астаны, в 185 км от Петропавловска и в примерно 395 км от Омска. Расстояние от Кокшетау до Алма-Аты — 1615 км.  Железнодорожный и автомобильный узел.
Кокшетау расположен в северной части Казахстана, на границе юго-западной части Западно-Сибирской платформенной равнины, на юго-восточном берегу большого пресноводного озера Копа (каз. Қопа) (в озеро впадают реки Шагалалы и Кылшакты) и южной окраине Ишимской равнины в пределах северных склонов Кокшетауской возвышенности, предгорья которой окружают город с юга и запада. Город находится на высоте около 234 метров над уровнем моря, у подножия сопки Букпа. С вершины сопки открывается красивая панорама города. Вследствие расположенности во внутренней части Евразии и значительной отдалённости от океанов, климат города является резко континентальным, BSk по Кёппену, со значительными перепадами температур.
Кокшетау основан в 1824 году на территории Омской области Российской империи как военное укрепление (форпост), в котором разместились приказ (администрация) Кокчетавского внешнего округа и отряд сибирских казаков (ранее земли, где было создано укрепление, входили в состав Среднего жуза Казахского ханства); статус города имеет с 1895 года. В начале 1990-х годов при выборе новой столицы Казахстана Кокшетау рассматривался в качестве возможного кандидата.
Население в границах города — 179 907 человек (на 1 января 2025 года), при средней плотности населения 477.8 чел./км² (2024), в границах городской администрации — 196 355 человека (на начало 2025 года), семнадцатый по численности населения город в Казахстане и пятый в его северной части, уступающий Астане, Павлодару, Костанаю и Петропавловску. В городе проживает 22 % населения всей Акмолинской области. Национальный состав весьма разнообразен, удельный вес лиц казахской национальности — 62,56 %, русских — 23,17 % и украинцев — 3,81 %. Вероисповедание горожан — ислам (в основном мусульмане-сунниты) и христианство (преимущественно православные и католики).
В состав территории, подчинённой городской администрации, помимо собственно города Кокшетау входит одна поселковая администрация (городской посёлок Станционный) и Красноярский сельский округ, в составе которого находятся два сельских населённых пункта: сёла Красный Яр и Кызыл-Жулдыз. Территория городского акимата Кокшетау составляет 425 км², в том числе 233,97 км² собственно город Кокшетау. Местными органами управления являются городской акимат и городской маслихат.
18 мая 2021 года городу присвоено звание культурной столицы Казахстана 2021 года.

## Название, официальные символы

### Этимология
Согласно различным источникам, в переводе с казахского Кокшетау значит «синеватая гора», «синегорье» либо «голубая гора».
Город назван по окружающей местности, где был первоначально основан — гора Кокшетау с богатой флорой (главным образом сосновые и берёзовые леса), окружённая цепями озёр. Название города казахского происхождения, образовано от слов кокше (каз. «көкше» — синеватый, небесно-голубой), где начальный элемент топонима кок (каз. «көк» — синий, небо), а ше из второй половины — сравнительный аффикс и тау (каз. «тау» — гора). Эту «поэтическую» этимологию названия можно встретить в большинстве путеводителей. Густые зелёные леса на фоне синего неба имеют синий отлив, что могло послужить поводом называть их кокше. Она придает местности сказочный вид, поэтому не исключено, что название произошло вследствие эмоционального воздействия окружающей природы.
Существует также такая гипотеза о происхождении топонима «Кокшетау»: кокше — это название растительности, которая растёт в данной местности в изобилии. Поэтому возможны и другие этимологии: 1) гора с обилием растительности кокше; 2) кокче — имя рода, населявшего эти места. Последняя этимология хорошо увязывается с распространёнными антропонимами казахов Кокшебай и Байкокше с тем же значением «обильное кокше». Историческое понятие «Кокшетау» многогранно, включает в себя не только топоним, ороним или гидроним, но и древний историко-географический регион Кокшетау, занимающий практически десятую часть территории Казахстана.
Во времена Российской империи и СССР город назывался Кокчетав. Казахское название города в его современной орфографической форме (каз. Көкшетау; МФА (казах.): [køkɕetɑw]) существует с 1940 года, когда был принят казахский алфавит на основе кириллицы. Ныне в русском языке современное казахское название города Көкшетау передаётся как Кокшетау, согласно историческому звучанию. Этот же вариант написания принят и Росреестром (Роскартографией). Неофициально также именуется как Синегорье.
После утверждения в 2018 году нового варианта казахского алфавита на основе латиницы начался постепенный переход на использование латинского варианта казахского названия города (сперва — Kókshetaý, с 2021 года — Kökşetau).
Названия местных жителей: «кокшета́ука», «кокшета́уец», «кокшета́уцы»; ранее широко использовались такие варианты как «кокчета́вка», «кокчета́вец», «кокчета́вцы». Жители города называются по-казахски «кокшетаулыктар».

### Кокшетау вономастике
Во многих городах Казахстана, России и Украины в честь Кокшетау (Кокчетава) названы улицы.
| Топонимы                     | Населённые пункты |
| ---------------------------- | --- |
| Кокшетауская улица           | Казахстан: Алма-Ата, Атырау, Косшы, Кызылорда, Семей, Астана, Павлодар, Петропавловск, Уральск, Усть-Каменогорск, Щучинск, Шымкент Кыргызстан: Бишкек Крым: Севастополь Россия: Волгоград, Омск, Урус-Мартан, Челябинск Украина: Днепр, Краматорск, Кривой Рог, Харьков |
| 1-я и 2-я Кокшетауская улица | Казахстан: Щучинск |
| Кокшетауский переулок        | Казахстан: Астана, Петропавловск Кыргызстан: Бишкек |

В городе Назрань (Республика Ингушетия, Россия) есть ресторан «Огни Кокшетау». В самом Кокшетау находится гостиница «Кокшетау».

### Герб
Герб — официально утверждённый символ города Кокшетау.
Первый проект герба Кокчетава был создан в 1858 году (остался неутверждённым). Он представлял собой золотой щит с изображением лазурной горы и в верхней части герба Области Сибирских Киргизов. Щит был увенчан «древней царской короной» и украшен золотыми знамёнами с изображением двуглавых орлов, соединёнными красной Александровской лентой.
Последующие гербы города были утверждены в 1970 и 1991 годах.
С 2002 года на гербе Кокшетау изображён бегущий конь — неотъемлемый спутник степных народов, символ свободы, прогресса, движения вперёд. Он опирается на волну, символизирующую озеро Копа, на которой расположен город. Форма герба круглая. В его нижней части — надпись по-казахски в кириллической орфографической форме — «КӨКШЕТАУ». Авторы герба — Аскар Рыспаев и Алла Исанина.

## Физико-географическая характеристика

### Географическое положение
| Озеро Копа    | Сопка Букпа (363 м) |
| Река Кылшакты | Река Шагалалы       |

Город расположен в Центральной Азии, протяжённость города с юга на север — 12,84 км, с запада на восток — от 12,82 км на юге до 12,79 км на севере. Кокшетау расположен в лесостепной зоне на границе юго-западной части Западно-Сибирской равнины, на юго-восточном берегу озера Копа, на высоте 234 метров над уровнем моря, в пределах северных склонов Кокшетауской возвышенности обширного Ишимо-Иртышского водораздела, предгорья которой окружают город с юга и запада. Город находится в равнинной части междуречья Кылшакты, протекающей в восточной части города, впадающая в озеро, и реки Шагалалы, рядом с Чаглинским водохранилищем, образованным на Шагалалы, протекающей с западной стороны города. Чаглинским водохранилищем осуществляется многолетнее регулирование стока реки Шагалалы для хозяйственно-питьевого водоснабжения города Кокшетау с незначительным дополнительным отбором воды на орошение и подпитку озера Копа. Реки весной сильно разливаются, а летом мелеют, некоторые распадаются на плёсы. Вокруг города множество озёр и густых сосновых лесов.
Самое высокое место в городе — сопка Букпа (363 метра).
С южной и юго-западной стороны рельеф Кокшетау представлен типичным казахским мелкосопочником (каз. Сары Арқа; «жёлтый хребет»). Северная и северо-восточная часть города представлена плоской, слабохолмистой равниной. Характерные абсолютные высоты, отмеченные в пределах города — 254—274 м, в пределах южной мелкосопочной части — 357—405 м (сопка Букпа и Галочья сопка). Абсолютная отметка горы Еликты — 502 м (действует горнолыжный курорт Еликты). На севере равнинной части абсолютные отметки колеблются от 225 до 245 м.
| С-З | Тюмень ~ 601 км Курган ~ 451 км   | Ишим ~ 349 км Петропавловск ~ 185 км | Тара ~ 718 км Омск ~ 395 км                               | С-В |
| З   | Рудный ~ 666 км Костанай ~ 629 км | Роза ветров                          | Иртышск ~ 502 км Кишкенеколь ~ 216 км                     | В   |
| Ю-З | Тургай ~ 685 км Аркалык ~ 546 км  | Астана ~ 312 км Караганда ~ 522 км   | Степногорск ~ 254 км Экибастуз ~ 612 км Павлодар ~ 732 км | Ю-В |

Географические координаты города — 53°17,30′ с. ш. 69°23,20′ в. д. (координаты так называемого «нулевого километра»). Кокшетау расположен на той же широте, что и Гамбург, Дублин, Ливерпуль, Минск, Самара, Петропавловск-Камчатский и Эдмонтон. Высота над уровнем моря — 234 метров.
| Крупнейшие города одной долготы или широты                               | Крупнейшие города одной долготы или широты   | Крупнейшие города одной долготы или широты |
| ------------------------------------------------------------------------ | -------------------------------------------- | ------------------------------------------ |
|                                                                          | Север: Ишим, Ханты-Мансийск                  |                                            |
| Запад: Эдмонтон, Дублин, Ливерпуль, Гамбург, Гродно, Минск, Магнитогорск |                                              | Восток: Барнаул, Петропавловск-Камчатский  |
|                                                                          | Юг: Сарыагаш, Ташкент, Бекабад, Кабул, Бхудж |                                            |

Город расположен в пределах северной окраины Центрально-Казахстанского мелкосопочника, для которого характерно слабое развитие гидросети и наличие сглаженных форм рельефа. Характер современного рельефа в основном унаследован после палеозойского времени.
Древние элементы в значительной степени определили морфологию современного рельефа. Эти формы рельефа, в частности котловины и долины, к настоящему времени заполнены рыхлыми отложениями третичных и четвертичных периодов.
Ближайший город — Щучинск (город районного подчинения) — находится в 70 км от Кокшетау. Близ города — национальные природные парки «Бурабай» и «Кокшетау», включая три курортные зоны, которые объединяются в одну экологическую, экономическую и планировочную систему: Щучинско-Бурабайская курортно-оздоровительная зона, Зерендинская курортная зона, Имантау-Шалкарская курортная зона.
Продолжительность дня: 21 декабря — 7 часов 30 минут, 21 июня — 16 часов 59 минут.

### Гидрография
В гидрографическом отношении в пределах города из поверхностных водотоков выделяются: реки Шагалалы и Кылшакты, а также озеро Копа, которые оказывают существенное влияние на формирование инженерно-геологических условий Кокшетау.

#### Реки
- Шагалалы — на западе города, рядом с Чаглинским водохранилищем (площадь 6,6 км²), являющимся основным водоисточником города Кокшетау
- Кылшакты — на востоке города, берёт начало с горы Кокшетау (947 м) Кокшетауской возвышенности

#### Озёра
- Копа (площадь 14 км²) — входит в группу Кокшетауских озёр

### Физико-геологические процессы и явления
В пределах территории города Кокшетау и в ближайших его окрестностях получили развитие следующие физико-геологические процессы и явления: выветривание и деятельность поверхностных и подземных вод. Выветриванию подвергаются, как рыхлые горные породы, так и скальные. Основной результат процесса выветривания скальных горных пород это образование коры выветривания и трещин, что приводит к изменению физико-технических свойств пород. Подъём уровня подземных вод в районах крупных предприятий города происходит со скоростью 0,03—0,20 м/год. На территории Васильковского микрорайона, РК-1, РК-2 с 1978 по 1983 годы уровни повышались с 3,8—4,0 м до 1,1—1,2 м с темпом повышения 0,13—0,20 м/год. Разнообразие геологических, гидрогеологических, климатических условий, форм рельефа способствует развитию таких процессов, как плоскостной смыв, дефляция, морозное пучение грунтов, коррозийная активность грунтов к бетону и металлам.
Наиболее частому затоплению подвергается прибрежная зона, в границах улиц Ж. Ташенова — Когалы и улицы М. Ауэзова до озера Копа и реки Кылшакты. Установлено, что основными факторами повышения уровня грунтовых вод и связанных с ним процессов подтопления территорий города Кокшетау являются:
1. подпор грунтовых вод, образовавшиеся за счёт многолетнего подъёма уровня воды в озере Копа и реке Кылшакты;
2. отсутствие вертикальной планировки городской территории, создающее затруднённость поверхностного стока;
3. частые аварийные утечки воды из водонесущих коммуникаций;
4. боковая фильтрация снеготалых вод из водоотводной нагорной канавы, вызывающая дополнительное питание грунтовых вод.

### Климат
Классифицируется как влажный континентальный климат с атмосферными осадками (классификация Кёппена: Dfb). По классификации Алисова климат Кокшетау, лежащего в глубине континента, характеризуется как умеренный, с большой изменчивостью температуры, влажности и других метеорологических элементов, как в их суточном, так и в годовом ходе. Ярко выражены четыре сезона: жаркое и влажное лето, прохладная и дождливая осень, относительно сухая и холодная зима и относительно влажная, прохладная весна. Климатические условия: сибирский резко континентальный климат со значительными колебаниями температуры (зима — лето).
По Западно-Сибирской равнине часто проникают холодные воздушные массы из района Карского моря. Также на климат города оказывает влияние сибирский антициклон. Зима морозная (до −45 °C) и малоснежная, нередко с сильными ветрами, лето жаркое (до +40 °C) и сухое. Весна и осень выражены слабо. Минимум температур наблюдался в феврале 1969 года, когда температура упала до −48 °C; максимум же зафиксирован в июле 1998 года — тогда температура воздуха поднялась до +42 °C. Длительность безморозного периода составляет около 170 суток. Глубина гидрозамерзания почвы нормативная — 1,85 м, максимальная — 2,6 м. Среднегодовое количество часов солнечного сияния — 2256 часов. Время ледостава на водоёмах города — ноябрь, декабрь. Время вскрытия льда — начало апреля.
| Число солнечных дней в Кокшетау | Число солнечных дней в Кокшетау | Число солнечных дней в Кокшетау | Число солнечных дней в Кокшетау | Число солнечных дней в Кокшетау | Число солнечных дней в Кокшетау | Число солнечных дней в Кокшетау | Число солнечных дней в Кокшетау | Число солнечных дней в Кокшетау | Число солнечных дней в Кокшетау | Число солнечных дней в Кокшетау | Число солнечных дней в Кокшетау | Число солнечных дней в Кокшетау | Число солнечных дней в Кокшетау |
| Месяц                           | Янв                             | Фев                             | Мар                             | Апр                             | Май                             | Июн                             | Июл                             | Авг                             | Сен                             | Окт                             | Ноя                             | Дек                             | Год                             |
| Солнечные дни, кол.             | 5                               | 4                               | 5                               | 10                              | 15                              | 14                              | 14                              | 17                              | 13                              | 8                               | 4                               | 4                               | 113                             |
| ------------------------------- | ------------------------------- | ------------------------------- | ------------------------------- | ------------------------------- | ------------------------------- | ------------------------------- | ------------------------------- | ------------------------------- | ------------------------------- | ------------------------------- | ------------------------------- | ------------------------------- | ------------------------------- |

| Солнечное сияние, часов за месяц | Солнечное сияние, часов за месяц | Солнечное сияние, часов за месяц | Солнечное сияние, часов за месяц | Солнечное сияние, часов за месяц | Солнечное сияние, часов за месяц | Солнечное сияние, часов за месяц | Солнечное сияние, часов за месяц | Солнечное сияние, часов за месяц | Солнечное сияние, часов за месяц | Солнечное сияние, часов за месяц | Солнечное сияние, часов за месяц | Солнечное сияние, часов за месяц | Солнечное сияние, часов за месяц |
| Месяц                            | Янв                              | Фев                              | Мар                              | Апр                              | Май                              | Июн                              | Июл                              | Авг                              | Сен                              | Окт                              | Ноя                              | Дек                              | Год                              |
| Солнечное сияние, ч              | 89                               | 127                              | 196                              | 227                              | 277                              | 306                              | 313                              | 250                              | 190                              | 118                              | 88                               | 75                               | 2256                             |
| -------------------------------- | -------------------------------- | -------------------------------- | -------------------------------- | -------------------------------- | -------------------------------- | -------------------------------- | -------------------------------- | -------------------------------- | -------------------------------- | -------------------------------- | -------------------------------- | -------------------------------- | -------------------------------- |

Суточные и годовые амплитуды температур очень велики. Солнечных дней много, количество солнечного тепла, получаемого летом землёй, почти столь же велико, как в тропиках. Облачность незначительна. Самый холодный месяц года — февраль — среднее значение температуры: −14,5 °С. Самый тёплый месяц — июль — со средней температурой +20,5 °С. Тёплый сезон года с температурами выше +10 °С длится в среднем 137 дней с 6 мая по 21 сентября. Годовая амплитуда средних месячных температур воздуха равна 34,0—39,5 °С. Величина годовых осадков изменяется от 176 мм до 512,5 мм при средней величине 307,6 мм.
- Среднегодовая температура составляет около 3 °C
- Среднегодовая скорость ветра — 3,9 м/с
- Среднегодовая влажность воздуха — 71 %

Относительная влажность воздуха в среднем составляет 71 %, наименьшая она в мае — 53 %, наибольшая в ноябре — 83 %.
| Показатель                         | Янв.  | Фев.  | Март  | Апр.  | Май  | Июнь | Июль | Авг. | Сен. | Окт.  | Нояб. | Дек.  | Год   |
| ---------------------------------- | ----- | ----- | ----- | ----- | ---- | ---- | ---- | ---- | ---- | ----- | ----- | ----- | ----- |
| Абсолютный максимум, °C            | 4,8   | 6,2   | 23,1  | 31,3  | 35,5 | 40,4 | 41,7 | 41,2 | 36,2 | 25,3  | 19,2  | 6,6   | 41,7  |
| Средний суточный максимум, °C      | −10   | −10,6 | −4,2  | 10,8  | 19,3 | 23,5 | 26,7 | 23,7 | 17,9 | 10,2  | −4,3  | −10,1 | 8,6   |
| Средняя температура, °C            | −14   | −14,5 | −7    | 5,5   | 13,8 | 19,5 | 20,5 | 18,5 | 12,5 | 4,8   | −9,3  | −14,1 | 3,5   |
| Средний суточный минимум, °C       | −18,5 | −19   | −10,2 | −1,3  | 10,2 | 14,5 | 15,6 | 14,3 | 10,3 | −1,5  | −15,6 | −18,1 | −1,3  |
| Абсолютный минимум, °C             | −46,6 | −48,3 | −35,7 | −24,7 | −8,7 | −0,8 | 3,4  | −1,3 | −7,6 | −24,8 | −37,1 | −42,3 | −48,3 |
| Норма осадков, мм                  | 15    | 10    | 21    | 32    | 44   | 56   | 69   | 49   | 32   | 26    | 23    | 20    | 397   |
| Источник: Кокшетау гидрометеоцентр |       |       |       |       |      |      |      |      |      |       |       |       |       |

| Показатель              | Янв.  | Фев.  | Март | Апр. | Май  | Июнь | Июль | Авг. | Сен. | Окт. | Нояб. | Дек.  | Год |
| ----------------------- | ----- | ----- | ---- | ---- | ---- | ---- | ---- | ---- | ---- | ---- | ----- | ----- | --- |
| Средняя температура, °C | −15,3 | −15,1 | −7,4 | 4,0  | 12,2 | 18,4 | 20,2 | 16,8 | 11,3 | 2,5  | −6,1  | −11,8 | 2,5 |
| Источник: NOAA          |       |       |      |      |      |      |      |      |      |      |       |       |     |

| Относительная влажность воздуха , % | Относительная влажность воздуха , % | Относительная влажность воздуха , % | Относительная влажность воздуха , % | Относительная влажность воздуха , % | Относительная влажность воздуха , % | Относительная влажность воздуха , % | Относительная влажность воздуха , % | Относительная влажность воздуха , % | Относительная влажность воздуха , % | Относительная влажность воздуха , % | Относительная влажность воздуха , % | Относительная влажность воздуха , % | Относительная влажность воздуха , % |
| Показатель                          | Янв                                 | Фев                                 | Мар                                 | Апр                                 | Май                                 | Июн                                 | Июл                                 | Авг                                 | Сен                                 | Окт                                 | Ноя                                 | Дек                                 | Год                                 |
| Влажность воздуха, %                | 78                                  | 79                                  | 77                                  | 64                                  | 53                                  | 57                                  | 68                                  | 64                                  | 68                                  | 75                                  | 83                                  | 81                                  | 71                                  |
| ----------------------------------- | ----------------------------------- | ----------------------------------- | ----------------------------------- | ----------------------------------- | ----------------------------------- | ----------------------------------- | ----------------------------------- | ----------------------------------- | ----------------------------------- | ----------------------------------- | ----------------------------------- | ----------------------------------- | ----------------------------------- |
| Источник: Погода и климат           |                                     |                                     |                                     |                                     |                                     |                                     |                                     |                                     |                                     |                                     |                                     |                                     |                                     |

### Почва и растительность
На территории земель города Кокшетау выделен следующий состав почв:
1. чернозёмы обыкновенные среднемощные;
2. чернозёмы обыкновенные солонцеватые маломощные;
3. лугово-чернозёмные среднемощные и маломощные почвы, солончаковые почвы;
4. пойменные луговые почвы;
5. лугово-болотные почвы;
6. солончаки луговые.

Вся освоенная территория города относится к землям с частично нарушенным почвенным профилем в результате деятельности человека. В связи с этим, на значительных территориях зон озеленения создан искусственный почвенный покров. Озеленение осуществляется путём посадки искусственных насаждений.

### Экологическое состояние
Основными источниками загрязнения на территории города являются дома, не подключённые к  центральному отоплению, автотранспорт и предприятия. В Кокшетау, по данным статистики, насчитывается около 11 тыс. частных домов, из них 2,5 тыс. домов подключены к централизованному отоплению, остальные 8,5 тыс. используют твёрдое топливо.
К числу факторов, отрицательно действующих на население города Кокшетау, относятся: загрязнённость воздушного бассейна вредными выбросами промышленных предприятий города (группа компаний  ТОО «Алтынтау-Кокшетау», ГКП «Кокшетау-Жылу» и др.) и автотранспорта, городской шум, особенно на транспортных магистралях, тяжёлые микроклиматические условия в летнее и зимнее время и некоторые другие. В городе проводятся мониторингово-инструментальные замеры загрязняющих веществ на санитарной территории крупных предприятий.

### Животный мир
Как и в других городах, на улицах Кокшетау встречаются бродячие собаки и кошки. В последние годы число бродячих собак на улицах города значительно увеличилось. Их можно встретить не только на окраинах, но и в центре города. Большое скопление бродячих собак, как показывает практика, зачастую наблюдается в частных секторах города. Это Красный Яр, район старого мясокомбината, микрорайоны «Жайлау» и Застанционный. Только по официальным данным они покусали около полусотни человек, а общее число жалоб от населения, отмечают в управлении ветеринарии, выросло в десятки раз. Согласно статистике в 2020-м зарегистрировано  599 фактов укусов бродячими животными детей до 18 лет. В 2020 году в областную детскую больницу за медицинской помощью от укусов и нападения собак обратилось 156 родителей детей. Все они преимущественно школьного возраста.
В 2021 году был принят закон «Об ответственном обращении с животными». Запрещено применять силу, давать лекарства, усыплять. Закон призван избавить животных от жестокости.
- Общественное объединение Шанс На Спасение
- Волонтерское Движение ЛиС

### Озеленение
В 2006 году у склонов сопки Букпа было посажено более 6 тысяч саженцев берёз, сосен и других деревьев в рамках акции «Городу — зелёное ожерелье», и ежегодно эта работа продолжается.
В 2022 году в рамках весенней и осенней высадки саженцев в Кокшетау было высажено 7 тысяч деревьев.

### Картография Кокшетау (Кокчетава)

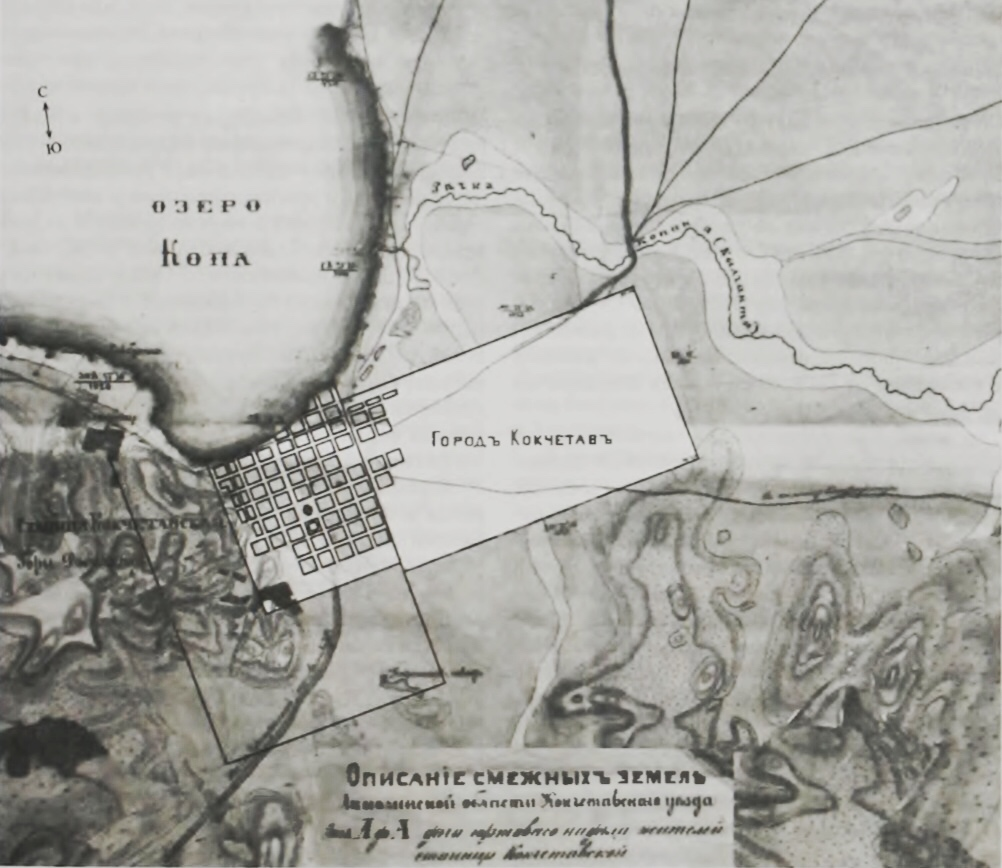
План станицы Кокчетавской конец 19 в.
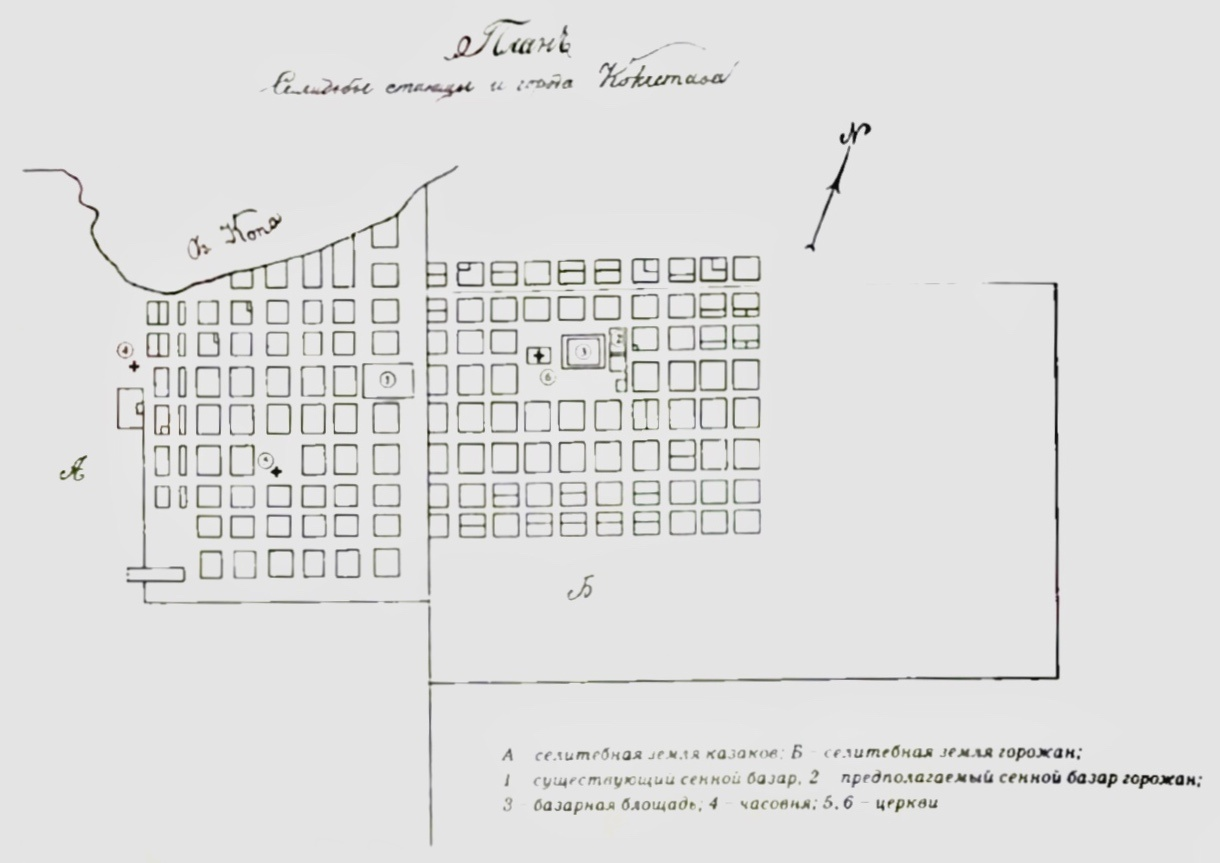
План станицы и города Кокчетава. 1895 г.
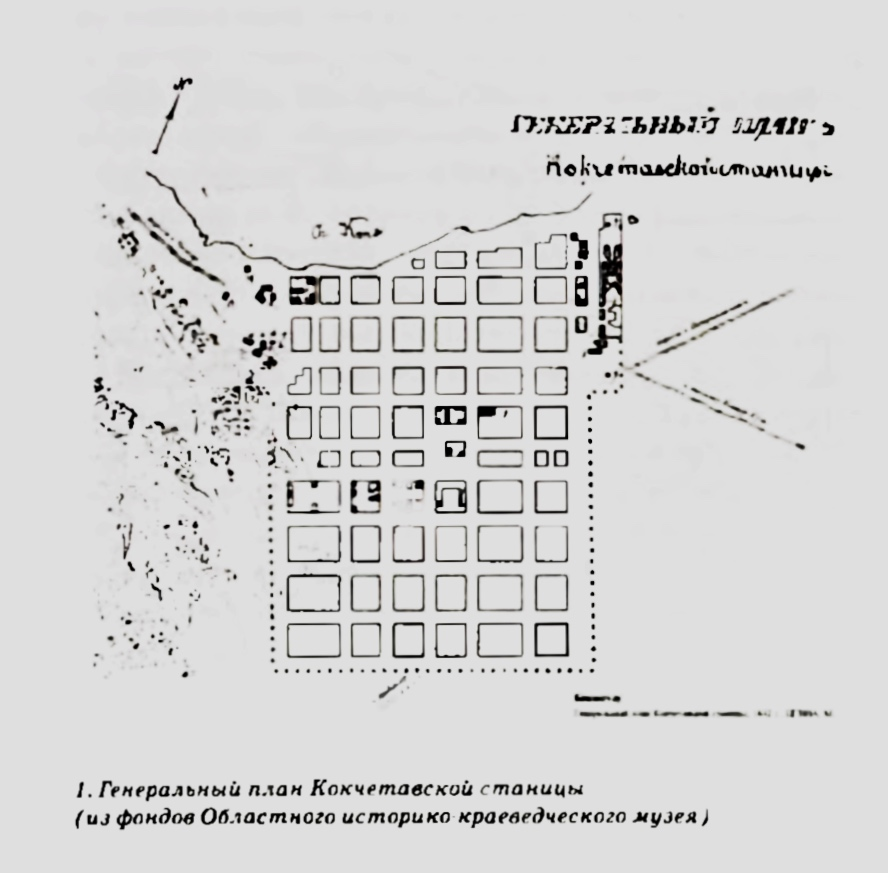
Генеральный план станицы Кокчетавской

## Статус и административно-территориальное устройство

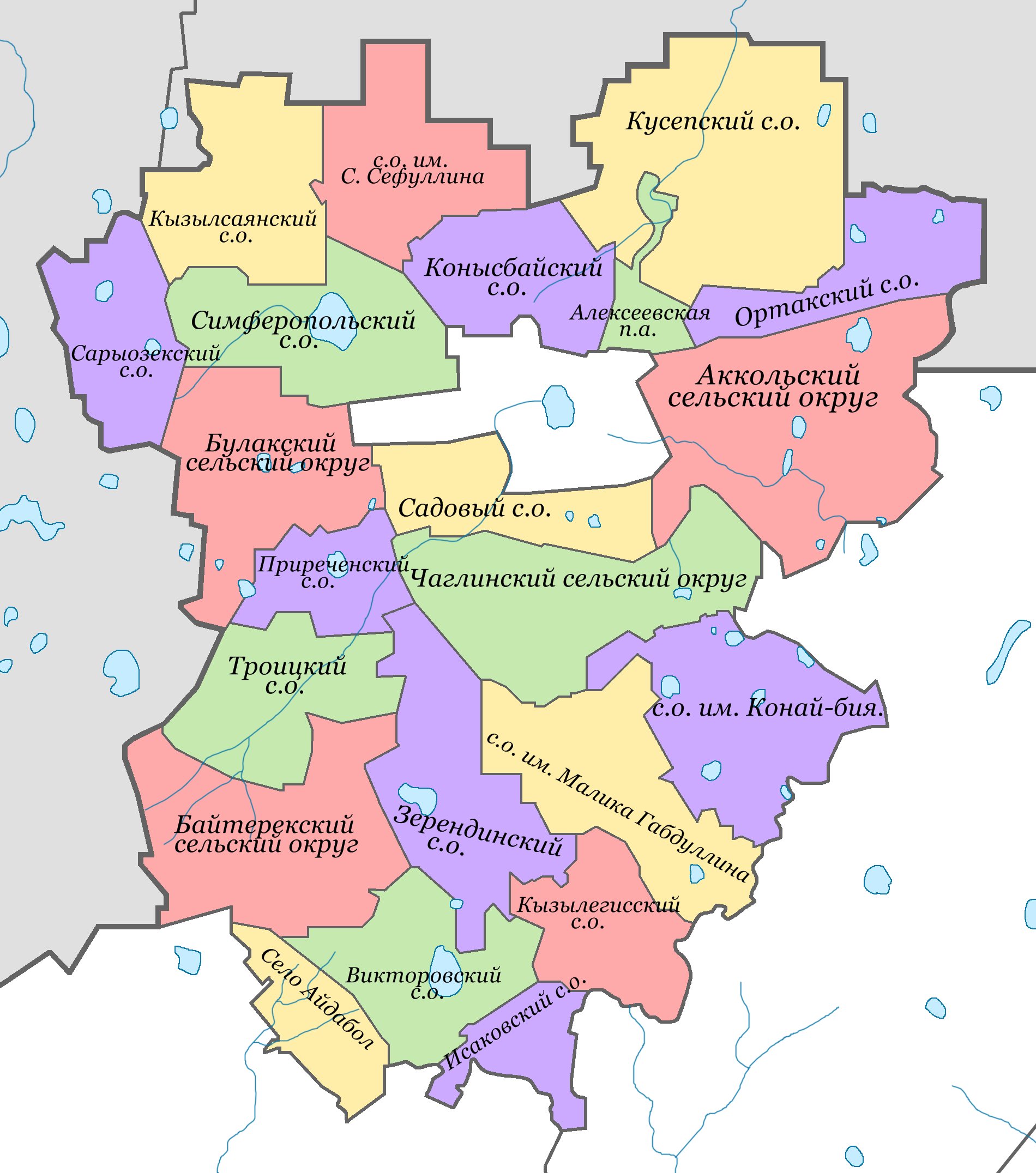
Территория в подчинении городской администрации Кокшетау на карте Зерендинского района (расположена анклавом внутри района; окрашена белым цветом)

В современных границах территория города Кокшетау занимает 233,97 км², городской администрации — 425,0 км². Город имеет статус областного центра. В Кокшетау отсутствуют административные районы, он поделён на жилые микрорайоны и кварталы.
В рамках административно-территориального устройства области, Кокшетау не входит в состав районов. Административно он входит в состав территории Кокшетауской городской администрации, в которую помимо собственно Кокшетау входят одна поселковая администрация с общей численностью населения в 2595 человек (перепись 2019 года) и Красноярский сельский округ (9940 жителей, перепись 2009 года) — в его составе находятся два сельских населённых пункта. Текущая статистика учитывает указанные населённые пункты в составе городской администрации Кокшетау, тогда как переписи населения ведутся по ним отдельно:
| № | Населённый пункт | Население, чел. | Расстояние до Кокшетау, км | Код КАТО  | Координаты                      |
| - | ---------------- | --------------- | -------------------------- | --------- | ------------------------------- |
| 1 | Красный Яр       | ↗ 9875          | 10                         | 111033100 | 53°19′26″ с. ш. 69°15′09″ в. д. |
| 2 | Станционный      | ↗ 2623          | 18                         | 111037100 | 53°21′16″ с. ш. 69°29′41″ в. д. |
| 3 | Кызыл-Жулдыз     | ↘ 65            | 17                         | 111033300 | 53°21′09″ с. ш. 69°20′08″ в. д. |

Жилые районы
- Букпа (жилой район; на въезде в село Красный Яр; Запад),
- Кокше (жилой район; Центр),
- Бостандык (жилой район; Центр),
- Сары-Арка (жилой район; Север),
- Жайлау (жилой район; Юг),
- Бейбитшилик (жилой район; Юг),
- Аул (жилой район; Восток)

Микрорайоны, жилые массивы и посёлки в черте городской администрации Кокшетау (условно выделенные)
- Центральный (микрорайон),
- Бармашино (микрорайон),
- Городок строителей (микрорайон),
- Застанационный (микрорайон),
- Кирпичный завод (микрорайон),
- Кулагер (микрорайон, расположен среди Красноярских дач),
- Старый аэропорт (микрорайон),
- Сункар (микрорайон),
- Коктем (микрорайон),
- Васильковский (микрорайон),
- Юбилейный (микрорайон),
- Боровской (микрорайон),
- Бирлик (микрорайон),
- Чайкино (жилой посёлок) и др.

Кварталы в черте городской администрации Кокшетау
- Северная Промзона (г. Кокшетау)
- Нурлы кош (с. Красный Яр)
- Элита (с. Красный Яр) и др.

### Органы власти и политика

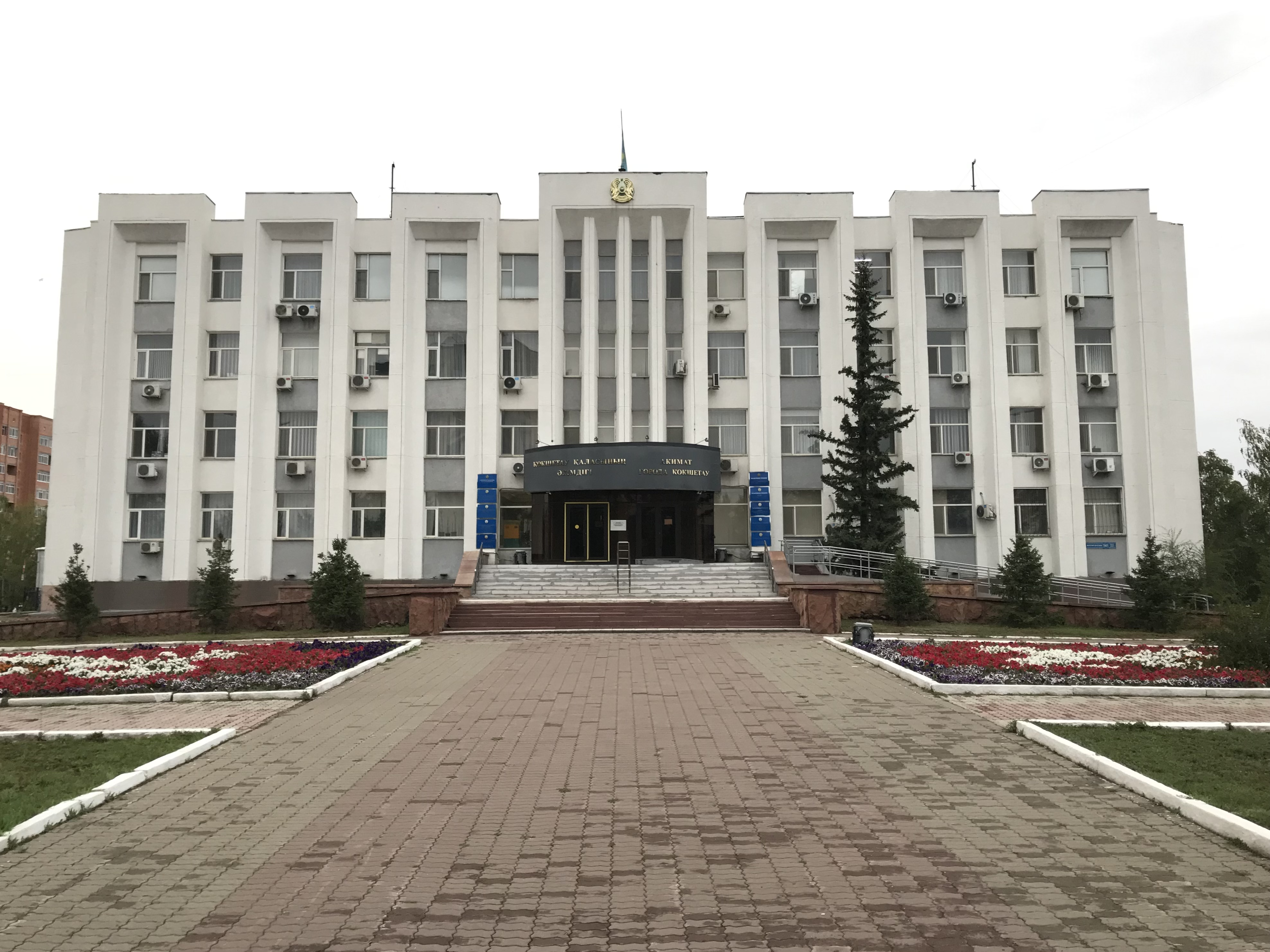
Здание акимата (мэрия; 1988) в центре Кокшетау на улице Мухтара Ауэзова. Ранее администрация располагалась в бывшем здании городского комитета КП Казахстана

#### Администрация города
Структуру органов местного самоуправления города Кокшетау составляют:
- Кокшетауский городской маслихат Акмолинской области — представительный орган (городской совет), занимает здание городского акимата в центре города;
- Акимат города Кокшетау — исполнительно-распорядительный орган (администрация города Кокшетау);
- Аким — высшее должностное лицо города (глава города).

Акимат Кокшетау является исполнительным органом власти на территории города, близлежащей Станционной поселковой администрации и Красноярского сельского округа, которые вместе образуют городскую администрацию Кокшетау. Главой акимата является аким города, который назначается акимом Акмолинской области согласно закону Республики Казахстан от 23 января 2001 года «О местном государственном управлении и самоуправлении в Республике Казахстан». Первым акимом города Кокшетау был Айдар Мурзин, занимавший эту должность в 1992—1996 годах. С 9 ноября 2024 года акимом города является Ануар Кумпекеев.
Представительным органом местного самоуправления Кокшетау и Кокшетауской городской администрации является городской маслихат (совет). В городском маслихате Кокшетау заседают 17 депутатов, которые избираются жителями города на муниципальных выборах в соответствии с действующим законодательством. Срок полномочий городского маслихата — 5 лет. С 30 марта 2023 года председателем городского маслихата является Дастан Акимов.
Городской маслихат в настоящее время состоит из представителей четырёх партий: «Аманат», «Ак жол», Народной партии Казахстана и «Республики». По политическим взглядам население Кокшетау тяготеет к партии Аманат. В июле 2007 года состоялось торжественное открытие офиса Акмолинского филиала партии «Нур-Отан» («Аманат») на пересечении улиц Е. Ауельбекова и М. Горького. В открытии офиса принимал участие президент страны Нурсултан Назарбаев.
Акимат города и городской маслихат располагаются в одном здании на улице Мухтара Ауэзова в центре Кокшетау.

#### Администрация Акмолинской области
В соответствии с областным уставом Кокшетау является административным центром Акмолинской области. В городе находятся все законодательные, исполнительные и судебные органы власти Акмолинской области. Акимат Акмолинской области и Акмолинский областной маслихат расположены в одном здании на площади Абылай-хана. Судебную власть представляет Акмолинский областной суд, располагающийся в здании на проспекте Нурсултана Назарбаева.

#### Минприроды Республики Казахстан
По решению правительства Республики Казахстан от 12 февраля 1998 года № 99 в Кокшетау было переведено Министерство природных ресурсов и охраны окружающей среды с его подведомственными организациями — Государственной комиссией по запасам полезных ископаемых, Республиканским центром геологической информации РЦГИ «Казгеоинформ», Северо-Казахстанским территориальным управлением по охране и использованию недр, Национальным экологическим центром устойчивого развития, Информационно-аналитическим центром геологии, природных ресурсов и охраны окружающей среды. Министерство находилось в городе до 2002 года.

### Городской бюджет
Доходы бюджета Кокшетау на 2020 год были определены на уровне 41,9 млрд тенге, затраты — 50,1 млрд тенге.
К числу основных доходных источников бюджета Кокшетау относятся: налоговые поступления (18,8 млрд тенге), поступления трансфертов (21,0 млрд тенге) и поступления от продажи основного капитала (1,9 млрд тенге). Основные статьи расходов: образование (17,3 млрд тенге), жилищно-коммунальное хозяйство (11,2 млрд тенге), оборона (3,1 млрд тенге), транспорт и коммуникации (3,1 млрд тенге), социальная помощь и социальное обеспечение (1,9 млрд тенге).
По состоянию на 1 августа 2021 года в бюджеты всех уровней поступило налогов и сборов в объёме 36 924,6 млн тенге или 105,5 % к плану-прогнозу. К уровню 2020 года поступления увеличились на 8644,4 млн тенге. План отчислений в республиканский бюджет выполнен на 100,7 % (15 071,1 млн тенге). В местный бюджет поступило 21 853,4 млн тенге, что составляет 109,0 % к прогнозу периода.
| Доходы бюджета города Кокшетау (тыс. тенге) | Доходы бюджета города Кокшетау (тыс. тенге) | Доходы бюджета города Кокшетау (тыс. тенге) | Доходы бюджета города Кокшетау (тыс. тенге) | Доходы бюджета города Кокшетау (тыс. тенге) | Доходы бюджета города Кокшетау (тыс. тенге) | Доходы бюджета города Кокшетау (тыс. тенге) |
| 2007                                        | 2008                                        | 2009                                        | 2010                                        | 2011                                        | 2012                                        | 2013                                        |
| ------------------------------------------- | ------------------------------------------- | ------------------------------------------- | ------------------------------------------- | ------------------------------------------- | ------------------------------------------- | ------------------------------------------- |
| 8 244 305,1                                 | ↗9 001 846,4                                | ↘8 807 070,5                                | ↗11 278 193                                 | ↗14 705 208,2                               | ↗17 502 390                                 | ↘16 164 270,4                               |
| 2014                                        | 2015                                        | 2016                                        | 2017                                        | 2018                                        | 2019                                        | 2020                                        |
| ↗23 084 544,3                               | ↘23 033 139,1                               | ↗30 674 043,2                               | ↘29 784 664,3                               | ↗32 808 003,5                               | ↗36 293 690,2                               | ↗41 915 721,8                               |

| Расходы бюджета города Кокшетау (тыс. тенге) | Расходы бюджета города Кокшетау (тыс. тенге) | Расходы бюджета города Кокшетау (тыс. тенге) | Расходы бюджета города Кокшетау (тыс. тенге) | Расходы бюджета города Кокшетау (тыс. тенге) | Расходы бюджета города Кокшетау (тыс. тенге) | Расходы бюджета города Кокшетау (тыс. тенге) |
| 2007                                         | 2008                                         | 2009                                         | 2010                                         | 2011                                         | 2012                                         | 2013                                         |
| -------------------------------------------- | -------------------------------------------- | -------------------------------------------- | -------------------------------------------- | -------------------------------------------- | -------------------------------------------- | -------------------------------------------- |
| 8 735 929,6                                  | ↗9 417 285,6                                 | ↘9 261 811,1                                 | ↗11 455 587,9                                | ↗15 545 906                                  | ↗19 218 454,9                                | ↘17 106 720                                  |
| 2014                                         | 2015                                         | 2016                                         | 2017                                         | 2018                                         | 2019                                         | 2020                                         |
| ↗23 434 825,7                                | ↘22 894 873,6                                | ↗31 394 345,4                                | ↘30 474 458,3                                | ↗33 462 345,4                                | ↗37 237 191,7                                | ↗50 195 543,4                                |

## История
| Годы        | Названия                                       | Принадлежность | Ист.                     |
| ----------- | ---------------------------------------------- | --- | ------------------------ |
| 1827—1838   | станица Кокчетавская                           | Омская область Российской империи                                                                                         | [ 18 ]                   |
| 1838—1854   | станица Кокчетавская                           | Пограничное управление сибирскими киргизами в составе Российской империи                                                  | [ 42 ]                   |
| 1854—1868   | станица Кокчетавская                           | Область Сибирских Киргизов Российской империи                                                                             | [ 43 ] [ 44 ]            |
| 1868—1917   | станица Кокчетавская → город (с 1895) Кокчетав | Акмолинская область Российской империи (Западно-Сибирское генерал-губернаторство → Степное генерал-губернаторство)        | [ 42 ] [ 45 ] [ 46 ]     |
| 1917—1918   | Кокчетав                                       | Алаш-Орда (Алашская автономия)                                                                                            | [ 15 ]                   |
| 1918—1919   | Кокчетав                                       | Омская (затем Акмолинская → Омская) область в юрисдикции Уфимской Директории и Российского правительства адмирала Колчака | [ 15 ] [ 45 ]            |
| 1919—1920   | Кокчетав                                       | Омская область → Омская губерния Киргизского края в составе РСФСР                                                         | [ 47 ]                   |
| 1920—1922   | Кокчетав                                       | Омская губерния → Акмолинская губерния Киргизской АССР в составе РСФСР                                                    | [ 15 ] [ 48 ]            |
| 1922—1925   | Кокчетав                                       | Акмолинская губерния Киргизской АССР в составе РСФСР Союза ССР                                                            | [ 49 ]                   |
| 1925—1936   | Кокчетав                                       | Кзыл-Джарский округ (затем Петропавловский) Казакской АССР → Казахской АССР в составе РСФСР Союза ССР                     | [ 15 ]                   |
| 1936—1991   | Кокчетав (каз. Көкшетау)                       | Карагандинская область → Северо-Казахстанская область → Кокчетавская область Казахской ССР в составе СССР                 | [ 50 ]                   |
| 1991—н. вр. | Кокшетау (с 1993; каз. Көкшетау или Kökşetau)  | Кокшетауская область → Северо-Казахстанская область → Акмолинская область Республики Казахстан                            | [ 3 ] [ 4 ] [ 5 ] [ 51 ] |

### Краткая ранняя история Кокшетау
Территория современного Кокшетау до добровольного вхождения в состав Российской империи входила в территорию Среднего жуза казахов («Средней орды») и находилась в северной части Казахского ханства, являясь местом расселения племён аргынов (самого многочисленного на то время и занимавшего обширные регионы Северного и Центрального Казахстана), торе, уаков, кыпшаков, найманов, толенгитов и кереев.

### В годы Российской империи
Кокшетау был основан 29 апреля 1824 года как укреплённая станица Сибирского казачьего войска на территории Омской области Российской империи. Изначально она находилась на месте ставки Вали-хана (хана Уали) и зимовья казахов (каз. Қыстау) в урочище Кызыл-Агаш (ранее Кзыл-Агачь) у подножия южной стороны горы Кокшетау на берегу Кокчетавского (ныне называемого Большое Чебачье) озера: 53°06′11″ с. ш. 70°20′02″ в. д..
25 февраля 1824 года на заседании Сибирского комитета был рассмотрен вопрос об открытии в бывших владениях Среднего жуза внешних округов в составе Омской области. В инструкции Сибирского комитета по открытию этих округов предписывалось: «…Округам на основании § 14 „Устава о сибирских киргизах“ дать собственное название по имени знатнейшего урочища на занимаемых землях, а именно: первый округ наименовать Кокчетавским, а второй — Каркаралинским».
Организация Кокчетавского внешнего округа была поручена подполковнику русской армии Григоровскому. Согласно полученному предписанию, он вместе с отрядом сибирских казаков выступил из крепости Петропавловской и взял курс в направлении горы Кокшетау.
Об открытии округа подполковник Григоровский в донесении от 30 апреля 1824 года извещал Омское областное правление. Он, в частности, писал: «По многочисленном собрании в Киргизской степи при горах Кокчетавских сего апреля в 29 день торжественным образом открыт Кокчетавский окружной приказ, председателем оного избран старший султан Габайдулла.и заседателями из киргиз почтеннейшие старшины из рода Худайберды — атыгаевского Джилгара [Зилгара] Байтокин, из рода Исеньбокты — Киреевского Мусет Яныбеков [Жанибеков]».
Таким образом, в 1824 году поселение стало центром Кокчетавского внешнего округа Омской области. Здесь размещались приказ (администрация) по управлению «сибирскими киргизами» (казахами) округа и отряд сибирских казаков. Однако летом 1827 года поселение была перенесено на новое место, так как по причине неблагоприятного климата и отсутствия удобных земель продолжать строительство на прежнем месте оказалось невозможным. Теперь станица располагалась с одной стороны у подножья сопки Букпа (363 м) (каз. Бұқпа), для того, чтобы с высоты имелась возможность вести наблюдение при угрозе внезапного нападения, а с другой стороны на берегу озера Копа, что делало её неприступной (естественные природные условия обеспечивали защиту с северной и южной стороны). Причём название, полученное ранее от Кокчетавских гор, так и осталось за этим поселением.

#### В статусе уездного города
С 1854 года станица Кокчетавская становится окружным центром Области сибирских киргизов Российской империи.
В 1868 году Кокчетавский внешний округ как уезд вошёл в состав Акмолинской области (её центр находился в Омске), а поселение с населением около двух тысяч человек, включавшее станицу Кокчетавскую и мещанскую слободу, стало центром уезда.

В связи с массовым переселением крестьян из внутренних российских губерний (из европейской части России) поселение постепенно расширялось и в 1895 году официально приобрело статус города, который стал называться Кокчетавом, тем самым став важным центром торговли в регионе.

### В годы Гражданской войны
В декабре 1917 года — ноябре 1918 года город находился под контролем Алашской автономии (Алаш-Орды), признавшей власть Временного Сибирского правительства.
С ноября 1918 года город контролировался Уфимской директорией, а затем «Омским правительством» (до осени 1919 года). В районе Кокчетава активно действовали красные партизаны.

### Советский период
12 ноября 1919 года занят частями Красной армии в ходе Омской операции — составной части наступления Восточного фронта 1919–1920 годов — в городе была установлена советская власть.
С 1919 года — уездный центр Омской губернии. Здесь был открыт Народный дом, при котором начала работу музыкальная школа с классами пианино, скрипки и духовых инструментов.
В 1921 году город вошёл в состав Акмолинской губернии Киргизской АССР, позже переименованной в Казакскую АССР (находилась в составе РСФСР до 1936 года).
Согласно проекту административно-территориального районирования Казахстана, утвержденному 17 января 1928 года второй сессией ЦИК КазАССР был образован Кзыл-Джарский округ, в который вошёл город.
В 1928 году Кокчетавский уезд был разделён на несколько районов. Кокчетав становится районным центром одноимённого района.
С 1932 по 1936 годы Кокчетав входил в состав Карагандинской области Казахской АССР, а с 1936 по 1944 год город относился к Северо-Казахстанской области Казахской ССР в составе СССР.
Во время Великой Отечественной войны на фронт отправилось много жителей города и Кокчетавской области (в том числе добровольцев), среди них 29 были удостоены звания Героя Советского Союза (непосредственно на территории бывшего Кокчетавского уезда родились Малик Габдуллин, Иван Терёхин, Алексей Куница, Николай Колбасов, Пётр Меньшиков, Василий Бенберин, Иван Омигов, Алексей Чернов, Василий Бовт, Сергей Юдин и Михаил Яглинский). В годы войны в город были эвакуированы предприятия из Московской области и города Орджоникидзе (ныне Владикавказ), действовало 2 эвакуационных госпиталя. Тысячи кокчетавцев трудились в тылу. Коллективу чугунолитейного завода в 1945 году присуждено Красное знамя Министерства обороны СССР, многие работники завода отмечены правительственными наградами.
15 марта 1944 года указом Президиума Верховного Совета Казахской ССР создана Кокчетавская область с областным центром в городе Кокчетаве. Бурный рост города связан с освоением целины и промышленным строительством в 1960-е годы.
В 1960—1965 годах город, как и вся Кокчетавская область, находился в составе Целинного края Казахской ССР (его центр находился в Целинограде; ныне Астана).
16 июня 1979 года в городе, а также в Караганде и Целинограде прошли выступления населения против проекта создания немецкой автономии в Северном Казахстане.
30 мая 1991 года состоялась рабочая поездка президента СССР М. С. Горбачёва и его жены Р. М. Горбачёвой в Кокчетав.

### Постсоветский Казахстан

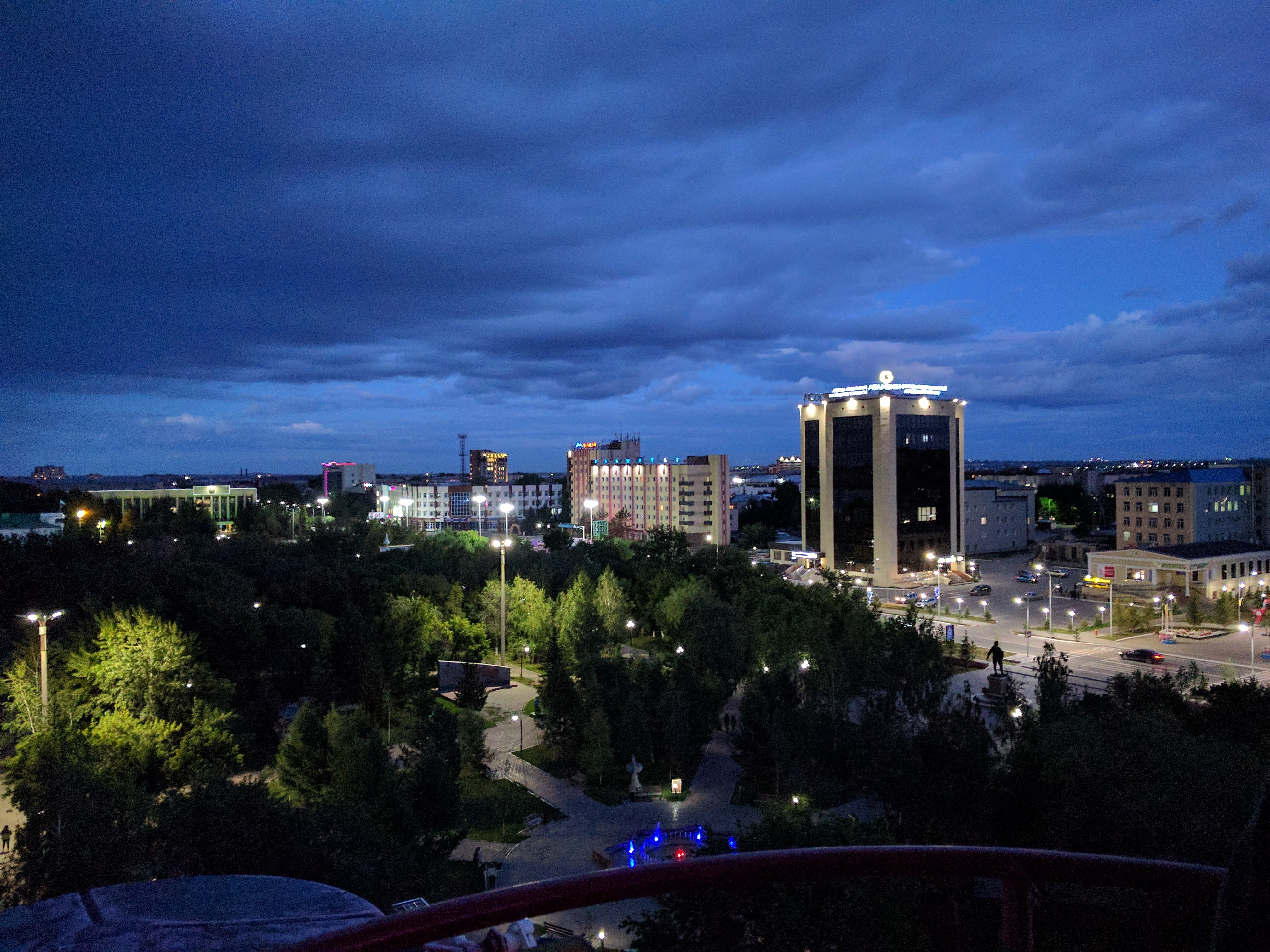
Вечер в центральном парке Кокшетау

Охвативший страну после распада СССР экономический кризис негативно отразился на экономике города и Кокшетауской области в целом, наблюдался значительный спад объёма промышленного производства, упали объёмы строительства и вырос уровень безработицы.
7 октября 1993 года, в целях возрождения национальной топонимики, постановлением Президиума Верховного Совета Республики Казахстан № 2410-XII «Об упорядочении транскрибирования на русском языке топонимов, наименований и переименований отдельных административно-территориальных единиц Республики Казахстан» была изменена транскрипция казахского названия города на русский язык, с этого времени в Казахстане используется новое написание названия города на русском языке — Кокшетау.
В 1996 году образован Кокшетауский государственный университет.
Весной 1997 года начался ряд административных переустройств, который привёл к тому, что 3 мая Кокшетауская область была упразднена, в состав которой на тот момент входило 16 районов, 4 города и 10 поселков городского типа, в то время как сам город лишили статуса областного центра, и два года он находился в составе Северо-Казахстанской области (её центр находился в Петропавловске).
После изменения административного устройства Акмолинской и Северо-Казахстанской областей Кокшетау стал городом областного значения Акмолинской области, а затем указом президента Казахстана от 8 апреля 1999 года административный центр Акмолинской области был перенесён из Астаны в Кокшетау. Кокшетау вновь получил статус областного центра.

## Население
| 1885     | 1897     | 1910     | 1920     | 1923     | 1926     | 1931     |
| -------- | -------- | -------- | -------- | -------- | -------- | -------- |
| 5705     | ↘4962    | ↘4273    | ↗7796    | ↗10 383  | ↗11 060  | ↗12 500  |
| 1939     | 1945     | 1959     | 1970     | 1979     | 1989     | 1990     |
| ↗19 260  | ↗23 400  | ↗52 909  | ↗80 564  | ↗103 162 | ↗135 424 | ↗139 000 |
| 1991     | 1992     | 1993     | 1999     | 2000     | 2001     | 2002     |
| ↗143 300 | ↗145 200 | ↘144 000 | ↘123 389 | ↘122 445 | ↘122 173 | ↘121 052 |
| 2003     | 2004     | 2005     | 2006     | 2007     | 2008     | 2009     |
| ↗121 661 | ↗123 640 | ↗125 455 | ↗127 317 | ↗129 244 | ↗131 215 | ↗135 106 |
| 2010     | 2011     | 2012     | 2013     | 2014     | 2015     | 2016     |
| ↗136 156 | ↗137 268 | ↘136 835 | ↗139 063 | ↗140 847 | ↗142 411 | ↗145 795 |
| 2017     | 2018     | 2019     | 2020     | 2021     | 2022     | 2023     |
| ↘145 531 | ↗145 789 | ↘145 161 | ↗146 104 | ↗148 550 | ↗150 649 | ↗176 322 |
| 2024     | 2025     |          |          |          |          |          |
| ↗176 849 | ↗179 907 |          |          |          |          |          |

### Динамика численности населения Кокшетау
Кокшетау — семнадцатый (на 2025 год; из 90) по количеству жителей город Казахстана, в Северном Казахстане — 4-е место, а в Акмолинской области — 1-е место (не включая окружённый территорией области город Астана — столицу Казахстана). Единственный город Акмолинской области с численностью населения свыше ста тысяч человек.
По оценке Казстата на 1 января 2025 года население собственно города составляло 179 907 человек (без учёта нас. пунктов, подчинённых городской администрации), что является наибольшей зафиксированной численностью населения.
За время советской власти в Кокшетау (с 1918 по 1991 гг.), население города увеличилось более, чем в 20 раз — с 7 тыс. чел. до 143 тыс. чел. В 2022 году численность постоянного населения собственно города впервые преодолело отметку в 150 тысяч человек. За двадцатилетний период с 2004 по 2024 население города увеличилось на 53 тысяч человек.
Плотность населения в городе составляет 477.8 жителей на км².

### Национальный состав
На начало 2025 года население города составляло 179 907 человек, население в составе территории городского акимата составляло 196 355 человека (на начало 2025). Кокшетау — полиэтнический город. Бо́льшую часть населения составляют казахи (62,56 %). Также проживают русские (23,17 %), украинцы (3,81 %), немцы (2,48 %), татары (2,15 %) и другие национальности (национальности менее 1,5 % и другое см. в сноске к строке «Остальные»). Ниже приведены шесть наиболее многочисленных. За последние 25 лет процентное соотношение проживающих в Кокшетау казахов и русских поменялось.
| Народ     | Численность чел. | %      |
| --------- | ---------------- | ------ |
| в общем   | 4 962            | 100 %  |
| русские   | 3 111            | 62,7 % |
| казахи    | 800              | 16,2 % |
| татары    | 481              | 9,7 %  |
| украинцы  | 379              | 7,6 %  |
| мордва    | 66               | 1,3 %  |
| сарты     | 47               | 0,9 %  |
| остальные | 78               | 1,6 %  |

| Народ     | Численность чел. | %      |
| --------- | ---------------- | ------ |
| в общем   | 19 260           | 100 %  |
| русские   | 11 920           | 61,9 % |
| казахи    | 3 789            | 19,6 % |
| украинцы  | 1 501            | 7,8 %  |
| татары    | 1 275            | 6,6 %  |
| поляки    | 179              | 0,9 %  |
| немцы     | 98               | 0,5 %  |
| остальные | 498              | 2,6 %  |

| Народ     | Численность чел. | %      |
| --------- | ---------------- | ------ |
| в общем   | 135 300          | 100 %  |
| казахи    | 60 882           | 45 %   |
| русские   | 51 188           | 37,8 % |
| украинцы  | 7 558            | 5,6 %  |
| татары    | 4 158            | 3,1 %  |
| немцы     | 2 686            | 2 %    |
| поляки    | 2 326            | 1,7 %  |
| остальные | 6 502            | 4,8 %  |

| Народ     | Численность чел. | %      |
| --------- | ---------------- | ------ |
| в общем   | 154 000          | 100 %  |
| казахи    | 85 236           | 55,4 % |
| русские   | 48 734           | 31,6 % |
| украинцы  | 4 986            | 3,2 %  |
| татары    | 3 727            | 2,4 %  |
| немцы     | 2 943            | 1,9 %  |
| поляки    | 2 230            | 1,4 %  |
| остальные | 6 117            | 4 %    |

| Народ     | Численность чел. | %      |
| --------- | ---------------- | ------ |
| в общем   | 193 492          | 100 %  |
| казахи    | 120 719          | 62,4 % |
| русские   | 45 130           | 23,3 % |
| украинцы  | 7 490            | 3,9 %  |
| немцы     | 4 782            | 2,5 %  |
| татары    | 4 203            | 2,2 %  |
| поляки    | 3 004            | 1,6 %  |
| остальные | 8 164            | 4,2 %  |

Население города (в пределах городской администрации) на 1 января 2010 года составляло 146 933 человека. В 1977 году численность населения Кокшетау перевалила за стотысячную отметку; по переписи 1999 года — 123,3 тыс. чел.. Количество браков в 2001 году составило 717, тогда как в 2007 году уже 1515. Естественный прирост населения увеличился со 183 чел. в 2001 году до 1150 в 2007 году. Число родившихся в 1999 году составило 1534 чел., а в 2007 году уже 2849 чел., число смертей за этот же период увеличилось в значительно меньшей степени: с 1504 (1999 год) до 1699 (2007 год). Сальдо миграции было отрицательным до 2001 года включительно, но в последующий период было положительным и колебалось в пределах 1200—1800 чел. в год. Сальдо внешней миграции было отрицательным, однако наблюдалась тенденция к его уменьшению. Так, сальдо миграции со странами СНГ сократилось с −1131 в 1999 году до −597 в 2007 году, а с дальним зарубежьем сократилось в ещё большей степени: с −866 в 1999 году до −13 в 2007 году, то есть убыль населения при миграционном обмене с дальним зарубежьем практически прекратилась.
Таким образом, основными факторами прироста населения города в период 1999—2007 годов являлись рождаемость (19 847 чел.) и миграционный приток из других регионов Казахстана (11 300 чел.), а факторами убыли населения стали смертность (15 257 чел.) и миграционный отток в страны СНГ (5549 чел.) и страны дальнего зарубежья (3731 чел.). Этническая специфика рождаемости (относительно высокая рождаемость среди казахов в сравнении с большинством остальных этносов, населяющих город), этническая специфика миграции из других регионов Казахстана и за рубеж, а также повышенная смертность среди большинства неказахских этносов, вызваны значительной долей старших возрастов и малой долей детей и молодёжи.

### Языки
Государственным языком Казахстана является казахский язык. Кокшетау относится к русскоговорящему региону. В городе на бытовом уровне используется преимущественно русский язык, однако в последние годы стала заметна тенденция изменения языковой среды из исключительно русскоязычной в двуязычную. Делопроизводство ведётся на казахском и русском языках. Исторически сложилось так, что на территории Акмолинской области и, соответственно, в городе Кокшетау распространён северо-восточный диалект казахского языка, который имеет некоторые отличия от других диалектов казахского языка. Помимо владеющих русским и казахским языками, в городе проживает незначительное количество носителей других языков.
На базе Дома дружбы (каз. Достық үйі) представителям различных этносов созданы условия для изучения своего и государственного казахского языка.
По данным переписи 2009 года, 89,5 % из 341 915 человек городского населения Акмолинской области (статистические данные, учитывающие население только города Кокшетау, не опубликовались, население Кокшетау составляет 40 % городского населения области) считали язык своей национальности родным. Казахский язык назвали родным 98,6 % (144 276) казахов, а русский язык был родным для 99,6 % русских (146 043). Среди представителей других национальностей этот показатель более низок: лишь 16,6 % украинцев, 16,8 % немцев, 15,4 % поляков и 20,9 % корейцев назвали родным свой национальный язык.
Из 110 469 городских казахов старше 15 лет 98,3 % понимали устную казахскую речь, свободно читали и писали 93,9 % и 91,2 % соответственно. Среди 121 478 русских в этой возрастной категории устную казахскую речь понимали 19,7 %, свободно читали и писали 7,9 % и 5,8 % соответственно. Что касается владения русским языком, 97,8 % казахов в указанной возрастной категории понимали устную русскую речь, свободно читали и писали 95,0 % и 93,4 % соответственно. 99,1 % русских понимали русскую речь, 98,6 % свободно читали, 98 % могли свободно писать.
Изучение казахского языка представителями нетитульных национальностей поощряется администрацией города. В Кокшетау и других городах области работают центры, где можно бесплатно обучиться государственному языку.
Родной язык населения по данным переписи 1897 года:
| Язык                           | Численность, чел. | Доля     |
| ------------------------------ | ----------------- | -------- |
| Русский («великорусский»)      | 3 111             | 62,7 %   |
| Казахский («киргиз-кайсацкий») | 800               | 16,2 %   |
| Татарский                      | 481               | 9,7 %    |
| Украинский («малорусский»)     | 379               | 7,6 %    |
| Мордовский                     | 66                | 1,3 %    |
| Сартский                       | 47                | 0,9 %    |
| Узбекский                      | 42                | 0,8 %    |
| Другие                         | 36                | 0,7 %    |
| Итого                          | 4 962             | 100,00 % |

### Динамика национального состава
В настоящее время в Кокшетау проживают в основном казахи (59,3 % или 97,9 тыс. чел. на начало 2022 года) и русские (28,38 % или 46,9 тыс. чел.), среди жителей города значителен также удельный вес украинцев, татар и немцев. Доля русских, проживающих в городе, после распада СССР многократно сократилась, а казахов резко выросла (так, в 1989 году казахи составляли лишь 18,5 % от всего населения города).
Население города в дореволюционный период было небольшим (4962 чел. в 1897 году) и пополнялось в основном за счёт миграции. В конце XIX века здесь жили преимущественно русские, казахи и татары. По данным переписи населения Российской империи 1897 года, среди жителей города русские составляли 62,7 %, казахи — 16,1 %, татары — 9,7 %.
Значительный вклад в формирование национального состава в городе внесла политика освоения целинных и залежных земель. В годы освоения целины был велик масштаб добровольной миграции молодёжи.
До конца 1990-х годов Кокшетау был исключительно русскоязычным городом с преимущественно славянским (русским, украинским, польским) и немецким населением. В 1990-е годы начался процесс возвращения этнических казахов на историческую родину (см. статью Оралманы). Неподалёку от села Красный Яр (территориально относится к Кокшетауской городской администрации) для переселенцев был построен посёлок «Нурлы кош».
| Национальный состав, % | 1897 г., перепись | 1939 г., перепись | 1989 г., перепись | 1999 г., перепись | 2007 г., оценка | 2013 г., оценка | 2019 г., оценка | 2020 г., оценка | 2021 г., оценка | 2022 г., оценка | 2023 г., оценка | 2024 г., оценка | 2025 г., оценка |
| казахи                 | 16,1              | 19,7              | 18,5              | 36,0              | 49,0            | 56,5            | 57,57           | 58,05           | 58,72           | 59,34           | 62,10           | 62,38           | 62,56           |
| русские                | 62,7              | 61,8              | 53,0              | 42,0              | 35,0            | 30,5            | 29,79           | 29,41           | 28,87           | 28,38           | 23,57           | 23,32           | 23,17           |
| прочие                 | 21,2              | 18,5              | 28,5              | 22,0              | 16,0            | 13,0            | 12,64           | 12,54           | 12,41           | 12,28           | 14,33           | 14,30           | 14,27           |

Источники:

### Половая и возрастная структура
В начале 2024 года на территории города Кокшетау постоянно проживало 176 849 жителей, из них мужчин — 83 850 чел. (47,4 %), женщин — 92 999 чел. (52,6 %). 
Для сравнения, в целом по Казахстану на начало 2024 года структура населения была такой: 48,8 % — мужчины и 51,2 % — женщины.
В начале 2020 года на территории, подчинённой городскому акимату, проживало 160 431 человек, из них мужчин — 74 542 человек, женщин — 85 889 человек. 44 248 человек находились в возрастной группе 0-15 лет (22 835 мужского и 21 413 женского пола). 94 563 человека были в трудоспособном возрасте 16-62 года у мужчин (45 980 человек) и 16-57 лет у женщин (48 583 человек). Людей в пенсионном возрасте — 21 620 человек, из них мужчин — 5 727 человека, женщин — 15 893 человек.
| Городское население | Городское население | Городское население |
| ------------------- | ------------------- | ------------------- |
| Всего               | Мужчины             | Женщины             |
| 176 849 жителей     | 83 850 чел.         | 92 999 чел.         |

### Демографические показатели
На территории подчинённой городскому акимату Кокшетау в 2023 году родилось 3 173 детей. Это на 132 детей (или на 4.2 %) меньше, чем за аналогичный период прошлого 2022 года. Такие цифры статистики приводит Департамент Бюро национальной статистики по Акмолинской области. За 2023 год умерло 1 545 человек, на 5,3 % меньше, чем в предыдущем году.
| Показатель                                   | 2000  | 2001  | 2002  | 2003  | 2004  | 2005  | 2006  | 2007  | 2008  | 2009  | 2010  | 2011  | 2012  | 2013  | 2014  | 2015  | 2016  | 2017  | 2018  | 2019  | 2020  | 2021  | 2022  | 2023  |
| -------------------------------------------- | ----- | ----- | ----- | ----- | ----- | ----- | ----- | ----- | ----- | ----- | ----- | ----- | ----- | ----- | ----- | ----- | ----- | ----- | ----- | ----- | ----- | ----- | ----- | ----- |
| Число родившихся                             | 1,858 | 1,916 | 2,004 | 2,113 | 2,438 | 2,408 | 2,727 | 2,849 | 3,330 | 3,674 | 3,378 | 3,321 | 3,498 | 3,302 | 3,418 | 3,577 | 3,529 | 3,431 | 3,420 | 3,513 | 3,559 | 3,699 | 3,305 | 3,173 |
| Число умерших младенцев в возрасте до 1 года | 22    | 28    | 24    | 26    | 32    | 26    | 26    | 26    | 71    | 62    | 49    | 73    | 44    | 46    | 24    | 34    | 16    | 16    | 20    | 29    | 22    | 39    | 15    | 15    |
| Число умерших                                | 1,546 | 1,733 | 1,661 | 1,699 | 1,710 | 1,847 | 1,858 | 1,699 | 1,730 | 1,712 | 1,742 | 1,826 | 1,651 | 1,481 | 1,459 | 1,348 | 1,409 | 1,540 | 1,529 | 1,591 | 1,926 | 2,088 | 1,627 | 1,545 |
| Естественный прирост населения               | 312   | 183   | 343   | 414   | 728   | 561   | 869   | 1,150 | 1,600 | 1,962 | 1,636 | 1,495 | 1,847 | 1,821 | 1,959 | 2,229 | 2,120 | 1,891 | 1,891 | 1,922 | 1,633 | 1,611 | 1,678 | 1,628 |

### Браки и разводы
Количество брачных союзов, заключаемых в 2023, выше количества расторгнутых браков. На 2023 год уменьшилось количество пар (на 6.8 %), желающих вступить в брак. Такую информацию предоставил Департамент Бюро национальной статистики по Акмолинской области. В 2023 году на территории подчинённой городскому акимату Кокшетау заключено 1 359 браков, расторгнуто 360 браков.
| Показатель     | 2000 | 2001 | 2002 | 2003  | 2004  | 2005  | 2006  | 2007  | 2008  | 2009  | 2010  | 2011  | 2012  | 2013  | 2014  | 2015  | 2016  | 2017  | 2018  | 2019  | 2020  | 2021  | 2022  | 2023  |
| -------------- | ---- | ---- | ---- | ----- | ----- | ----- | ----- | ----- | ----- | ----- | ----- | ----- | ----- | ----- | ----- | ----- | ----- | ----- | ----- | ----- | ----- | ----- | ----- | ----- |
| Число браков   | 815  | 717  | 834  | 1,027 | 1,080 | 1,215 | 1,343 | 1,515 | 1,674 | 1,589 | 1,524 | 1,648 | 1,846 | 1,828 | 1,941 | 1,828 | 1,643 | 1,784 | 1,731 | 1,719 | 1,563 | 1,753 | 1,458 | 1,359 |
| Число разводов | 338  | 377  | 394  | 479   | 513   | 525   | 524   | 533   | 584   | 577   | 563   | 716   | 711   | 765   | 858   | 754   | 766   | 808   | 749   | 884   | 728   | 558   | 430   | 360   |

### Миграция
С начала 1990-х гг. идёт активная миграция сельских жителей из районов бывшей Кокшетауской области в Кокшетау. На миграционную привлекательность города влияют 3 группы факторов: экономические условия, социальные связи и культурные особенности. Кокшетау привлекает не только жителей Акмолинской и Северо-Казахстанской областей, но и других регионов страны.
В Кокшетау на 2020 год насчитывалось 7 484 прибывших. Уехало — 6 540. Миграционный прирост составил 944 человека. 2023 год — показатели снизились. Число прибывших людей составило 7 896, убывших — 7 140. Прирост составляет 756 человек. Вопреки положительному значению параметра, наблюдается легкое снижение.
| Показатель      | 2000  | 2001  | 2002  | 2003  | 2004  | 2005  | 2006  | 2007  | 2008  | 2009  | 2010  | 2011   | 2012  | 2013  | 2014  | 2015  | 2016   | 2017   | 2018   | 2019  | 2020  | 2021  | 2022  | 2023  |
| --------------- | ----- | ----- | ----- | ----- | ----- | ----- | ----- | ----- | ----- | ----- | ----- | ------ | ----- | ----- | ----- | ----- | ------ | ------ | ------ | ----- | ----- | ----- | ----- | ----- |
| Число прибывших | 4,248 | 3,584 | 4,102 | 4,771 | 4,713 | 5,857 | 5,173 | 4,933 | 4,245 | 4,030 | 4,506 | 4,069  | 4,145 | 3,314 | 3,811 | 5,549 | 4,907  | 5,295  | 4,520  | 7,303 | 7,484 | 6,416 | 6,692 | 7,896 |
| Число выбывших  | 4,621 | 4,427 | 3,626 | 2,959 | 3,299 | 4,082 | 3,943 | 3,777 | 4,402 | 4,726 | 4,758 | 5,741  | 3,708 | 3,138 | 4,053 | 4,065 | 6,518  | 7,324  | 6,897  | 8,115 | 6,540 | 5,901 | 5,950 | 7,140 |
| Сальдо миграции | -373  | -843  | 476   | 1,812 | 1,414 | 1,775 | 1,230 | 1,156 | -157  | -696  | -252  | -1,672 | 437   | 176   | -242  | 1,484 | -1,611 | -2,029 | -2,377 | -812  | 944   | 515   | 742   | 756   |

## Рынок труда и социальная защита
По состоянию на 1 августа 2021 года на регистрационном учёте Отдела занятости и социальных программ состояло 729 безработных, что на 4,8 % ниже показателя 2020 года. С начала 2021 года при содействии уполномоченного органа по вопросам занятости населения трудоустроены 1474 безработных, что на 19,2 % ниже показателя 2020 года. По состоянию на 1 августа 2021 года в базе данных зарегистрировано 935 вакансий предприятий и учреждений города.
Коэффициент напряжённости на рынке труда составил 0,8. В различных отраслях экономики создано 1536 новых рабочих мест, что составляет 60,7 % к планируемому показателю на 2021 год. В рамках программы «Молодёжная практика» временно трудоустроены 94 человек. Молодёжная практика организуется, в основном, в государственных учреждениях. В отчётном периоде социальные рабочие места организованы для 55 безработных, что на 19,6 % выше показателя прошлого года. На общественные работы направлены 287 человек, что на 9,7 % ниже уровня 2020 года.
| Показатель                                                          | 2014  | 2015  | 2016  | 2017  | 2018  | 2019  | 2020  | 2021  | 2022  | 2023  |
| ------------------------------------------------------------------- | ----- | ----- | ----- | ----- | ----- | ----- | ----- | ----- | ----- | ----- |
| Безработное население (тыс.человек)                                 | 3.9   | 4.0   | 3.8   | 3.7   | 3.7   | 3.7   | 3.5   | 3.5   | 4.1   | 3.7   |
| Уровень безработицы (процент)                                       | 4.2 % | 4.2 % | 4.0 % | 3.9 % | 3.9 % | 3.9 % | 4.0 % | 3.9 % | 4.0 % | 4.0 % |
| Уровень молодежной безработицы (в возрасте 15-28 лет) (тыс.человек) | 2.4   | 1.8   | 2.7   | 2.5   | 2.6   | 2.8   | 2.4   | 2.0   | 1.4   | 2.2   |

## Религия
|                                                     |                                              | |                                                      |                                                     |
| Городская мечеть «Науан Хазрет» (суннитская мечеть) | Кокшетауская центральная мечеть «Жакия Кажы» | Кафедральный православный собор Воскресения Христова на проспекте Назарбаева (воздвигнут в 2020 году) | Римско-католический храм Святого Антония Падуанского | Православный храм во имя Архистратига Божия Михаила |

| Конфессиональный состав населения в границах городской администрации Кокшетау (2009 год) | Конфессиональный состав населения в границах городской администрации Кокшетау (2009 год) | Конфессиональный состав населения в границах городской администрации Кокшетау (2009 год) | Конфессиональный состав населения в границах городской администрации Кокшетау (2009 год) | Конфессиональный состав населения в границах городской администрации Кокшетау (2009 год) |
| ---------------------------------------------------------------------------------------- | ---------------------------------------------------------------------------------------- | ---------------------------------------------------------------------------------------- | ---------------------------------------------------------------------------------------- | ---------------------------------------------------------------------------------------- |
| Мусульмане                                                                               |                                                                                          |                                                                                          | 56,65 %                                                                                  |                                                                                          |
| Христиане                                                                                |                                                                                          |                                                                                          | 40,85 %                                                                                  |                                                                                          |
| Неверующие                                                                               |                                                                                          |                                                                                          | 2,12 %                                                                                   |                                                                                          |
| Иудеи                                                                                    |                                                                                          |                                                                                          | 0,02 %                                                                                   |                                                                                          |
| Буддисты                                                                                 |                                                                                          |                                                                                          | 0,02 %                                                                                   |                                                                                          |
| Остальные                                                                                |                                                                                          |                                                                                          | 0,01 %                                                                                   |                                                                                          |
| Не обозначены                                                                            |                                                                                          |                                                                                          | 0,33 %                                                                                   |                                                                                          |
| Религия в Кокшетау                                                                       |                                                                                          |                                                                                          |                                                                                          |                                                                                          |

Религиозная жизнь города характера разнообразием различных конфессий, при этом по данным переписи 2009 года большинство верующих исповедуют ислам. Эта перепись стала первой после переписи 1937 года, когда респондентам был задан вопрос об отношении к религии.
Согласно переписи 2009 года, на территории  городской администрации Кокшетау проживало 83 436 мусульман (56,65 % всего населения) и 60 168 христиан (40,85 %), верующих иудеев было 33 человека (0,02 %), буддистов — 23 человека (0,02 %), другие религии назвали 17 человек (0,01 %). Неверующими себя назвали 3130 человек, 488 человек отказались дать ответ о своей религиозной принадлежности. Доля мусульман, христиан, а также неверующих и отказавшихся ответить на вопрос о религии в Кокшетау близка к средним показателям по Акмолинской области.

### Ислам

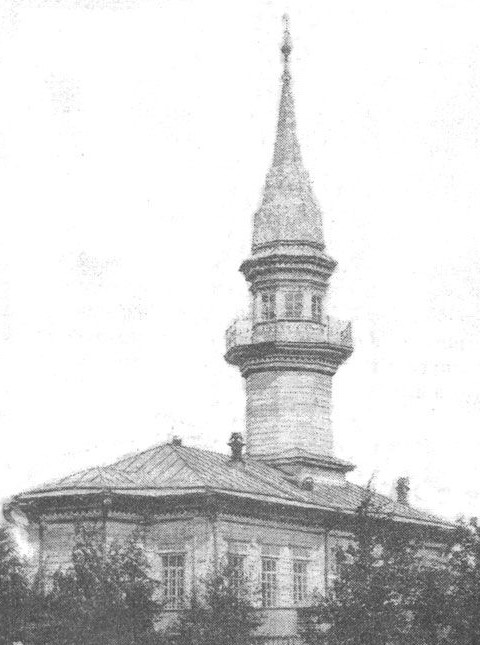
Кокшетауская первая джума-мечеть (не сохранилась)

Большинство мусульман являются последователями суннитского вероисповедания ханафитского мазхаба. Подавляющее количество мечетей находится в ведении республиканского объединения «Духовное управление мусульман Казахстана» (ДУМК). В октябре 2005 года мечеть имени Науана Хазрета (ныне имени Жакия Кажы) и благотворительный фонд «Хайрат» открыли в микрорайоне «Жайляу» медресе «Дом знаний».
В городе действуют следующие мечети:
- Филиал республиканского исламского РО «ДУМК» Акмолинская областная мечеть «Науан Хазрет» (каз. Науан Хазірет мешіті) — крупнейшая джума-мечеть города, построенная в 2010—2015 годах (пр. Назарбаева, 6/1). В ней могут одновременно молиться до 1400 человек. Мечеть имеет 4 минарета высотой по 45,5 метра, отделана камнем аглай[100]. Мечеть осуществляет благотворительную помощь и активно сотрудничает с государственными органами.
- Филиал республиканского исламского РО «ДУМК» Кокшетауская центральная мечеть «Жакия Кажы» (каз. Жақия Қажы мешіті; ранее, до 2016 года, официальное название — каз. Науан Хазірет мешіті) ( памятник архитектуры) — самая старая мечеть города, построенная татарами в 1893—1894 годах (ул. Ауельбекова, 91; в конце XIX века называлась Казанской улицей). Характерный тип татарских мечетей с храмом и минаретом объединённых одним объёмом. Единственное сохранившееся здание из двух мечетей, действовавших в начале XX века в Кокчетаве. При общине действует медресе. В старом здании мечети могли одновременно молиться до 500 человек.
- Филиал республиканского исламского РО «ДУМК» Кокшетауская городская мечеть имени Галыма (Хасеновская) (каз. «ғалым» — учёный) (каз. Ғалым атындағы мешіті), построенная в 1992—1995 годах (ул. Ташенова, 208; восточная часть города). В ней могут одновременно молиться 225 человек.
- Филиал республиканского исламского РО «ДУМК» Кокшетауская мечеть Нур (ул. Галыма Елемесова, 169). В ней могут одновременно молиться 100 человек.
- РО «Исламское духовно-просветительское общество «Ихлас» (ул. С. Ковалевской, 48) — филиал религиозного объединения «Духовное управление мусульман Казахстана». В ней могут одновременно молиться 50 человек.
- Филиал республиканского РО «Казахстанская ассоциация Хаджи» (ул. 8 Марта, 84 «А»).

Недействующие мечети:
- Первая джума-мечеть (не сохр.) — первая деревянная мечеть (ул. Большая Садовая; ныне ул. А. Кунанбаева) была построена за счёт пожертвований в 1846 году по воле старшего султана Кокчетавского внешнего округа Омской области Аблая (Абильхаира) Габбасова[101]. После её сноса построили дом, в котором размещался ювелирный магазин «Алмаз». Муллой мечети с 1886 года являлся Наурызбай Таласов, более известный как Науан Хазрет[59].

### Христианство
В городе действуют множество различных христианских конфессий, которые, в разные годы, перенесли с собой переселенцы из европейского континента.

#### Православие

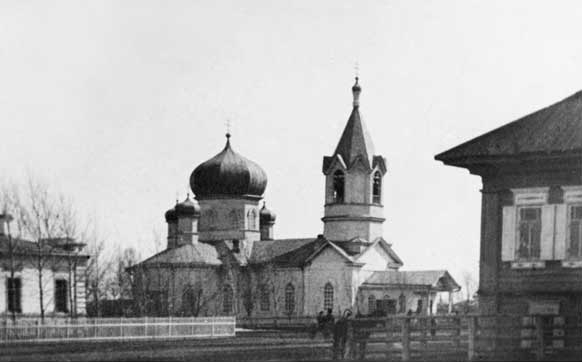
Вид на первый храм Архангела Михаила. 1920 год (не сохранился)

Православие основном представлено Русской православной церковью, при этом Кокшетау является центром Кокшетауского городского благочиния и всей Кокшетауской и Акмолинской епархии Казахстанского митрополичьего округа. Кокшетау — среди немногих городов Казахстана, где находил временное пристанище пояс Пресвятой Богородицы.
В городе действуют храмы:
- Кафедральный собор Воскресения Христова (пр. Назарбаева, 71; ранее ул. Горького) — православный храм, построенный в 2015 году. Авторы проекта — архитекторы Д. Л. Белик и В. Г. Мацковяк[103]. Около 700 организаций и многие жители города внесли пожертвования на его постройку. В возведении собора участвовали представители всех национальностей и различных вероисповеданий. Было собрано более 1 млрд тенге. При церкви функционирует воскресная школа.
- МПРО «Храм Архистратига Божия Михаила» (более известен как Михайло-Архангельский храм;  памятник архитектуры) — православный храм, построенный в 1895 году. В 1949 году его рубленное из брёвен здание было разобрано и перенесено на пустырь вдоль нынешней улицы имени Ч. Валиханова, где она находится и поныне (ул. Валиханова, 68). В храме могут одновременно молиться до 350 человек. При церкви функционирует детская воскресная школа.
- Часовня Святого Равноапостольного Князя Владимира (более известна как Князь-Владимирская часовня) — православная часовня на новом христианском кладбище, что на выезде в Астану (автомагистраль Петропавловск-Астана).

Недействующие храмы:
- Храм Святого Георгия Победоносца (не сохр.) (более известен как Георгиевская или Егорьевская церковь) — православная церковь во имя Святого Великомученика Георгия Победоносца была построена на северо-восточном склоне сопки Букпа в станице Кокчетавской в 1850—1851 годах (на этом месте позже была установлена часовня). В 1875 году храм разобрали и перенесли на площадь; вновь освящён 11 января 1876 года.

#### Католицизм
В Кокшетау ранее был широко распространён католицизм, но в связи с оттоком немецкого и польского населения численность исповедующих данную религию сократилась. Католичество на территории города берёт своё начало с XIX века. Ныне католики на территории Кокшетау административно относятся к Кокшетаускому деканату Архиепархии Пресвятой Девы Марии.
- РО «Римско-католический приход Святого Антония Падуанского» (более известен как Церковь Святого Антония; один из самых крупных в регионе), построенный в 1997 году (ул. Акана-Серы, 7). В храме регулярно проводятся органные концерты. В 2000 году здесь проходил фестиваль музыки Иоганна Себастьяна Баха. Строительство храма осуществлялось преимущественно при материальной поддержке церквей Польши и Германии. В храме находится статуя Матери Божьей Фатимской, освящённая папой Римским Иоанном Павлом II, который в 2001 году посещал Казахстан.

#### Протестантизм

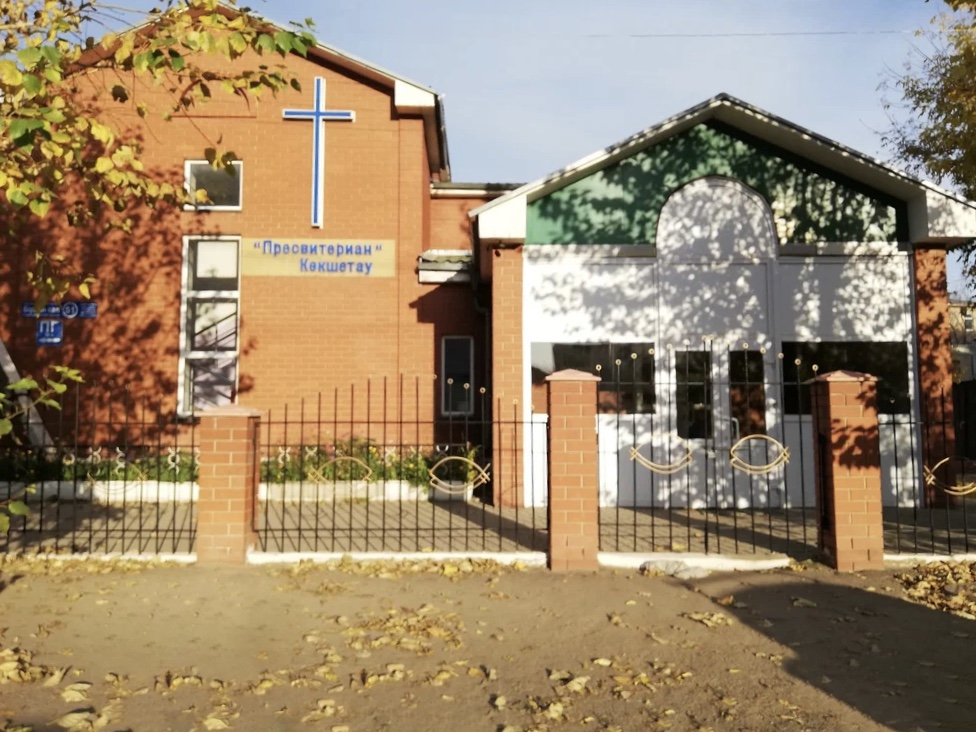
Евангельско-христианский миссионерский центр «Пресвитерианство» на улице Биржан-сала

Представлены следующие протестантские церкви: пресвитериане, пятидесятники, лютеране, баптисты, адвентисты.  У протестантских деноминаций иногда возникают конфликты с властями. Несмотря на уменьшение РО протестантского направления, в 2012 году в некоторых из них доля прихожан коренной национальности достигает 30 % .
Пятидесятники
- МПРО «Христианская Пятидесятническая Церковь полного Евангелия Божья „Эль-Шаддай“ по Акмолинской области» (ул. Абая, 141)
- Акмолинский филиал МРО «Евангельская Христианская Церковь „Агапе“» (ул. М. Ауэзова, 24) — филиал религиозного объединения.
- МРО «Христианская Евангельская Церковь (неопятидесятников) „Источник жизни“ по Акмолинской области» (ул. Н. Некрасова, 27). Является членом ОЮЛ «Союз Пятидесятнических Церквей Казахстана».
- РО «Церковь Иисуса Христа» (ул. М. Ауэзова, 139/7).
- РО «Кокшетауская христианская церковь „Радостная Весть Сун Бок Ым“» (ул. Ыбырая Алтынсарина, 12/64).

Пресвитериане
- РО «Евангельско-христианский миссионерский центр „Пресвитерианство“» (ул. Биржан Сала, 51). В ней могут одновременно молиться 100 человек. Чтение Библии проводится не только на русском, но и на казахском языке. Руководитель — Батагоз Темирбаева.
- Филиал МРО «Христианская Пресвитерианская церковь „Грейс-благодать“» (ул. Н. Некрасова, 27).
- МРО «Миссия благотворения  евангелизации „Эммануил“ Христиан веры евангельской по Акмолинской области» (ул. Маяковского, 29).
- МРО «Христианская Евангельская церковь „Любовь Христа“ по Акмолинской области» (ул. Абая, 124; ДК "Истоки").
- РО «Церковь полного Евангелия „Новая жизнь“» (ул. Абая, 124; ДК "Истоки").
- РО «Кокшетауская христианская церковь „Благодать - свет любви“» (ул. Шалкар, 18/13).
- РО «Кокшетауский филиал РО Христианская община „Христос для всех“» (ул. Абая, 124; ДК "Истоки").

Лютеране
- Акмолинский филиал РО «Евангелическо-Лютеранская Церковь в Республике Казахстан» (ЕЛЦРК; ул. Баймагамбетова, 43; ранее ул. Проектируемая). В ней могут одновременно молиться до 100 человек.

Баптисты
- МРО «Церковь Евангельских христиан  баптистов „Возрождение“» (более известна как Дом молитвы; ул. Канай би, 180).
- Община «Евангельские христиане-баптисты в городе Кокшетау» (ЕХБ) (ул. Кенесары, 61)

Адвентисты
- МРО «Поместная Церковь Христиан-Адвентистов Седьмого Дня» (более известна как Дом молитвы адвентистов; ул. Иконникова, 74А) — филиал религиозного объединения. В ней могут одновременно молиться 70 человек.

#### Другие христианские конфессии
- ФРО «Новоапостольская община» (ул. Б. Ашимова, 137).
- РО «Община Свидетелей Иеговы в городе Кокшетау» (ул. Садвакасова, 49). В ней могут одновременно молиться 70 человек.

### Остальные конфессии
В Казахстане известна небольшая группа Христово братство (христадельфиан) в Кокшетау. В 1998 году Кокшетау посетили миссионеры, которые выступали с публичными лекциями, а также распространяли листовки о сущности вероучения на территории города.
- МРО «Сообщество последователей Бахаи по Акмолинской области»  (ул. Красная, 79 "а"/2). В 1994 году произошла официальная регистрация национального духовного органа, после чего центр бахаи появился в Кокшетау[107].

## Жилищно-коммунальное хозяйство и городское благоустройство

### Жилой фонд
В первой половине 1970-х годов было построено 105 тыс. м² благоустроенного жилья. На начало 2005 года жилой фонд города Кокшетау составлял 2447,6 тыс. м², обеспеченность жильём достигла 19,5 м² на 1 человека. Около четверти жилого фонда города — это частные одно- и двухквартирные дома. Среди многоквартирных домов более 2/3 жилого фонда приходится на долю 4—5-этажных домов, построенных в 1950—1970 годы. По материалу изготовления стен преобладают здания, построенные из кирпича и железобетонных панелей. Ввод жилья в 2005—2007 годах составил в среднем 60 тыс. м² ежегодно.
В жилищной политике приоритетное развитие получит малоэтажная застройка усадебного типа. Строительство осуществляется как на свободных, так и на реконструируемых территориях за счёт сноса ветхого жилья и уплотнения существующей застройки. Приоритетной программой реконструкции и развития города Кокшетау является комплексность застройки жилых районов разнообразными типами жилых домов для всех социальных слоёв населения, что способствует снижению затрат на строительство и обеспечивает формирование современного облика города. Наиболее крупные площадки нового жилищного строительства — жилые массивы Сары-Арка, Кокше, Бейбитшилик, Бостандык, Жайлау, Бирлик, Букпа и район озера Копа.
За январь — июль 2021 года введено в эксплуатацию 119,781 тыс. м² жилья, в том числе: ИЖС — 50,521 тыс. м², коммерческое жильё — 69,260 тыс. м².

### Водоснабжение и водоотведение

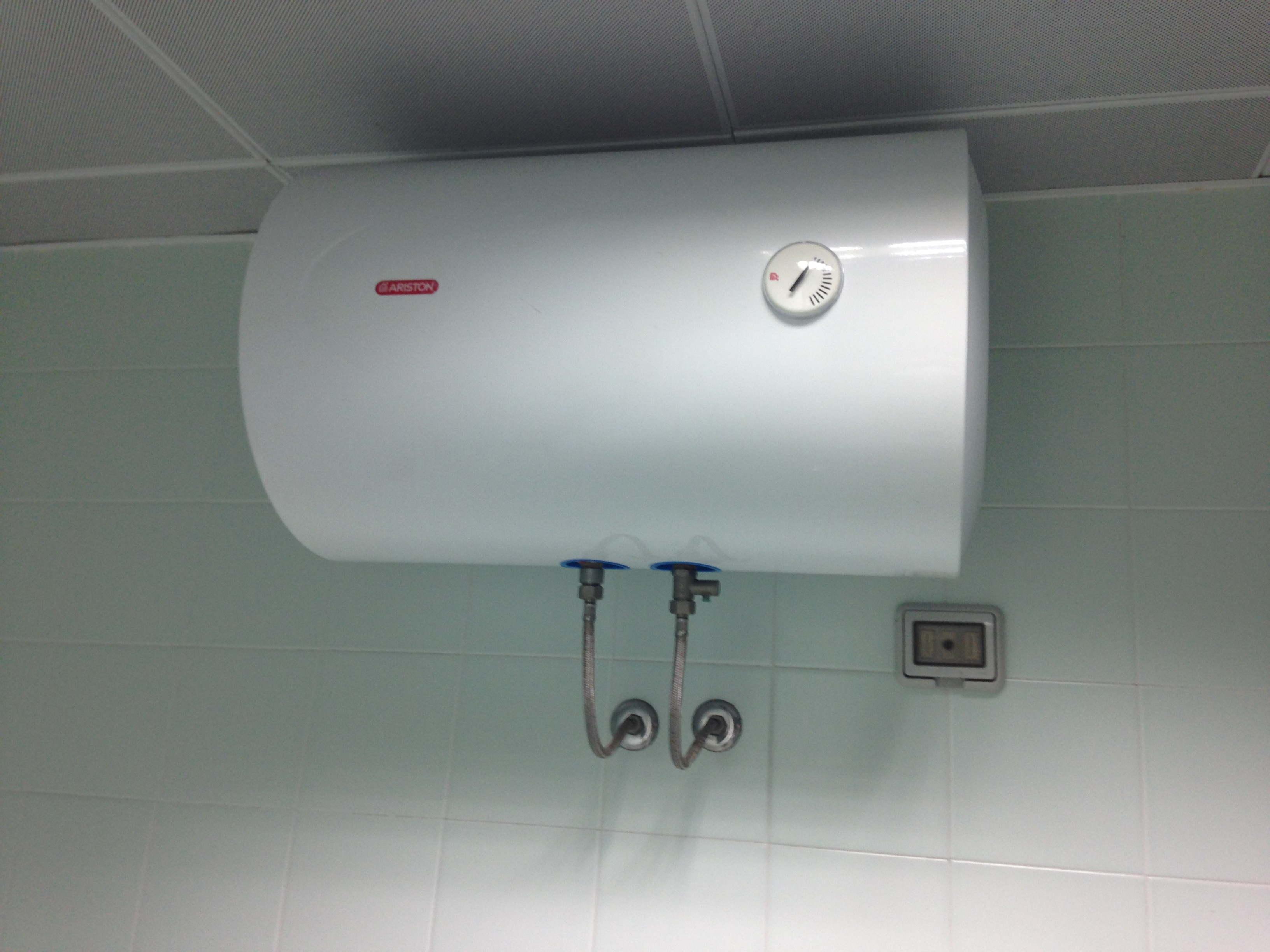
Кокшетау неофициально именуют «городом „аристонов“»

В штатном режиме водопотребление города Кокшетау осуществляется из двух источников водоснабжения — Чаглинского водохранилища (суточный водозабор — 15 тыс. м³) и кокшетауского группового водопровода (суточный водозабор из Сергеевского водохранилища — 20 тыс. м³). Утверждённые запасы подземных вод по двум месторождениям (Павловское и в районе Еленовского моста) составляет 265 л/сек (23 тыс. м³/сут). Эксплуатируется только Павловское месторождение с утверждёнными запасами подземных вод 200 л/сек (17 тыс. м³/сут). Эксплуатируется это месторождение всего на 47 % от проектной мощности. Второе месторождение, расположенное в районе Еленовского моста, с утверждёнными запасами в количестве 65 л/сек (5,6 тыс. м³/сут) не эксплуатируется. Кроме утверждённых запасов подземных вод, городом Кокшетау водозабор осуществляется из эксплуатационных скважин, пробуренных в разное время в различных частях города, порядка 45—50 л/сек (4,5 тыс. м³/сут). В настоящее время действуют 17 скважин. Общий баланс эксплуатационных запасов поверхностных и подземных вод для водоснабжения города составляет 650 л/сек (56 тыс. м³/сут).
В общей сложности город нуждается в 35 тыс. м³ воды. Возможность подачи воды из одного источника — Чаглинского водохранилища, которое находится рядом с городом, лимитирована.
В Кокшетау почти отсутствует центральное горячее водоснабжение (ГВС), следовательно жители вынуждены устанавливать индивидуальные водонагреватели. По данным статистики центральное горячее водоснабжение имеет лишь 12,4 % домов, что является одним из самых низких показателей в республике. По условному «индексу Аристона» здесь отмечено наибольшее количество водоподогревательных установок в Казахстане — 37,7 %.

### Вывоз и переработка мусора
С 2017 года единственное на тот момент предприятие, занимавшееся вывозом мусора — ГКП на ПХВ «Кокше Тазалык», перешло в конкурентную среду, став частной компанией. С тех пор в городе в разные периоды работало от 3 до 6 организаций. Однако большая их часть покинула рынок из-за убытков. В 2021 году договоры на вывоз отходов из жилого сектора заключают только ТОО «Кокше Тазалык» и «EcoGroup 2020». Последняя фирма обслуживала лишь население микрорайона Сары-Арка, села Красный Яр и посёлка Чайкино. Основная нагрузка по-прежнему приходится на ТОО «Кокше Тазалык».
Проблема утилизации отходов является актуальной для города. Исторически твёрдые бытовые отходы отправлялись на два полигона — на восьмой километр автодороги Кокшетау — Омск и на полигон в районе посёлка Элита Красноярского сельского округа. В 2018 году первый полигон был закрыт.

### Канализация
В Кокшетау, согласно статистическим данным, обеспеченность канализацией составляет 72,5 %, что является одним из самых низких показателей в стране (хуже дела обстоят лишь в городах Туркестан и Кызылорда). Канализационные очистные сооружения в Кокшетау изношены на 90 % и требуют капитального ремонта или полной замены.
Канализационные очистные сооружения города Кокшетау мощностью 32 тыс. м³/сутки. Водоотведение осуществлено по следующей схеме: хозяйственно-фекальные и производственные стоки системой самотечных коллекторов, канализационных насосных станций и напорных трубопроводов подаются на главные канализационные насосные станции КНС № 2 и № 7. Всего в городе Кокшетау имеется 15 канализационных насосных станций, в том числе в селе Красный Яр — 2 единицы и в посёлке Станционный — 1 единица, с производительностью от 1,2 тыс. м³/сутки до 32,0 тыс. м³/сутки. Для обеспечения отвода, очистки и сброса очищенных сточных вод в городе предусматривалось увеличение ёмкости накопителей озёр Мырзакольсор и Ахметжансор Зерендинского района.

### Газоснабжение
В Кокшетау нет централизованного газоснабжения, за исключением ряда газораспределительных установок. Газоснабжение потребителей города Кокшетау в настоящее время осуществляется путем использования сжиженного углеводородного газа (СУГ) поступающего по железной дороге и в большегрузных автоцистернах с нефтеперерабатывающих заводов Казахстана и России. Ближайшим поставщиком СУГ является Павлодарский нефтехимический завод. В связи с разукомплектованностью внутриквартальных газовых систем многоэтажного жилого сектора вследствие многолетнего отсутствия централизованного газоснабжения, наметилась тенденция во вновь строящемся многоэтажном жилье (5-9 этажей) предусматривать установку электрических плит. В городе рассматривается вопрос перевода существующей системы газоснабжения на природный газ.
В 2015 году в Кокшетау были подключены к центральному газоснабжению около 4 тыс. квартир.

### Теплоснабжение
Кокшетау — единственный областной центр Казахстана, где нет своей ТЭЦ, основным источником теплоснабжения является котельное оборудование ГКП на ПХВ «Кокшетау Жылу». Главные теплоисточники города — котельные РК-1 (введена в эксплуатацию в 1977 году; имеется четыре газомазутных агрегата и три паровых) и РК-2 (действует с 1998 года), модульно-блочные котельные в селе Красный Яр (в 12 км от города) и в посёлке Станционный. Допустимая максимальная мощность котлоагрегатов — 280 Гкал на РК-2 и 300 Гкал — на РК-1. Предприятие отапливает 995 многоэтажных жилых домов и более 2000 домов в частном секторе.
В сентябре 2014 года израильская компания «ALL ENERGY Israel» намеревалась построить ТЭЦ в городе. В январе 2016 года аким Акмолинской области Сергей Кулагин подписал меморандум с китайской компанией «China Sinogy Electric Engineering» по строительству ТЭЦ в Кокшетау. В 2021 году президент Казахстана Касым-Жомарт Токаев заявил о необходимости приступить к строительству современной ТЭЦ в городе. Планируемая к постройке новая электростанция должна будет вырабатывать электрическую и тепловую энергию в режиме когенерации. Согласно разработанному технико-экономическому обоснованию, к новой электростанции предъявляются следующие технические требования: электрическая мощность должна составлять не менее 240 МВт, а тепловая мощность — не менее 520 Гкал/час. Ввод в эксплуатацию первого комплекса ТЭЦ запланирован на октябрь 2026 года. Общая стоимость проекта по строительству ТЭЦ в Кокшетау — свыше 239 млрд тенге.
В январе 2023 года, турецкая компания «Гап Иншаат» проявила интерес к строительству теплоэнергоцентрали (ТЭЦ) в городе Кокшетау. В ноябре 2023 года в ходе визита Владимира Путина в Казахстан подписан меморандум о строительстве ТЭЦ в трех городах республики, включая г. Кокшетау.

### Электроснабжение
Город Кокшетау в настоящее время не имеет собственных генерирующих электрических мощностей. Сейчас в городе наблюдается устойчивая тенденция увеличения уровня электропотребления, особенно в культурно-бытовом секторе и промышленности.
В 2020 году реализован проект по строительству ветровой электростанции (ВЭС) близ Кокшетау. В районе ипподрома «Кулагер» села Красный Яр расположены пять ветрогенераторов общей мощностью 3,7 МВт в час, каждая установка может вырабатывать 750 кВт в час.. В среднем «зелёной» электрической энергией тогда можно снабдить 1500 домов частного сектора. В 2021 году в рамках второго этапа проекта введено в эксплуатацию 7 вышек по выработке энергии. Из 12  построенных вышек, 10 — генерируют энергию,  2 — запасные. Общая стоимость проекта — 3,5 млрд тенге. Мощности хватает на освещение 3 тысяч домов.

### Кладбища
На сегодняшний день на территории города Кокшетау находятся несколько кладбищ. Помимо действующих, есть и мемориальные кладбища.
1. Старое казачье кладбище (северо-западная часть города; микрорайон Бармашино) — закрыто для захоронений и является историческим памятником. Основано в первой половине XIX века. Здесь похоронен Михаил Куйбышев — брат В. В. Куйбышева. В истории города периода Великой Отечественной войны оно занимает особое место, так как здесь находится братская могила советских воинов, умерших от ран в госпиталях. На ней после войны установлена плита с фамилиями 20 воинов. Рядом с этой братской могилой в 1961 году установлен памятник советскому солдату в плащ-палатке, с автоматом в руках. Есть на этом кладбище и могила Героя Советского Союза Ф. Ф. Глинина[133].
2. Братская могила казаков (у подножия сопки Букпа) — закрыто для захоронений.
3. Старое православное кладбище (микрорайон Сункар; в юго-восточной части города) — закрыто для захоронений в 1969 году.
4. Старое мусульманское кладбище (микрорайон Центральный; по проспекту Назарбаева) — закрыто для захоронений и является историческим памятником. На кладбище похоронен известный учёный-теолог и просветитель Науан Хазрет. Мавзолей Науана Хазрета внесён в список 100 общенациональных сакральных мест Казахстана, относится к числу памятников истории и культуры Акмолинской области и взят под охрану государства[134]. Особый интерес также представляет могила сына видного государственного деятеля Сакена Сейфуллина — Аяна Сейфуллина[135][136].
5. Второе кладбище (неофициальное название — Мусульманское), что на выезде в Астану.
6. Третье кладбище (неофициальное название — Христианское), что на выезде в Астану.

## Транспорт и инфраструктура

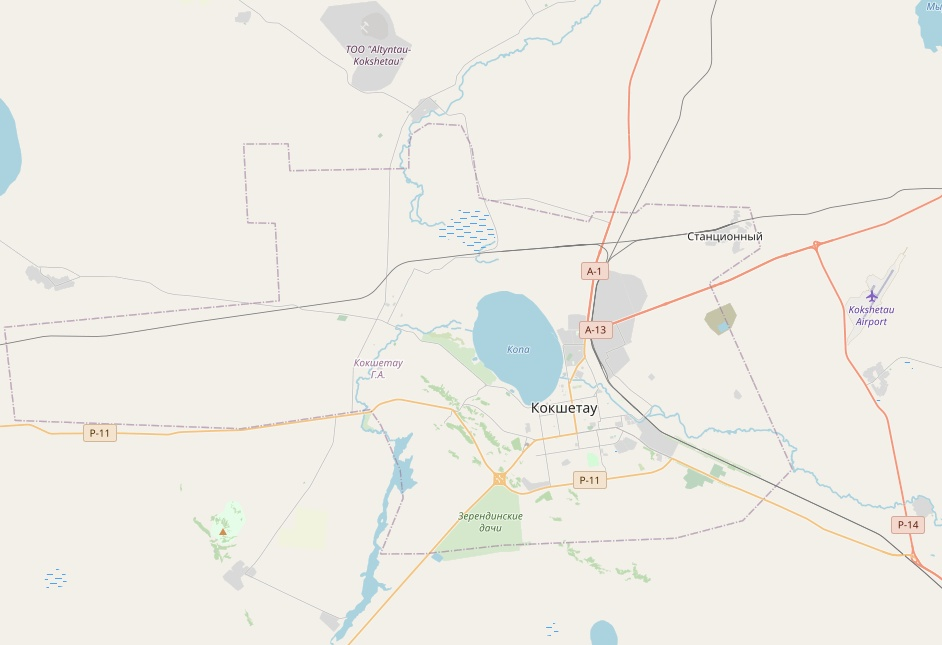
Дорожная карта Кокшетау на веб-картографическом проекте OpenStreetMap

Кокшетау — крупный транспортный узел Казахстана, он обслуживается широким спектром транспортных маршрутов. В городе функционируют два вокзала (автобусный и железнодорожный) и международный аэропорт «Кокшетау». Все виды транспорта тесно связаны между собой, дополняют друг друга и образуют единую транспортную сеть.

### Автомобильные дороги и магистрали
Кокшетау — важный центр автомобильных перевозок. Для жителей города автотранспорт является основным видом транспорта. Все районные центры Акмолинской области обеспечены транспортной связью с областным центром — Кокшетау.
Через Кокшетау проходит несколько автомобильных дорог республиканского и местного (областные и районные) значения, в том числе магистраль А1, которая сходится с республиканской трассой А13. Движение возле города Кокшетау по магистрали А1 осуществляется по 4 полосам. Из Кокшетау по автодорогам можно добраться кратчайшим путём до Астаны, Петропавловска, Омска, Караганды, Костаная, Атбасара, Щучинска, Степногорска, городов и посёлков Акмолинской области.
По территории города и области проходят следующие автомобильные трассы республиканского и регионального значения:
| Значение маршрута        | Номер маршрута | Начало              | Конец                | Примечание |
| ------------------------ | -------------- | ------------------- | -------------------- | --- |
| Азиатский                | AH64           | Петропавловск       | Барнаул              | переходит в российскую автодорогу A322 в направлении Рубцовска и Барнаула.                                                                                  |
| Европейский              | E 125          | Ишим                | Торугарт             | выходит на китайско-киргизскую границу. |
| Республиканский          | A1             | Петропавловск       | Астана               | бывшая A-343; входит в азиатский AH64 и европейский автомобильный маршрут E 125. На севере переходит в российскую автодорогу в направлении Кургана и Ишима. |
| Республиканский          | A13            | Кокшетау            | граница с РФ         | бывшая Р-393; с подъездом P14 к международному аэропорту «Кокшетау»; с ДАПП «Бидаик» переходит в российскую автодорогу Р393 в направлении Омска.            |
| Региональный             | P11            | Кокшетау            | Рузаевка             | также R-232, подключается к международной трассе M36 на Костанай, выходит на Челябинск.                                                                     |
| Региональный             | P12            | Кокшетау            | Атбасар              | также R-214 |
| Обводная города Кокшетау | P14            | Западное полукольцо | Восточное полукольцо | обеспечивает проезд транзитного автотранспорта, минуя город. Магистраль соединяет Петропавловскую трассу с дорогой, ведущей в Костанай. Длина 29 км.        |

Автовокзал
Для междугороднего и международного сообщения с городом используются автобусы, отправляющиеся с Кокшетауского автовокзала (каз. Көкшетау автобекеті; ведёт свою историю с 1981 года), расположенного рядом с железнодорожным вокзалом.

### Общественный транспорт
Курсируют автобусы, маршрутные такси и обычные такси (представлены частными фирмами). В последние годы получили распространение сервисы онлайн-заказа такси с помощью приложений для смартфонов («Яндекс.Такси», «InDrive» и др.).
Автобус
Важнейшей частью общественного транспорта Кокшетау являются автобусы. В Кокшетау функционируют 27 круглогодичных и 6 сезонных городских автобусных маршрутов, которые обслуживаются частными предприятиями. Фактически полноценная работа автобуса в городе началась в 1939 году.
Стоимость проезда в городском автобусе — 150 тенге по наличному расчёту, по карте Kokshe Bus Tolem («Кокше Бас Толем») — 80 тенге. Стоимость проезда при оплате бесконтактной банковской картой – 150 тенге. Оплата за проезд по QR-коду в Кокшетау не взимается. Автобусы в городе ходят с 6:05 до 22:00.
С 11 июля 2023 года стоимость проезда в городском автобусе увеличится до 180 тенге – при оплате по наличному расчёту и при оплате бесконтактной банковской картой, по карте Kokshe Bus Tolem («Кокше Бас Толем») до 100 тенге.

### Международный аэропорт

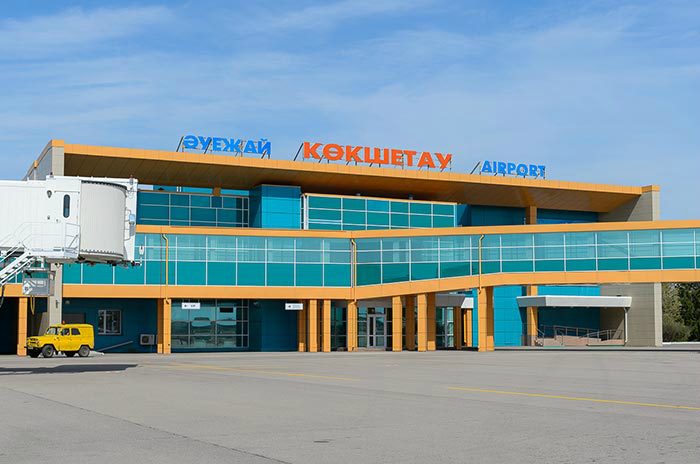
Терминал Кокшетауского международного аэропорта близ Акколя

Пассажирские воздушные перевозки Кокшетау осуществляются через аэропорт международного класса — Международный аэропорт «Кокшетау» (ICAO: UACK, IATA: KOV) (каз. Халықаралық Көкшетау Әуежайы), расположенный на окраине города в 12,5 км к северо-востоку от центра города по автодороге A13, близ села Акколь Зерендинского района. Самый крупный в Акмолинской области (один из двух в регионе). Открытие нового аэропорта в начале 1970-х годов происходило при личном участии генерального секретаря ЦК КПСС Л. И. Брежнева. До распада СССР кокшетауский аэропорт обслуживал рейсы во многие советские города. В октябре 2013 года аэропорт Кокшетау получил статус «международного». Официально открыт после реконструкции 14 декабря 2013 года. Имеет одну взлётно-посадочную полосу.
До распада СССР аэропорт и аэродром носили название Кокчетав. Размеры взлётно-посадочной полосы 2850 на 45 метров. Пропускная способность аэропорта составляет 200 пассажиров в час, может принимать одновременно 8 воздушных судов (все типы воздушных судов). С 2002 по 2008 год — место базирования самолётов авиакомпании Air Kokshetau со штаб-квартирой в Кокшетау. В настоящее время аэропорт модернизирован и оснащён современными воздушными системами, он обеспечивает выполнение регулярных рейсов в направлении Актау, Алма-Аты и Шымкента. Международный аэропорт Кокшетау имеет важное значение для местного туристического бизнеса. В связи с развитием Щучинско-Боровской курортно-оздоровительной зоны ожидается увеличение пассажироёмкости аэропорта.

### Железнодорожный вокзал

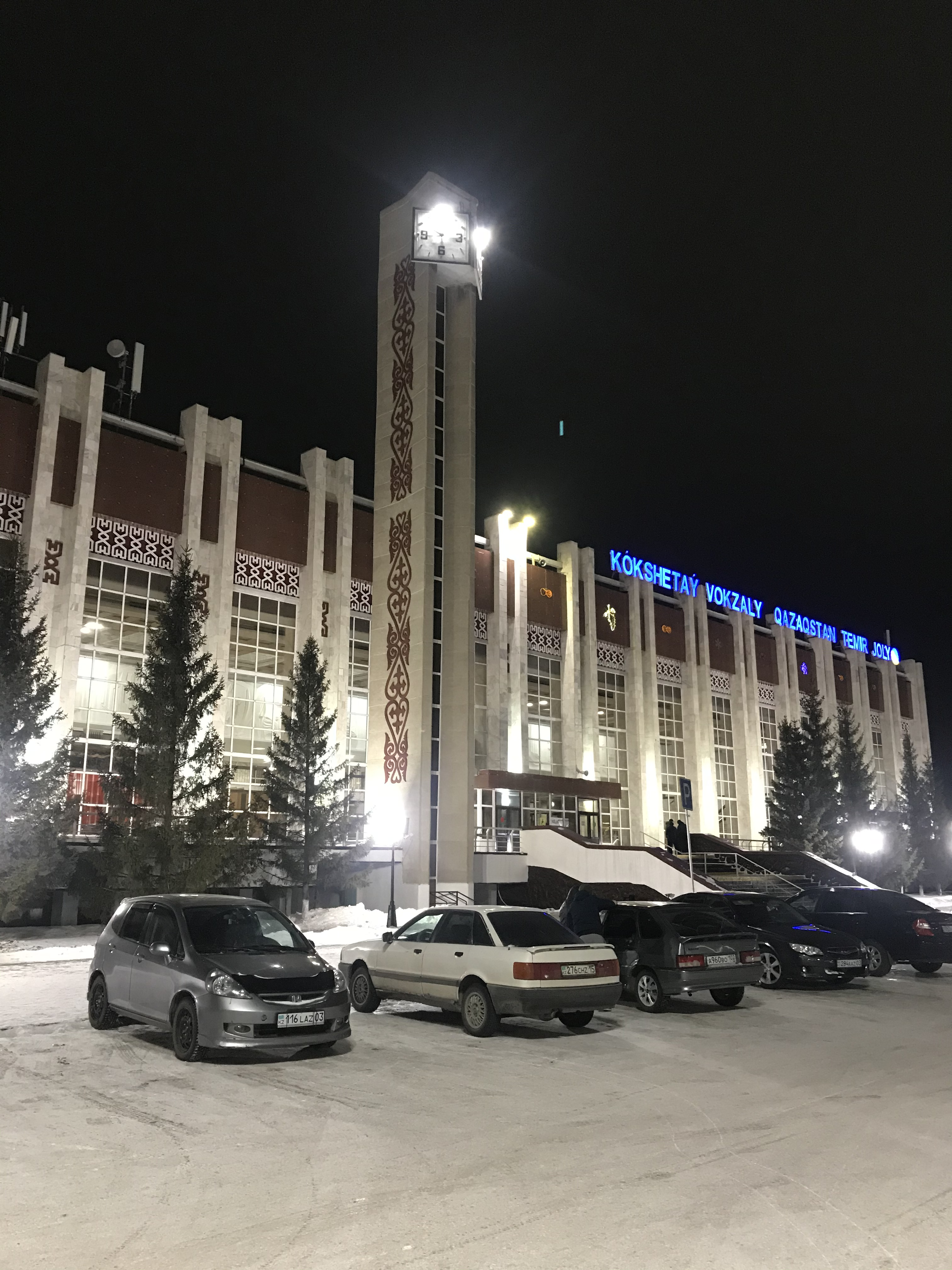
Железнодорожный вокзал станции Кокшетау-1 (1992 г.; архитектор-проектировщик В. Утебеков)

Кокшетау является важнейшим узлом железнодорожной сети Акмолинской области. Здесь расположено управление Акмолинского отделения Национальной компании Казахстанской железной дороги (КТЖ). В городе Кокшетау находятся две железнодорожные станции: Кокшетау-1 (основная; код станции — 68700) — представляет собой массивное железобетонное здание (архитектор В. Утебеков), рядом с которым находится автовокзал и является основной пассажирской транспортной развязкой города; Кокшетау-2 — находится в пригороде. Почти все пассажирские поезда проходят через станцию Кокшетау-1 (более 50 поездов в сутки), в то время как через вокзал Кокшетау-2 проходят всего 4 поезда. В 1978—1996 годах в городе также действовала самая северная в Казахстане Кокшетауская детская железная дорога (КДЖД).
Впервые линия железной дороги была подведена к Кокшетау в 1922 году. Железнодорожная станция Кокшетау является крупным узловым пунктом: через город проходят четыре ответвления железных дорог. Нынешнее здание вокзала было построено в 1981 году (старый вокзал, построенный в 1949 году, снесли). Город стоит на пересечении железнодорожных линий, проложенных с юга на север – от Астаны до Петропавловска и с запада на восток – от Костаная до станции Кызыл-Ту (тупиковая, в селе Кишкенеколь). Сегодня из Кокшетау отправляются поезда во всех направлениях по Казахстану, а также по пригородным маршрутам. Самым престижным скоростным электропоездом здесь считается «Тулпар-Тальго» (скорый поезд № 705Т/706Т «Жетысу»), курсирующий через Кокшетау между Петропавловском (по Трансказахстанской железнодорожной магистрали, быв. Целинная железная дорога) и Алматы 2. Значительно также сообщение между Кокшетау и Астаной.

### Улично-дорожная сеть

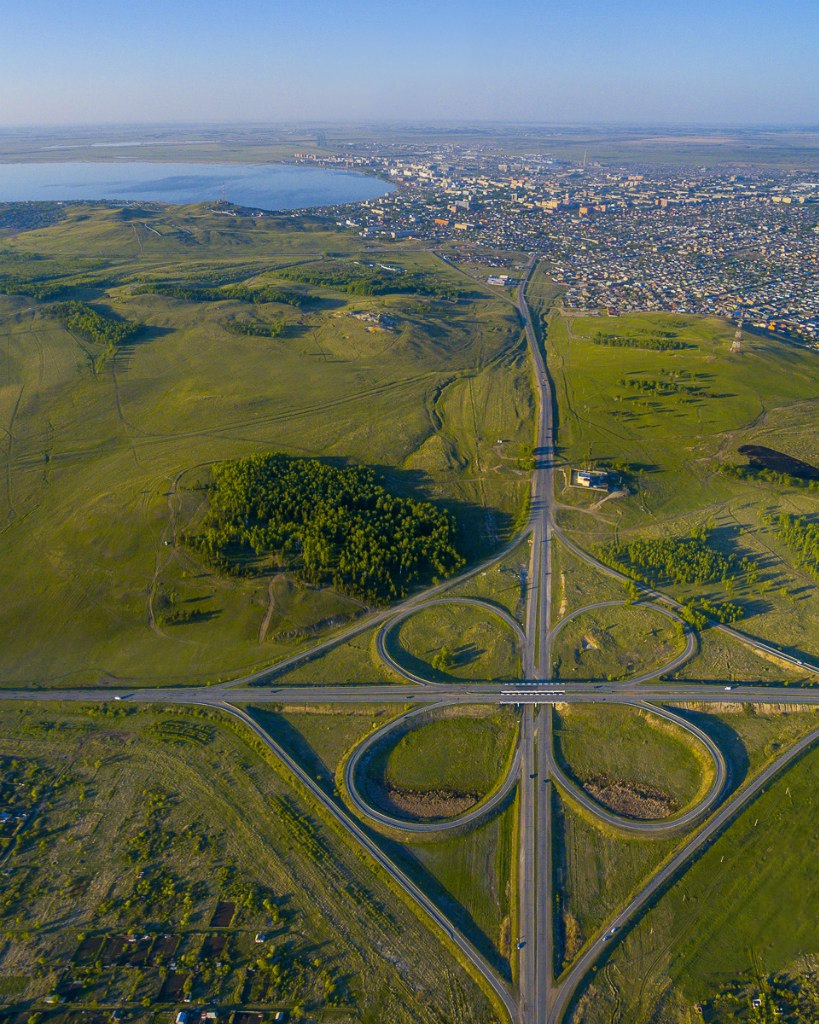
Транспортная развязка близ Кокшетау

Кокшетау — первый город в стране, транскрипции названий улиц и объектов которого были почти полностью переданы на основе казахского языка.

### Мосты
Кокшетау расположен на реках Шагалалы и Кылшакты. В городе есть много мостов, среди них:
- мост в районе Берегового проезда по улице Н. Хазрета от устья реки Кылшакты до озера Копа (72х28);
- мост по проспекту Н. Назарбаева на реке Кылшакты[151];
- мост по улице М. Габдуллина пересекает реку Кылшакты (65х21)[152];
- мост по ул. Т. Сулейменова через реку Кылшакты (54х32,5; район элеватора; построен в 1962 году)[153];
- мост по ул. А. Кунанбаева через реку Кылшакты;
- мост возле СШ № 12 по улице Б. Ашимова через реку Кылшакты (в районе путепровода на микрорайон Застанционный)[154];
- мост по улице Ч. Валиханова через реку Кылшакты.

## Учреждения культуры и искусства
Кокшетау — красивый и уютный город с богатым культурно-историческим наследием и традициями, который является культурным центром Акмолинской области. С городом связаны жизнь и деятельность многих известных деятелей науки и культуры. Здесь развивается театральное искусство, работают музеи, библиотеки, выставочные залы, действуют кинотеатр и филармония, осуществляют деятельность творческие коллективы. Государственная сеть организаций культуры города состоит из 15 учреждений.

### Творческие союзы
Перечень творческих союзов города:
- Акмолинский областной филиал Союза писателей Казахстана[155]
- Кокшетауский областной союз художников РК[156]. В 1991 году на основе художественно-производственных мастерских был образован Союз художников Кокшетау.
- Акмолинский областной филиал общественного объединения «Союз архитекторов РК»[157]
- Акмолинский областной филиал общественного объединения «Союз водителей транспортных средств РК»[158]

### Театры

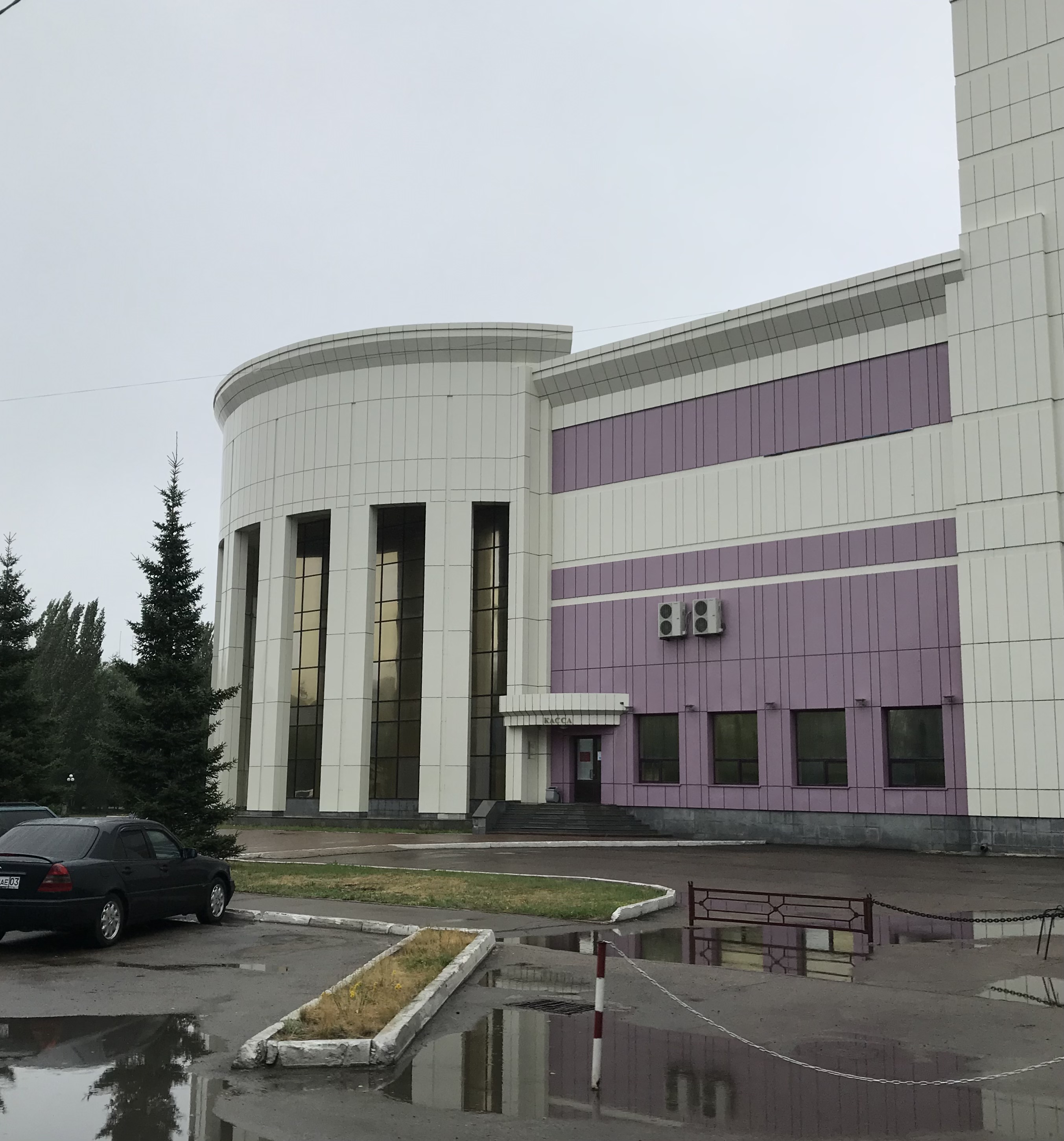
Акмолинский областной казахский музыкально-драматический театр имени Ш. Кусаинова (реконструирован из бывшего Дома политпросвещения; 1971)

В Кокшетау имеется два профессиональных театра. Ежегодно проводятся театральные представления, познавательно-развлекательные программы, конкурсы. В городе также проходят ежегодные музыкальные фестивали различных стилей и жанров.
- ГККП «Акмолинский областной русский драматический театр» при управлении культуры Акмолинской области (1977 год; ул. Акана-Серы, 90)
- ГККП «Акмолинский областной казахский музыкально-драматический театр имени Ш. Кусаинова» при управлении культуры Акмолинской области (1996 год; здание — 2004 год; ул. М. Ауэзова, 216). В 2004 году казахский музыкально-драматический театр им. Ш. Кусаинова переехал в новое здание по улице М. Ауэзова, реконструированное из бывшего Дома политпросвещения.
- 14-голосовой пневматический орган расположен в храме Святого Антония Падуанского (ул. Акана-Серы, 7)
- Детский кукольный театр «Алтын сака» (2022 год)

### Филармония
В Кокшетау находится ГККП «Акмолинская областная филармония имени Укили Ибрая» при управлении культуры Акмолинской области (1965 год; ул. А. Кунанбаева, 160). Это крупнейшая в Акмолинской области концертная организация. Филармония размещается в бывшем здании дворца культуры железнодорожников (ДКЖ) и располагает Большим концертным залом (на 418 мест). В настоящее время в штате филармонии 191 человек, работают 7 творческих коллективов, включая симфонический оркестр (художественный руководитель и главный дирижёр Б. Сарыбаев) и оркестр казахских народных инструментов имени К. Кумисбекова (основатель и главный дирижёр М. Бексеитов), а также существует музыкальный лекторий, в который входят солисты-вокалисты и солисты-инструменталисты.

### Творческие коллективы
- Народный хор ансамбля «Русская песня» (с 1978 года имеет звание «народный»)
- Детский образцовый ансамбль танца «Улыбка» (основан в 1978 году; с 1981 года имеет звание «детский образцовый ансамбль»)
- Вокальный ансамбль «Ак ажелер»
- Танцевальный ансамбль кавказского танца «Ритмы гор»
- Образцовый хореографический ансамбль «Юность Синегорья»
- Татарский народный фольклорный ансамбль «Галиябану»
- Народный ансамбль танца «Он алты кыз»

### Фестивали и мероприятия
В марте 1991 года вышел указ президента Казахской ССР Н. Назарбаева «О народном празднике весны — „Наурыз мейрамы“». С 1992 года ежегодно в Кокшетау начал отмечаться День славянской письменности и культуры.
В Кокшетау ежегодно проходит большое количество казахстанских и международных фестивалей, среди них:
- Международный театральный фестиваль «Те-ART-Кокше» (ежегодный);
- Международный фольклорный фестиваль под названием «Кокшетау приглашает друзей»
- Республиканский фестиваль «Песня — душа народа» (ежегодный);
- Областной фестиваль «Волшебный клубок»;
- «ЯРКОкросс»[160][161];
- «Мин яратам сине, Кокшетау!» — традиционный фестиваль татарской культуры (ежегодный);
- «Домбыра Fest» — фестиваль, посвящённый национальному дню домбры.

### Культурные центры
В 1995 году создана малая Ассамблея народов Казахстана Кокшетауской области. 3 сентября 2014 года открыт «Дом дружбы Акмолинской ассамблеи народа Казахстана», целью которого является развитие культур, национальных традиций и родных языков всех наций региона. Дворец общественного согласия расположен неподалёку от центральной мечети «Науан Хазрет» и кафедрального храма Воскресения Христова. В «Доме дружбы» расположены выставочные витрины, репетиционные, хореографические залы, большой актовый зал, классы по изучению родного языка.
В настоящее время в городе имеется 24 этнокультурных объединения. В городе осуществляют деятельность:
Этнокультурные объединения
- ОО «Центр развития казахско-турецкой культуры и дружбы Акмолинской области»
- ОО «Акмолинское областное общество немцев „Видергебурт“ (Возрождение)» (1993 год)
- ОО «Акмолинское областное чечено-ингушское общество „Вайнах“»
- ОО «Еврейский культурный центр Акмолинской области „Хатиква“» (2000 год)
- Филиал Республиканского еврейского благотворительного общественного объединения «Центр Забота-Хэсэд Полина»
- Акмолинский областной филиал ОЮЛ «Ассоциация русских, славянских и казачьих организаций Казахстана»
- ОО «Акмолинский отдел сибирских казаков» (до 1997 года, официальное название — Кокшетауский отдел Сибирского казачьего войска)[a]
- ОО «Акмолинское областное культурно-просветительское и общественно-политическое славянское общество „Лад“»
- Кокшетауский филиал Регионального общественного объединения «Союз казаков Степного края» (СКСК; 1997 год)
- ОО «Русский национально-культурный центр „Былина“»
- ОО «Русская община Акмолинской области» (2004 год)
- ОО «Центр славянской культуры „Исток“» (2016 год)
- ОО «Украинский этнокультурный центр „Рідний кут“ при Акмолинской ассамблее народа Казахстана»
- ОО «Кокшетауский центр татарской культуры» (1994 год)
- ОО «Объединение татар и башкир Акмолинской области»
- ОО «Польский молодежный центр культуры Акмолинской области»
- ОО «Белорусский культурный центр „Сябры“»
- ОО «Корейский культурный центр „Чинсон“»
- ОО «Чувашский этнокультурный центр»
- ОО «Акмолинский областной азербайджанский культурный центр»
- Филиал РОО «Ассоциация азербайджанцев» по Акмолинской области
- ОО «Узбекский национальный культурный центр Акмолинской области»
- ОО «Армянский культурный центр „Бари“»
- Филиал Республиканского общественного объединения «Казахстанское армянское общество „Масис“» в Акмолинской области
- ОО «Армянский культурный центр „Арарат“ Акмолинской области»
- Филиал Республиканского общественного объединения «Ассоциация „Барбанг“ курдов» по Акмолинской области (2013 год)
- ОО «Таджикский национально-культурный центр Акмолинской области „Санги-Кабуд“»

### День города
День города (каз. Қала күні) в Кокшетау празднуется в последнюю субботу июня (ранее его отмечали осенью). Основными площадками для празднеств являются площадь Независимости, площадь Абылай-хана, городской парк культуры и отдыха, областная филармония имени Укили Ибрая и др. Народные гуляния и концерты проходят по всему городу (конференции, спортивные и интеллектуальные конкурсы, фестивали), шоу-программы и выставки. Завершает день города праздничный салют.
В 2020 году в связи с пандемией коронавирусной инфекции день города не отмечался.

### Музеи

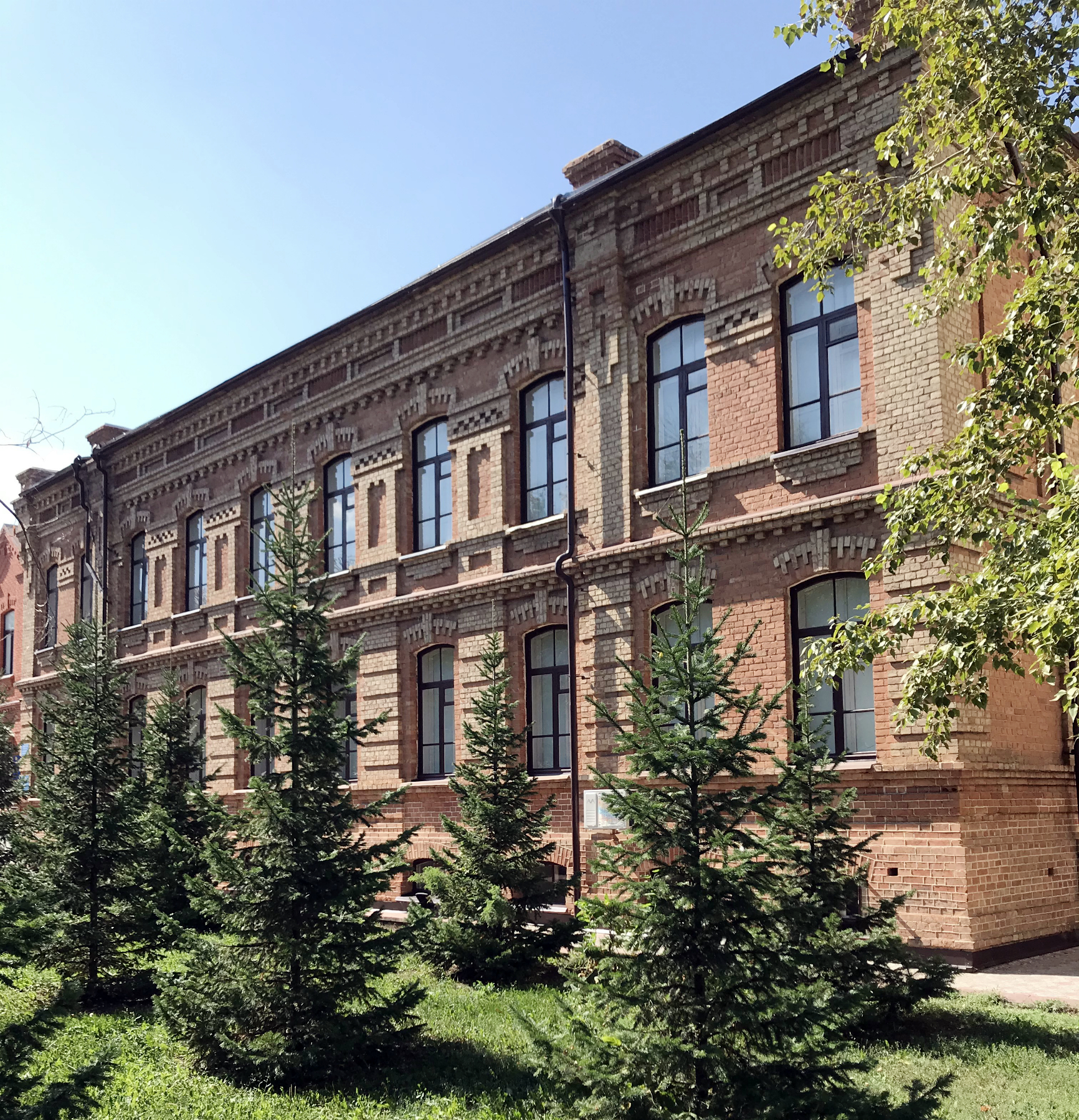
Акмолинский областной историческо-краеведческий музей (бывшее административное здание — контора казённого винного склада; построено в 1904 году)

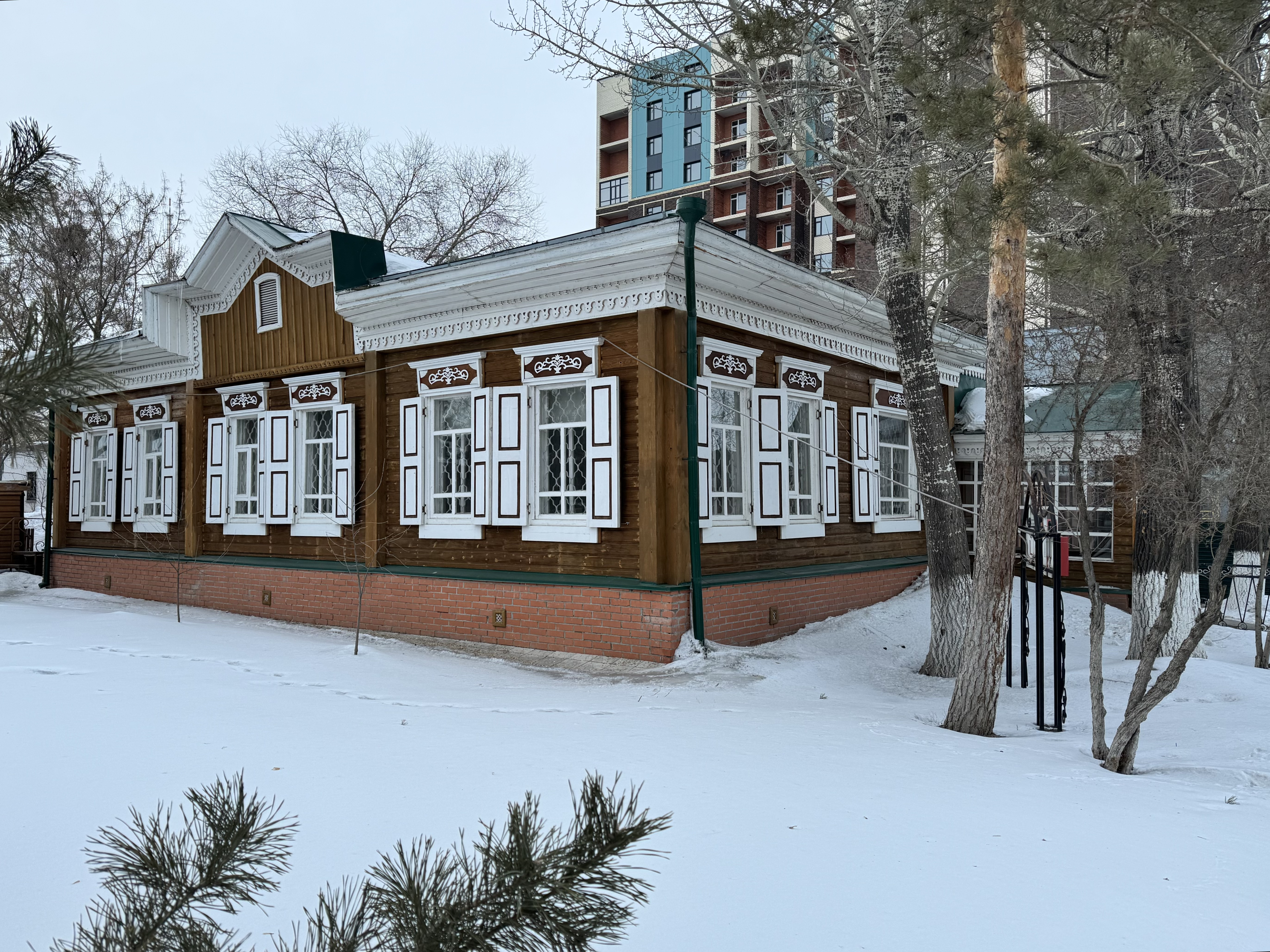
Музей истории города Кокшетау (бывший дом-усадьба семьи В. В. Куйбышева, 2025 год)

Всего в городе имеется пять общедоступных музеев (кроме этого, в Кокшетау действуют 6 ведомственных музеев). Старейший из них — Акмолинский областной историческо-краеведческий музей был открыт в 1920 году и считается одной из достопримечательностей Кокшетау. Музей милосердия и отваги при Кокшетауском медицинском колледже открылся 13 октября 1982 года. Музей имени Героя Советского Союза М. Габдуллина, открытие которого состоялось 4 сентября 1995 года, расположен на ул. Еркина Ауельбекова. Музей истории города Кокшетау был открыт в 2000 году в мемориальном доме семьи В. В. Куйбышева. Его деятельность направлена на «осуществление научно-просветительской, научно-исследовательской и образовательной деятельности». Государственный архив-музей литературы и искусства с 20 ноября 2014 года располагается в исторической северо-западной части города на ул. Ауэзова, в бывшем здании магазина купца У. И. Короткова. В музеях города часто проводят различные выставки.
- ГККП «Акмолинский областной историческо-краеведческий музей» (АОИМ) при управлении культуры Акмолинской области (1920 год; в здании 1904 года; ул. Р. Елебаева, 35) — наибольшее собрание материалов и артефактов природы, истории и культуры Акмолинской области. Большую историческую ценность имеет «Баба-тас», что в переводе с древнетюркского и казахского языков, означает: памятник предкам, а в орхонской письменности — «Балбык». Это древнейший памятник эпохи Тюркской цивилизации VI—VII веков, обнаруженный при впадении реки Шагалалы в озеро Копа у города Кокшетау: 53°18′56″ с. ш. 69°19′03″ в. д.HGЯO[164][165].  памятник архитектуры
- КГУ «Музей истории города Кокшетау» (МИГК) при управлении культуры Акмолинской области. Открыт в 1949 году как мемориальный дом-музей семьи В. В. Куйбышева, который провёл здесь детство (1889—1898 годы); с 2000 года — современное название. С 26 января 1982 года, здание музея входит в список памятников истории и культуры Казахстана республиканского значения.  памятник архитектуры
- Музей милосердия и отваги (1978 год, открыт в 1982 году)[166]. Единственный в мире музей милосердия и отваги. В этом музее собраны документы и фотографии медсестёр со всего мира, которые были награждены медалью Флоринс-Найтингейл. Музей находится при Кокшетауском высшем медицинском колледже на ул. Федора Глинина, 54[167].
- КГУ «Музей литературы и искусства» при управлении культуры Акмолинской области (1989 год, открыт в 1993 году). Особую ценность представляет рукопись книги Ходжи Ахмеда Ясави «Дивани хикмат» (каз. Ақыл кітабы) датированная XVI—XVII веками. Также в фондах музея хранятся редкие книги на арабском и старославянском языках, датированные XVIII—XIX веками, специальный сосуд для напитков, принадлежавший Богенбай-батыру, деревянная чаша с ручкой Канай-бия[168].
- КГУ «Музей имени Героя Советского Союза М. Габдуллина» при управлении культуры Акмолинской области (1993 год, открыт в 1995 году)  памятник архитектуры

Вблизи Кокшетау, на территории Бурабайского района расположен филиал АОИМ — археолого-этнографический музей истории под открытым небом «Ботай-Бурабай» (реконструкция древних ботайских жилищ и быта жителей ботайской эпохи). Является единственным музеем под открытым небом в Казахстане (открыт с 2018 года).

### Мавзолеи
У старого мусульманского кладбища на берегу озера Копа есть мавзолей памяти религиозного и общественного деятеля Науана Хазрета (каз. «Науан Хазірет» кесенесі) 2020 года постройки. Место захоронения Науана Хазрета входит в список «100 сакральных мест Казахстана» и является объектом историко-культурного наследия Акмолинской области.

### Библиотеки и архивы
В городе имеется 12 библиотек. Первая общественная библиотека появилась в 1908 году, которая имела небольшой фонд (несколько десятков книг) и помещалась в одной комнате. В 1914 году в Кокчетавском уезде было всего 9 библиотек с книжным фондом 2,8 тыс. экз., в среднем 300 книг на одну библиотеку. 15 декабря 1919 года в городе открывается первый Народный дом, в котором имелся библиотечный сектор. До 1934 года на территории Кокчетавского уезда сеть массовых библиотек возрастает до 163, а фонд насчитывает 189,3 тыс. экземпляров книг. В 2000 году в городе открыта первая казахская библиотека по адресу ул. Момыш-улы, 55.
КЦБС является членом Библиотечной ассоциации Республики Казахстан. Работают клубы по интересам. В Кокшетау наиболее благоприятное соотношение количества публичных библиотек к числу жителей в Казахстане, на каждые 10 тысяч жителей города приходится 0,78 библиотеки. Для сравнения, в столице Казахстана — Астане — это число равно 0,15, а в Алма-Ате — 0,13.
Библиотеки в городской черте Кокшетау
- КГУ «Акмолинская областная универсально-научная библиотека (АОУНБ) имени М. Б. Жумабаева» при управлении культуры Акмолинской области (открыта в 1946 году как Кокчетавская областная библиотека; крупнейшая в области по количеству единиц хранения; ул. А. Кунанбаева, 111) — расположена на улице Абая и является крупнейшим информационно-культурным многофункциональным центром Акмолинской области с более чем 300-тысячным фондом документов на всех видах материальных носителей. Ежегодно в библиотеку записываются более 19 тыс. пользователей, фиксируется свыше 120 тыс. посещений. В преддверии 20-летия Дня Независимости Казахстана и 65-летия со дня основания библиотеки, в 2011 году открылся отдел литературы на иностранных языках, в марте того же года — отдел детской литературы.
- КГУ «Централизованная библиотечная система города Кокшетау» (ГИБС; ул. Н. Гастелло, 13а). Осуществляет информационное обслуживание жителей города.
- Центральная городская модельная библиотека (открыта 17 ноября 1977 года; ул. Н. Гастелло, 13а)
- Центральная модельная городская детско-юношеская библиотека (ул. Б. Момышулы, 41)
- Городская модельная казахская библиотека (2000 год; ул. Б. Момышулы, 55)
- Городская модельная библиотека при дворце торжественных обрядов «Неке Сарайы» (ул. М. Ауэзова, 119/1)
- КГУ «Электронная городская  библиотека» (ул. Миржакыпа Дулатова, 53)
- Бирликская городская модельная библиотека (микрорайон Бирлик; ул. Северная промзона, 1-й проезд, 25)
- Городская модельная библиотека при ДК «Достар» (ул. Т. Сулейменова, 10)
- Городская специальная библиотека для незрячих и слабовидящих граждан (1971 год; ул. Канай-би, 37)[174].
- Детская библиотека (коворкинг-центр) (открыта в 2018 году; ул. Ж. Сайн, 28)
- Застанционная городская модельная библиотека (микрорайон Застанционный; ул. В. Маяковского, 49)

Библиотеки на территории Кокшетауской городской администрации
- Красноярская модельная библиотека (с. Красный Яр, ул. Тауелсиздик, 5)
- Станционная городская модельная библиотека (п. Станционный, ул. Улы Дала, 3)

Архивы
- ГУ «Управление цифровизации и архивов Акмолинской области» (ул. Ауельбекова, 32)
- КГУ «Государственный архив Акмолинской области» при управлении цифровизации, архивов и документации Акмолинской области (ул. А. Баймуканова, 23). В архиве хранится коллекция метрических книг православных церквей, датируемых начиная с 1873 года, ценные книги, оригиналы документов XVIII—XIX веков, среди которых документы о Абылай-хане, а также карты степных областей за 1860 год, исторические фотографии зданий и мест города[175].
- КГУ «Государственный архив города Кокшетау» при управлении цифровизации, архивов и документации Акмолинской области (ул. З. Темирбекова, 55). Организован в 1993 году.

### Досуговые учреждения

#### Кинотеатры
Действующий:
- В городе действует один кинотеатр — двухзальный «Cinema Alem» на улице Махтая Сагдиева; ранее ул. В. Куйбышева (открыт в 1963 на 800 мест; расположен в здании бывшего кинотеатра «Дружба»). В настоящее время имеет 2 кинозала (рассчитан на 440 мест: 320 — синий; 120 — красный), оснащённые широкоформатными экранами, кинопроекторами MEO — XS, звуковой системой Dolby Digital). Самый большой киноэкран в городе.

Кинозалы
- В Кокшетау работает кинозал «Paramount Cinema Lounge» на проспекте Н. Назарбаева, 158г.

Недействующие кинотеатры:
- В 1910 году по инициативе механика чугунолитейного завода К. И. Захарова был построен и оборудован на личные средства из тёса первый деревянный летний кинотеатр, в котором фильмы показывали под открытом небом. Захаров сам показывал фильмы и продавал билеты на сеанс. Аппарат и кинофильмы приобрел в частном порядке. Кинотеатр просуществовал до начала 1980-х годов.
- В 1934 году в городе открылся кинотеатр в бывшем торговом доме купца Короткова[b] (с 1948 до 1989 год — кинотеатр имени А. Жданова; затем с 1989 года — детский кинотеатр «Юность»), в котором после располагался «Дом дружбы» этнокультурных объединений Акмолинской области. Сейчас в этом здании находится музей литературы и искусства.
- В районе города, именуемом «Шанхай», был кинотеатр «Юбилейный», прозванный в народе «Зелёным», в его фойе находился настоящий зимний сад с диковинными растениями.

#### Клубы
Клубная культура в её современном понимании начала зарождаться в Кокшетау в самом начале 1990-х годов. В настоящее время клубную и развлекательную жизнь города представляют множество заведений различной направленности и различных по размеру — от больших клубов до небольших тематических квартир.

### Дворцы и дома культуры

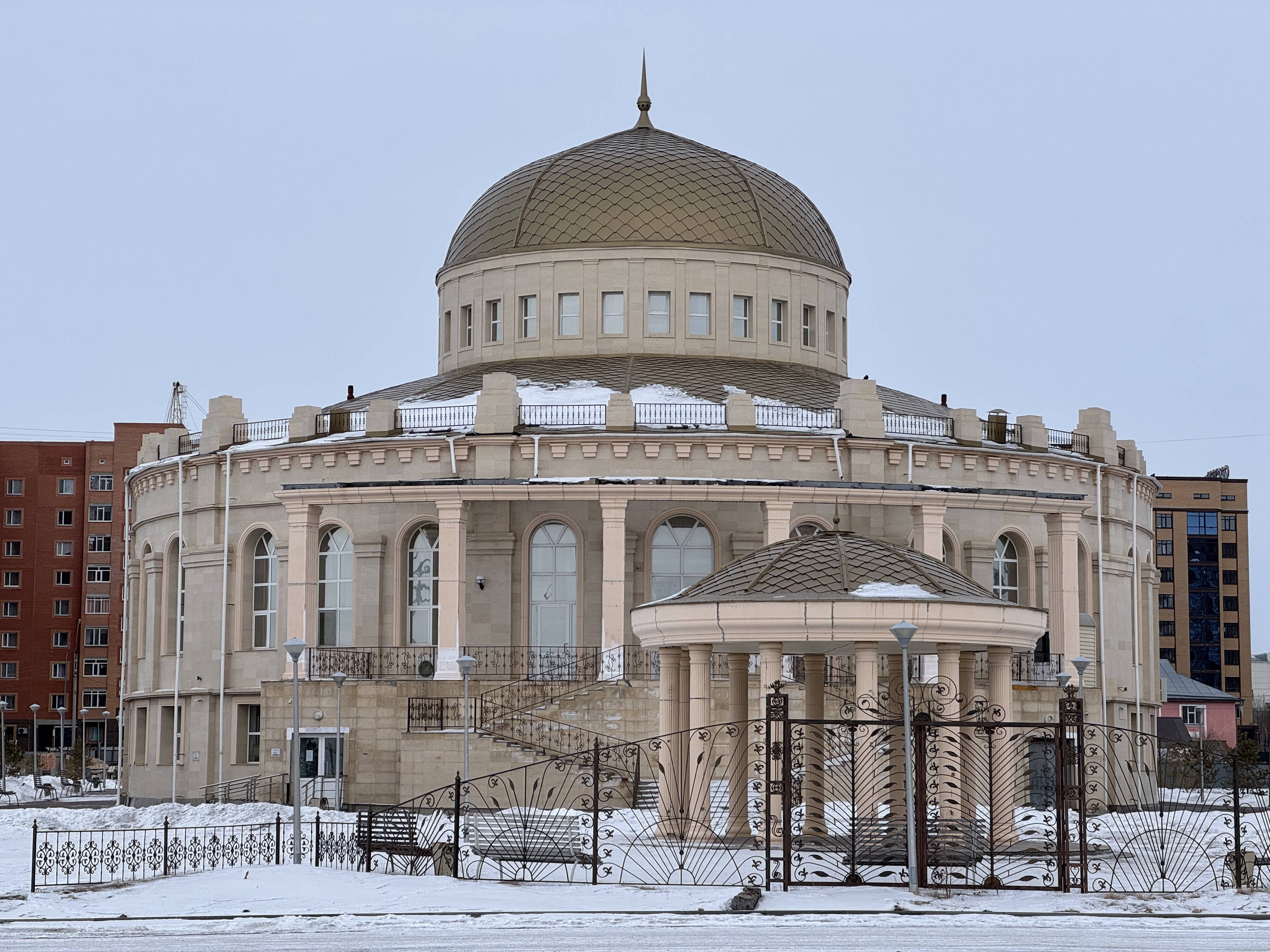
Дворец торжественных обрядов «Неке Сарайы», 2025 год

- Дом культуры «Истоки» (построен в 1962 году как Дом культуры Кокшетауского приборостроительного завода, в советские годы в доме культуры функционировали художественные коллективы, которые неоднократно становились дипломантами областных и республиканских смотров художественной самодеятельности)
- ГККП «Акмолинский областной центр народного творчества и культурного досуга» (АОЦНТ; 1963 год; был открыт как Дворец культуры железнодорожников (ДКЖ)  памятник архитектуры
- ГККП «Дворец культуры «Кокшетау» при управлении культуры Акмолинской области — главный культурный центр области, где проводятся все общественно-политические и культурно-массовые мероприятия городского и областного масштабов (1970 год; был открыт как Дворец культуры имени В. И. Ленина). При ДК «Кокшетау» функционируют фольклорно-этнографический ансамбль «Кербез Сулу» («Элегантная красавица», 1999) и другие коллективы.
- ГККП «Дворец культуры «Достар»» (1981 год; был открыт как дом культуры «Ак бидай»). 20 сентября 2008 года состоялось открытие обновленного после реконструкции Дома культуры «Достар» (район элеватора).
- Дом дружбы Акмолинской ассамблеи народа Казахстана (ААНК) (2014 год).
- Дворец торжественных обрядов «Неке Сарайы» (2017 год; торжественный зал рассчитан на 100 человек). В 2017 год к Дню Независимости РК в городе открылся новый Дворец бракосочетаний на берегу озера Копа.
- Дворец детства и юношества «Болашак Сарайы» (2020 год; возведён в рамках подготовки к  XVII Форуму межрегионального сотрудничества Казахстана и России, рассчитан на 1200 человек)

### Юбилеи
В 1974 году в честь 150-летия города Кокчетава открыт спортивный комплекс «Юбилейный», Ленинградский монетный двор изготовил настольные медали в честь 150-летия основания города, учреждено звание «Почётный гражданин города Кокчетава», открыт памятник В. В. Куйбышеву, в городском парке установили «колесо обозрения», выпущена серия открыток, посвящённая 150-летию города.
В 2024 году город Кокшетау будет отмечать своё 200-летие. В план по подготовке к празднованию юбилея города включено национальное празднование республиканского Сабантуя. В рамках празднования 200-летия города планируют закончить благоустройство парка лидеров партии «Алаш».

## Отражение города в литературе и искусстве

### В литературе
Кокшетау — легендарная колыбель казахской музыкально-поэтической классики. Многие казахские поэты посвятили городу свои стихи.
- Город отмечался этнографом и публицистом Г. Н. Потаниным, посетившим его в 1890-х годах[181].
- Красоту окружающей природы передаёт С. С. Сейфуллин в поэме «Кокшетау».
- Жизнь города отображена в книге «Валериан Владимирович Куйбышев. Из воспоминаний сестры» Е. В. Куйбышевой[182].

 Судьба Анастасии Цветаевой, жившей и в Кокшетау, и в Павлодаре, является еще одной незримой связующей нитью между культурами Казахстана и России.
- Город упоминался младшей сестрой Марины Цветаевой, дочерью основателя Музея изобразительных искусств имени А. С. Пушкина в Москве, Анастасией Цветаевой, которая стала жертвой сталинских репрессий и значительную часть своей жизни прожила в сибирской ссылке. Летом 1966 года Анастасия Цветаева приехала в город Кокчетав, где помогала внучке с поступлением на факультет иностранных языков Педагогического института им. Ч. Валиханова. В совершенстве владея несколькими иностранными языками, Цветаева также занималась репетиторством, давая уроки внуку Е. В. Куйбышевой Валериану. Результатом её пребывания в городе стала повесть «Старость и молодость» (в первой редакции «Кокчетав»), законченная в 1967 году. Повесть увековечила Кокчетав 1960-х годов в русской литературе[183].
- Героиня стихотворения Евгения Евтушенко «Размышления у чёрного хода» Зина Пряхина была уроженкой Кокчетава[184].
- Жизнь города также детально отображена в книге «Путешествие в Советский Союз» писателя и южноафриканского активиста антирасистского движения Алекса Ла Гума в 1978 году[185].
- В советское время городу посвятили свои стихотворения поэты Илья Сельвинский и Елена Аксельрод[186][187].

### В музыке
- «Ты в Кокчетав приезжай». Песню написали ученики средней школы № 4 Василий Бухмиллер и Семён Черенщиков. Она впервые вышла в эфир Кокчетавского областного радио 28 апреля 1966 года[188].
- «Кокшетау-Айналайын» (исполняет Вадим Белый).
- «Кокшетау» (стихи и музыка — Еркеш Шакеев, исполняет Еркеш Шакеев)[189].

## Достопримечательности

### Архитектура
|                                                     |  |                                                                      |  |                                                                    |  |                                                             |  |                                                          |
| Бывшее здание винно-водочного завода (начало XX в.) |  | Элемент городской архитектуры (начало XX в.; бывший казахский лицей) |  | Историческая застройка центра Кокшетау (конец XIX — начало XX вв.) |  | Жилые дома советского периода постройки на окраине Кокшетау |  | Проект жилого здания на проспекте Абылай-хана в Кокшетау |

Кокшетау — город с богатой историей. Здесь расположены множество объектов, которые относятся к памятникам архитектуры и истории республиканского и местного значения. В первое десятилетие XX века в тогдашнем Кокчетаве появляются новые по типологии капитальные общественные здания: торговый ряд купца У. И. Короткова (ныне музей литературы и искусства, ул. М. Ауэзова, 163); магазины; городское училище (ул. Абая Кунанбаева); здание уездного управления. Возводятся кирпичные здания: магазин купца А. В. Соколова (ул. М. Ауэзова, 159; ныне департамент КНБ Казахстана); корпуса винно-водочного завода (ул. Р. Елебаева).
Современный вид города начал складываться с 1930-х годов, Кокчетав быстро застраивался в 1950—1960-х годах по первому генеральному плану (1954 год): Дом Советов (1957 год; реконструирован в конце 1980-х годов), Парк культуры и отдыха (1957 год) и др.; началось многоэтажное жилищное строительство. По второму генеральному плану (1985 год) была реконструирована улица Назарбаева (въездная магистраль города), началось строительство Коммунистического проспекта (с 1991 года — Абылай-хана) и новых микрорайонов в северной части города; возведены здания Главпочтамта (бывший Дом связи, 1977 год), гостиницы «Кокшетау» и др. По третьему генеральному плану (2008 год) предусмотрено создание нового делового центра города на северном берегу озера Копа. Большинство памятников архитектуры и ценной застройки находятся в центральной части города, которые и определяют его индивидуальный облик. Территории, на которых размещены памятники, в виде бульваров и скверов, представляют собой большую историческую и градостроительную ценность. В городе утрачено пять памятников архитектуры, в том числе дом купца Баязитова. Сохранилась органичная, без особых нарушений связь города с природным окружением, с прибрежной зоной отдыха.

### Куйбышевские скалы
На юго-западной окраине Кокшетау в районе сопки Букпа есть скалы, груда валунов, которые носят название Куйбышевских. К одному выступу из гранитных глыб ранее была прикреплена литая памятная мемориальная доска с надписью: «В этих местах в 1900 году двенадцатилетний В. В. Куйбышев прятал прокламации, выполняя первое задание партии. Здесь началась его революционная деятельность». В советское время Куйбышевские скалы — место сборов кокчетавских пионеров. Здесь проходили торжественные пионерские линейки, приём в пионеры.

### Площади
В современном Кокшетау насчитывается три относительно крупных площади:
- Площадь Абылай-хана (бывшая площадь Ленина) — главная площадь города. Здесь расположен памятник Абылай-хану;
- Площадь Независимости — центральная площадь в городе;
- Привокзальная площадь — официально не имеет статуса площади.

### Монументальная скульптура
|                                                                              |                               |                      |                                                                                        |                                                            |
| Памятный знак в честь награждения Кокчетавской области орденом Ленина (1958) | Памятник Чокану Валиханову, · | Памятник Абылай-хану | Братская могила воинов Великой Отечественной войны, умерших от ран в госпиталях города | Памятник воинам, павшим в годы Великой Отечественной войны |

В Кокшетау много различных памятников, как знаменитым людям, так и посвящённых историческим событиям. Первыми в городе были сооружены памятники воинам, погибшим в годы Гражданской войны (1957 г.), основателю советского государства В. И. Ленину (1963 г.), борцам за установление Советской власти, возведённый на Галочьих сопках (1967 г.), и др. Есть два памятника видному советскому государственному деятелю В. В. Куйбышеву (1959 и 1974 гг.). Героизм воинов-земляков, погибших в годы Великой Отечественной войны, увековечен в памятнике, установленном в 1960 году в городском парке. Ещё имеется братская могила воинов Великой Отечественной войны, умерших от ран в госпиталях города, и кладбище в северо-западной части города; в Кокшетау также установлены бюсты дважды Героя Советского Союза Т. Я. Бигельдинова и Героя Советского Союза М. Габдуллина.
Памятник учёному-просветителю, путешественнику Ч. Ч. Валиханову, входит в список памятников истории и культуры Казахстана республиканского значения (1971 г.) на улице М. Ауэзова, угол улицы М. Жумабаева, и в 2001 году — на площади перед университетом им. Ч. Ч. Валиханова на улице Абая Кунанбаева. Перед зданием университета на улице Валиханова установлен памятник видному государственному и общественному деятелю 1920—30-х годов С. Садвакасову. Есть также памятник воинам, погибшим в Афганистане в 1979—1989 годах (2001 г.), памятники композиторам, певцам, акынам-импровизаторам Биржан-салу и Акану-серы (оба в 1991 г.), памятник Абылай-хану на центральной площади (1999 г.), скульптурная композиция «Благословение матери» (2001 г.), бюст академика К. И. Сатпаева (2001 г.). Памятник знаменитой советской лётчице П. Д. Осипенко установлен на улице, носящей её имя. В ноябре 2000 года на половине огромного валуна, установленного на площадке перед гостиницей «Кокшетау», каменотёсом Г. А. Медведевым была высечена дата образования города Кокшетау. 7 мая 2015 года в центральном парке города состоялось открытие памятника Герою Советского Союза Малику Габдуллину.

## Туризм и рекреация

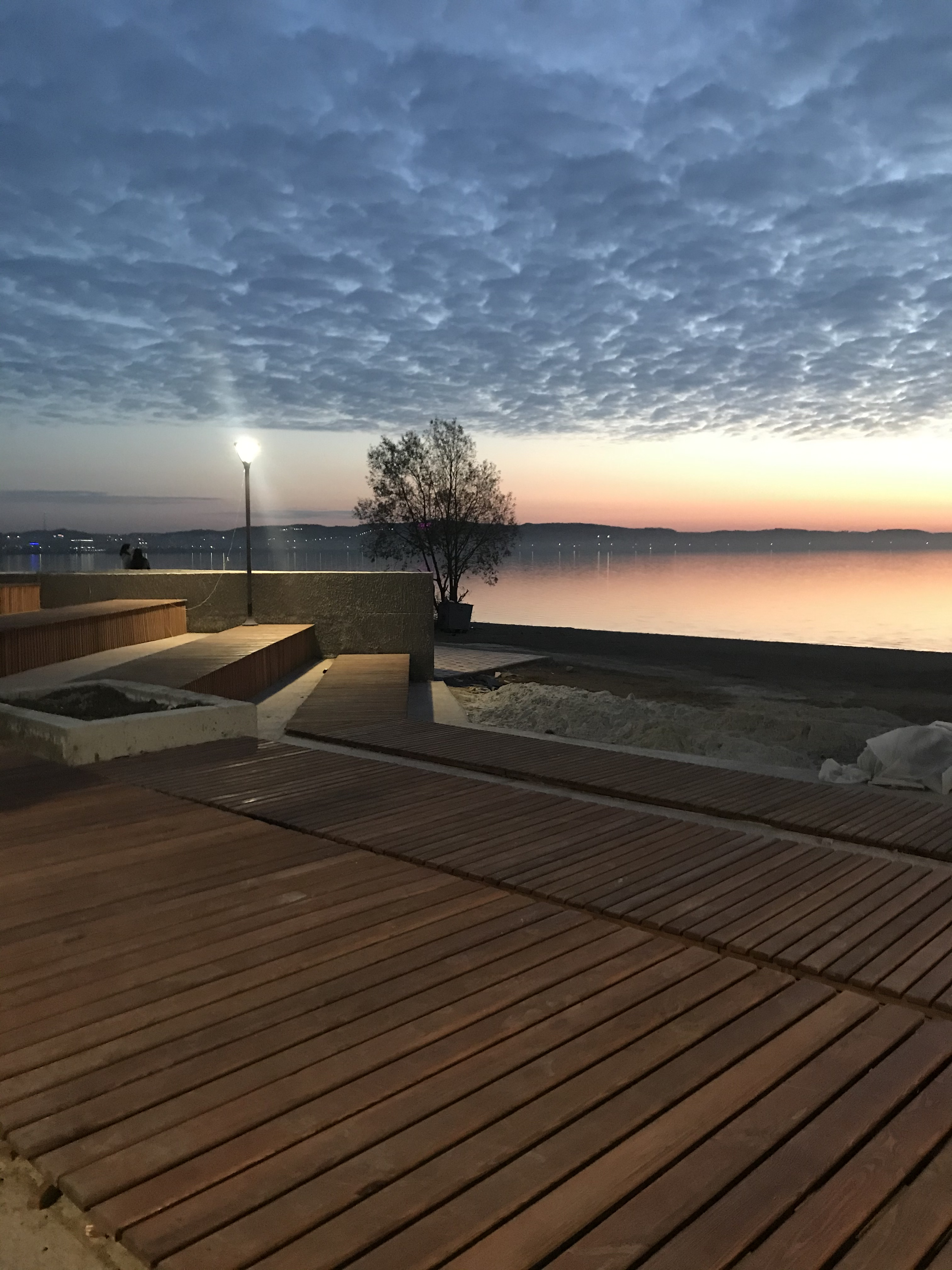
Вид на зону рекреации набережной Какимбека Салыкова вдоль озера Копа

Кокшетау — центр индустрии туризма и рекреации Акмолинской области. Традиционно жители и гости города отдыхают в городских парках и скверах. Кроме этого, во всех точках города расположены заведения общественного питания (кафе, бары, рестораны, пиццерии и т. п.), от предприятий быстрого питания до ресторанов традиционной казахской и изысканной грузинской кухни.

### Туристско-информационный центр
В июне 2017 года открылся туристско-информационный центр (ТИЦ), который предлагает туристам и жителям города обращаться за бесплатной информацией об объектах культуры, истории, туристских и природных достопримечательностях, туристских маршрутах Акмолинской области. В рамках одного из проектов ТИЦ запущен туристический портал Акмолинской области «Visit Aqmola».

### Горнолыжные курорты
В зимнее время сопка Букпа (363 м над уровнем моря) является популярным местом катания на лыжах, проводятся соревнования по лыжному спорту, на юго-восточной части сопки была проведена реконструкция лыжной базы «Динамо», построена лыжероллерная трасса. Также открыты пункты проката и комнаты отдыха, действуют автобусные маршруты. На склоне центральной вершины находится недостроенный лыжный трамплин.
Неподалёку от города Кокшетау находится Еликты (25 км) — казахстанский горнолыжный курорт у подножия одноимённой горы (502 м над уровнем моря). Бугельный подъёмник 1300 м с 5 трассами общей протяженностью 4000 метров, уложенные ратраком. В селе Садовое Зерендинского района есть гостиница («Еликты Парк», 3 звезды) и помещения для сдачи в наём, пункты проката лыж, бассейны, кафе и сауны. Для начинающих горнолыжников работают инструкторы.
Между городами Кокшетау и Щучинск по автомагистрали A1 находится горнолыжный комплекс «Нуртау». Комплекс оснащён канатной дорогой протяжённостью 800 метров. Для экстремальных катаний комплекс располагает специально оборудованным сноупарком. Для семейного отдыха введена канатная дорога (бэби-лифт) для катания на сноутюбах (для всех возрастных групп).

### Парки, скверы и аллеи

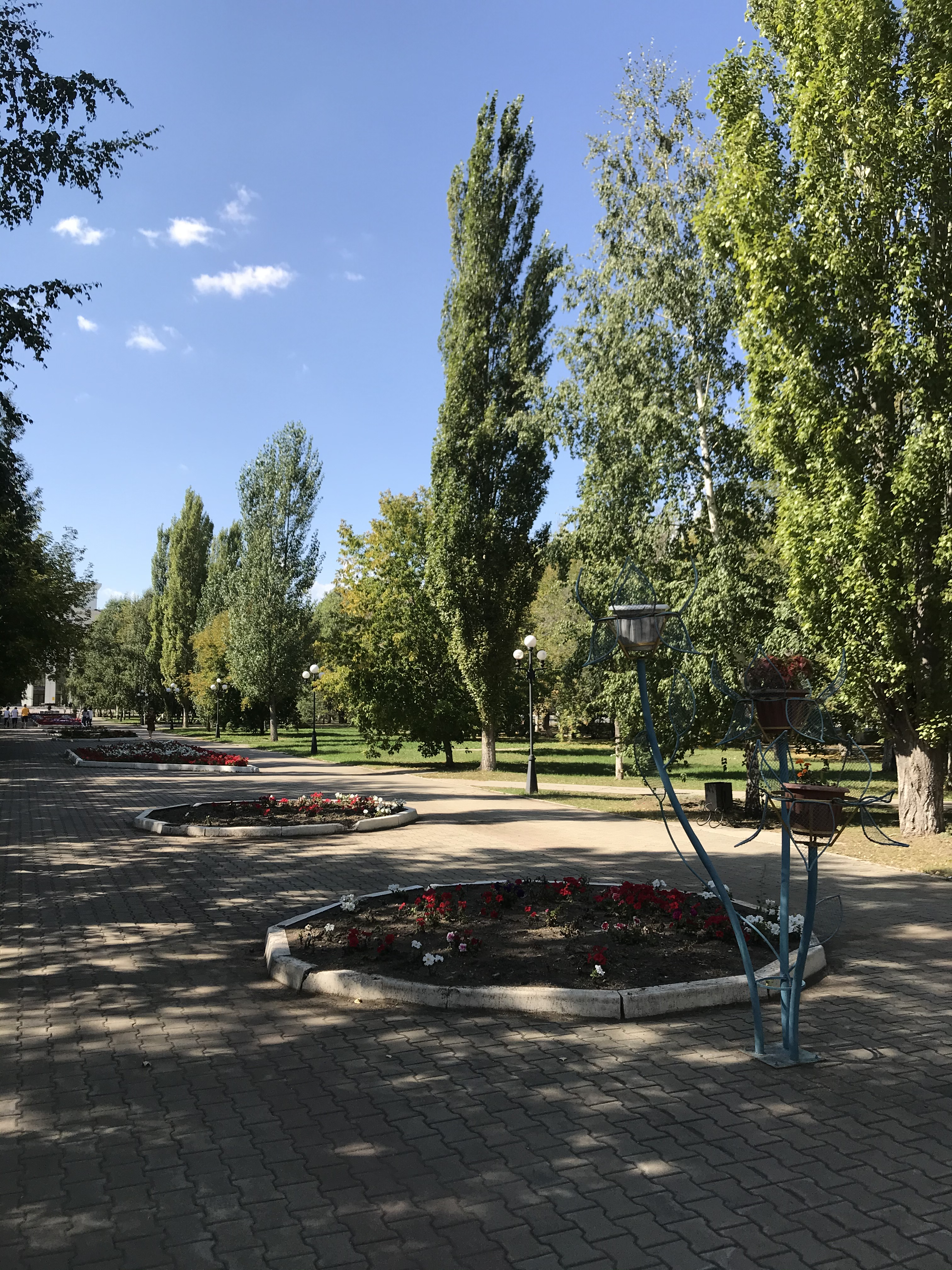
Сквер в Кокшетау

В Кокшетау много парков и скверов, а также зелёных насаждений в малоэтажных районах города. Городской парк культуры и отдыха заложен в годы освоения целинных и залежных земель в 1957 году и является старейшим в Кокшетау.
- ТОО «Городской парк культуры и отдыха» (Горса́д) — главный и старейший городской парк Кокшетау, являющийся любимым местом отдыха горожан[198]
  - Центральный парк
  - Аллея имени Жакыпа Омарова
- Сквер имени Полины Осипенко (ул. П. Осипенко, угол ул. М. Ауэзова)[199]
- Парк имени лидеров партии «Алаш» (до 30 сентября 2022 года[200] — «Борцов Революции»; общая площадь парка составляет 25 гектаров) — одна из старейших зон отдыха в Кокшетау, на территории которой расположен памятник борцам за установление Советской власти в Кокчетавском уезде в 1918 году.
- Аллея «Саяжол»
- Аллея Журналистов (у подножия сопки Букпа вдоль улицы Е. Ауельбекова)[201]
- Сквер имени Тулегена Досмагамбетова (до 2002 года — имени В. Куйбышева; угол улиц им. А. Кунанбаева и З. Темирбекова)
- Городской сквер
- Парк Героев
  - Аллея Боевой Славы[202] Площадь составляет более 24 тыс. м²[203].
  - Аллея ветеранов органов внутренних дел и Национальной гвардии (на пересечении улиц Акана-Серы и Б. Момышулы)
- Аллея «Жастар» (в районе ФОК по ул. А. Кунанбаева)[204]
- Аллея медицинских работников (в районе Акмолинской областной больницы)
- Парк воинам-интернационалистам[205]
  - Аллея Афганцев
- Сквер на проспекте Абылай-хана
- Аллея имени Смагула Садвакасова (от ул. Е. Ауельбекова до ул. Акана-серы)
- Сквер Железнодорожников (в районе ул. Локомотивная)
- Сквер «Отан»
- Аллея Дружбы
- Сквер имени лесника Алиулы Марама (старое мусульманское кладбище)
- Аллея Строителей
- Сквер у стелы жертвам политических репрессий периода 1930—40-х годов (на выезде в направлении Астаны)

### Пляжи
Кокшетау — единственный областной центр в Казахстане, который находится около озера. В 1970-е годы впервые в истории города на берегу озера Копа построили пляж и провели к нему асфальтированную дорогу. Пляжный отдых в летние месяцы организован на нескольких пляжах на берегу озера Копа. В городе нет ни одного коммунального пляжа, все места для купания переданы предпринимателям. В июле 2015 года Акмолинский областной департамент экологии подтвердил, что общий химический анализ воды в озере Копа, проведённый специалистами лаборатории ведомства, удовлетворял всем нормативам.
Купальный сезон в городе открывается 1 июня. К открытию сезона сотрудники водно-спасательной службы обследуют акватории, вычищают их от опасного мусора и расставляют предупреждающие знаки возле мест, опасных для купания. Патрулирование территории ведется круглосуточно оперативно-спасательным отрядом ДЧС, которые контролируют ситуацию не только на пляжах, но и на воде с помощью катеров. В 2014 году за период купального сезона в озере Копа было спасено 22 человека. В августе 2018 года на берегу озера Копа открылась новая водно-спасательная станция.
- Пляж на территории набережной зоны Какимбека Салыкова (официально открыт 16 июня 2022 года[207]).

### Фонтаны
В Кокшетау насчитывается 10 фонтанов,, из них 9 — в коммунальной собственности, в том числе фонтаны на площадях Абылай-хана и Независимости, у дворца торжественных обрядов «Неке Сарайы», в городском центральном парке культуры и отдыха, возле Акмолинского областного казахского музыкально-драматического театра, в ТРЦ «РИО», у здания партии «Аманат», два речных фонтана на реке Кылшакты в районе Дома мебели (за горой Маxтая Сагдиева; в народе — «олени») и Дома дружбы Акмолинской ассамблеи народа Казахстана, на территории дворца детства и юношества «Болашак Сарайы» и других местах.
Фонтаны вместе с разветвлённой арычной сетью играют в Кокшетау большую роль — вместе они создают единый комплекс водоёмов и водотоков города. Один раз в 15 дней производится замена воды в фонтанах с последующей чисткой и мойкой, вода заполняется из водопроводной сети. В 2014 году на реконструкцию 4 фонтанов из бюджета было выделено 65 млн тенге.

### Водные источники
- Месторождение «Кусколь» (с каз. — «проток между озёрами»)  — участок государственного лесного фонда «Букпа» расположено южнее Кокшетау. Его окружает ландшафт из смешанных лесов и сосен, проросших на склоне сопок. История месторождения начинается с 1998 года, когда южнее города проводились поиски подземных вод для хозяйственно-питьевого водоснабжения проектируемого жилого посёлка «Экологический посёлок» Министерства экологии и природных ресурсов Республики Казахстан[210]. Месторождение находится под государственным контролем и круглосуточной охраной.
- Месторождение «Подсопочное» — участок государственного лесного фонда «Букпа» у подножия горы Галчева (с отдельными возвышенностями до 405,7 м), известно, как месторождение «лёгкой» воды, то есть с низким содержанием дейтерия. Вода спрятана глубоко под землёй на месте древнейшего «подземного» ледника, которому более 15 тыс. лет.
- Месторождение природной минеральной воды «Кенетколь». Расположено у слияния рек Шагалалы и Кошкарбай в районе археологических раскопок стойбища древнего человека бронзового века.

### Гостиницы

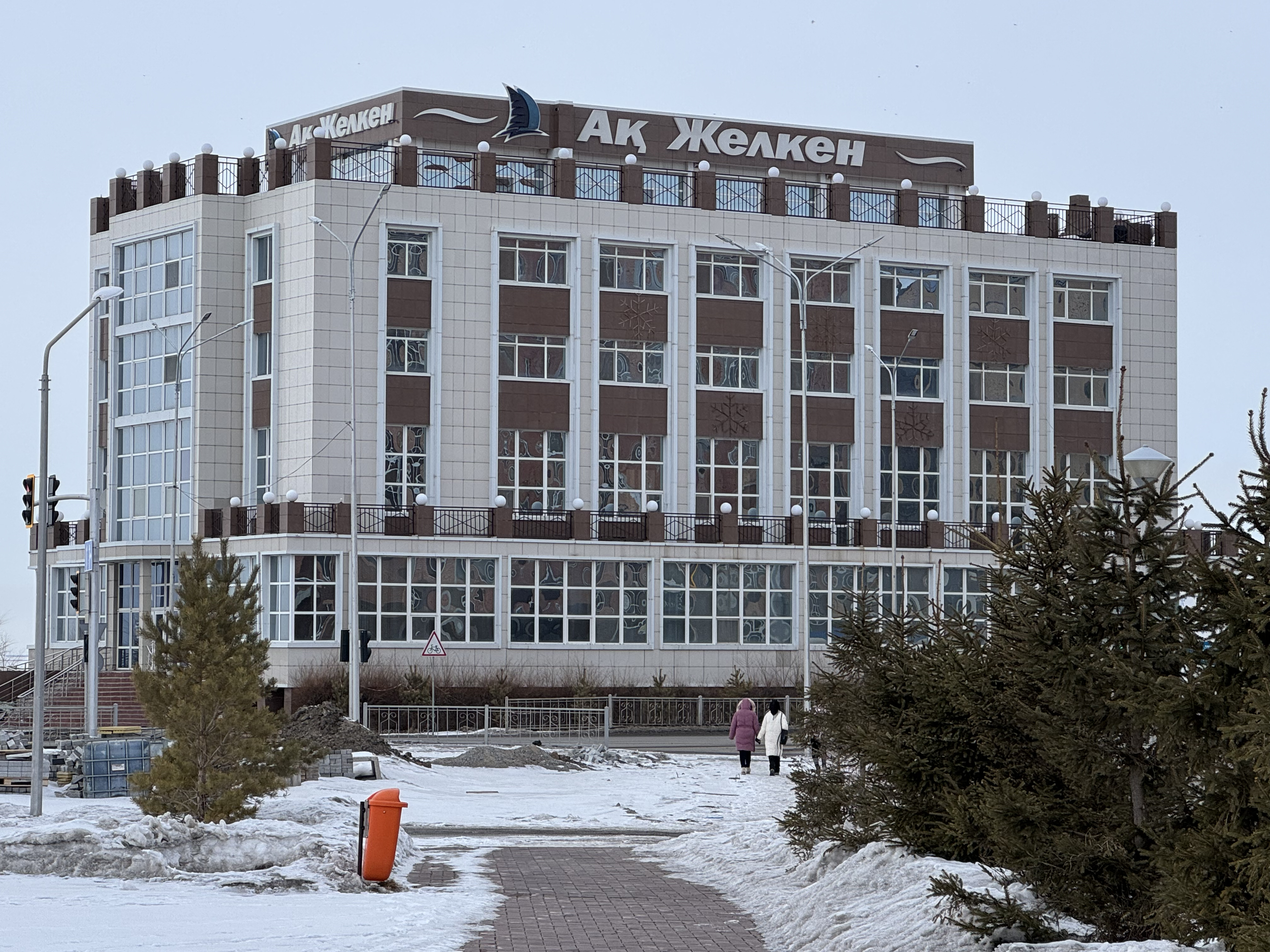
Гостиница «Ак Желкен»

В городе Кокшетау есть гостиничные комплексы, отели и хостелы. Почти всеми отелями предоставляются услуги питания в собственных ресторанах, парковки автомобиля и т. п. Большинство гостиниц сосредоточено в центре города:
| Категория                                                                | Название гостиницы                           |
| ------------------------------------------------------------------------ | -------------------------------------------- |
| 4 из 5 звёзд · 4 из 5 звёзд · 4 из 5 звёзд · 4 из 5 звёзд · 4 из 5 звёзд | Гостиница «Кокшетау»                         |
| 4 из 5 звёзд · 4 из 5 звёзд · 4 из 5 звёзд · 4 из 5 звёзд · 4 из 5 звёзд | Гостиница «Гринвич Кокшетау»                 |
| 3 из 5 звёзд · 3 из 5 звёзд · 3 из 5 звёзд · 3 из 5 звёзд · 3 из 5 звёзд | Гостиничный комплекс «Плаза»                 |
| 3 из 5 звёзд · 3 из 5 звёзд · 3 из 5 звёзд · 3 из 5 звёзд · 3 из 5 звёзд | Гостиница «Досты́к» (рус. «Дружба»; 1999 год) |

| Категория                                                                | Название гостиницы                         |
| ------------------------------------------------------------------------ | ------------------------------------------ |
| 3 из 5 звёзд · 3 из 5 звёзд · 3 из 5 звёзд · 3 из 5 звёзд · 3 из 5 звёзд | Гостиница «Ак Желкен» (рус. «Белый Парус») |
| 3 из 5 звёзд · 3 из 5 звёзд · 3 из 5 звёзд · 3 из 5 звёзд · 3 из 5 звёзд | Гостиничный комплекс «Самрук»              |
| 3 из 5 звёзд · 3 из 5 звёзд · 3 из 5 звёзд · 3 из 5 звёзд · 3 из 5 звёзд | Гостиница «Еликты Парк» (25 км)            |

В мае 2010 года, в центре Кокшетау, на улице Ауельбекова построен новый гостинично-ресторанный комплекс «Плаза». В ноябре 2014 года на берегу озера Копа, у перекрестка улиц З. Темирбекова и Гагарина открылся новый элитный гостинично-ресторанный комплекс «Ак желкен». В 2016 году на улице Е. Ауельбекова накануне Дня Первого Президента состоялось торжественное открытие гостиничного комплекса «Гринвич Кокшетау». В ноябре 2020 года в Кокшетау после масштабной реконструкции открылся гостинично-ресторанный комплекс «Кокшетау» («четыре звезды») — один из архитектурных символов города, который имеет многолетнюю историю, расположен в самом центре города. Ранее на месте гостиницы «Кокшетау» находилась гостиница «Восток».

## Преступность и пенитенциарная система

### Преступность
Бо́льшая часть преступлений, совершённых в Акмолинской области, происходят в районах — 60 %, остальные 40 % приходятся на города Кокшетау и Степногорск. Уровень преступности в городе высокий, значительно превышает средние показатели по стране. По информации на 2014 год, самыми криминогенными местами города являются территория в районе ресторана «Золотой телец» и в квадрате улиц А. Пушкина — А. Кунанбаева, М. Габдуллина — М. Ауэзова. В 2021 году в городе было совершено 2556 уголовных преступлений. Ежедневно охраной общественного порядка в городе занимаются 100 сотрудников полиции, в онлайн-режиме за правопорядком следят 184 видеокамеры, из них подвижных — 154 и неподвижных — 30.

### Пенитенциарная система
В городе расположено два исправительных учреждения: следственный изолятор ЕЦ-166/23 (СИЗО № 20) (р-н кирзавода; ул. Тумар, 74) и реабилитационная тюрьма (колония-поселение) ЕЦ-166/24 (ул. Мичурина, 35/3). В селе Гранитный (в 17 км от города) Зерендинского района, недалеко от села Васильковка, находится тюрьма ЕЦ-166/25 (базируется в промышленной зоне № 1).
В исправительных учреждениях города нередки случаи беспорядков со стороны заключённых. Также имели место коррупционные скандалы, связанные с руководством этих учреждений.

## Экстренные службы

### Пожарная охрана
В городе действуют четыре пожарные части: на ул. Акан Серы, 124 (№ 10), на проезде СМП-296, д. № 20 (№ 11) и в микрорайоне Сары-Арка, д. № 8/5 (№ 2). Проспект Абылай хана 1а/2 (СПЧ 1)[значимость факта?]

## Средства массовой информации, печатные издания
Кокшетау — важнейший информационный центр Акмолинской области. Кокшетауская телевизионная вышка, один из символов города, расположена на сопке Букпа в городской черте (имеет высоту 180 метров; построена в 1965 году).

### Печатные издания
В городе выпускаются следующие местные газеты:
- Акмолинская областная общественно-политическая газета «Акмолинская правда»
- Акмолинская областная деловая газета «РИСК-Бизнес», издаётся с 26 января 1993 года
- Акмолинская областная общественно-политическая газета «Арка ажары» (каз. Арқа ажары)
- Акмолинский областной информационно-публицистический еженедельник «Кокшетау сегодня» (каз. Көкшетау бүгін)
- Региональная социально-экономическая газета «Степной маяк»
- Республиканская общественно-политическая газета «Букпа» (каз. Бұқпа), издаётся с января 2001 года
- Городская социально-экономическая газета «Кокшетау»
- Общественно-политическая газета «Лад»
- Информационно-аналитический вестник департамента по ЧС АО МЧС РК «Акмолинский вестник»
- Городская газета «Любимый город Кокшетау», издаётся с 5 сентября 2006 года
- Детская газета «Лидер»
- Газета «Денсаулык жаршысы» (каз. Денсаулық жаршысы)
- Газета «Лидер+»
- Газета «Педагогический вестник»
- Студенческая газета «Шугыла Кокшетау» (каз. Шұғыла Көкшетау)
- Студенческая газета «Алау»
- Газета «Экологический вестник» (каз. Экологиялық жаршы)
- Рекламно-информационная газета «Вся реклама Кокшетау»
- Газета «Кокше дидары» (каз. Көкше дидары)
- Рекламно-информационная газета «Сарафан»

Старейшей из ныне существующих газет Кокшетау является «Акмолинская правда», которая издаётся с 3 января 1920 года. Газета «Кокшетау» издаётся с 17 сентября 1930 года, и за это время она сменила несколько названий: «Путь колхоза» (1930—1944), «Кокшетау правдасы» (1944—1963, 1966—1990), «Целинный край» (1963—1966). В Кокшетау также работает издательство «Келешек-2030», которое издаёт газеты и журналы на казахском и русском языках.
В городе выпускаются следующие местные журналы:
- Научно-методический журнал «Жаstar»
- Рекламный журнал «Проспект-ревью»
- Информационный журнал «Педагогический бюллетень»
- Научно-методический журнал «Научно-методический вестник гуманитарно-технической академии»
- Научно-образовательный журнал «Хабаршы. Вестник. Herald.»
- Научно-методический журнал «Ребенок и право»
- Научный журнал «Вестник Кокшетауского технического института»
- Художественно-культурный журнал «Жер шоктыгы» (каз. Жер шоқтығы)
- Научный журнал «Вестник Кокшетауского государственного университета им. Ч. Валиханова»
- Информационный журнал «Я рекомендую»
- Информационно-аналитичекий журнал «Картина дня»

## Связь

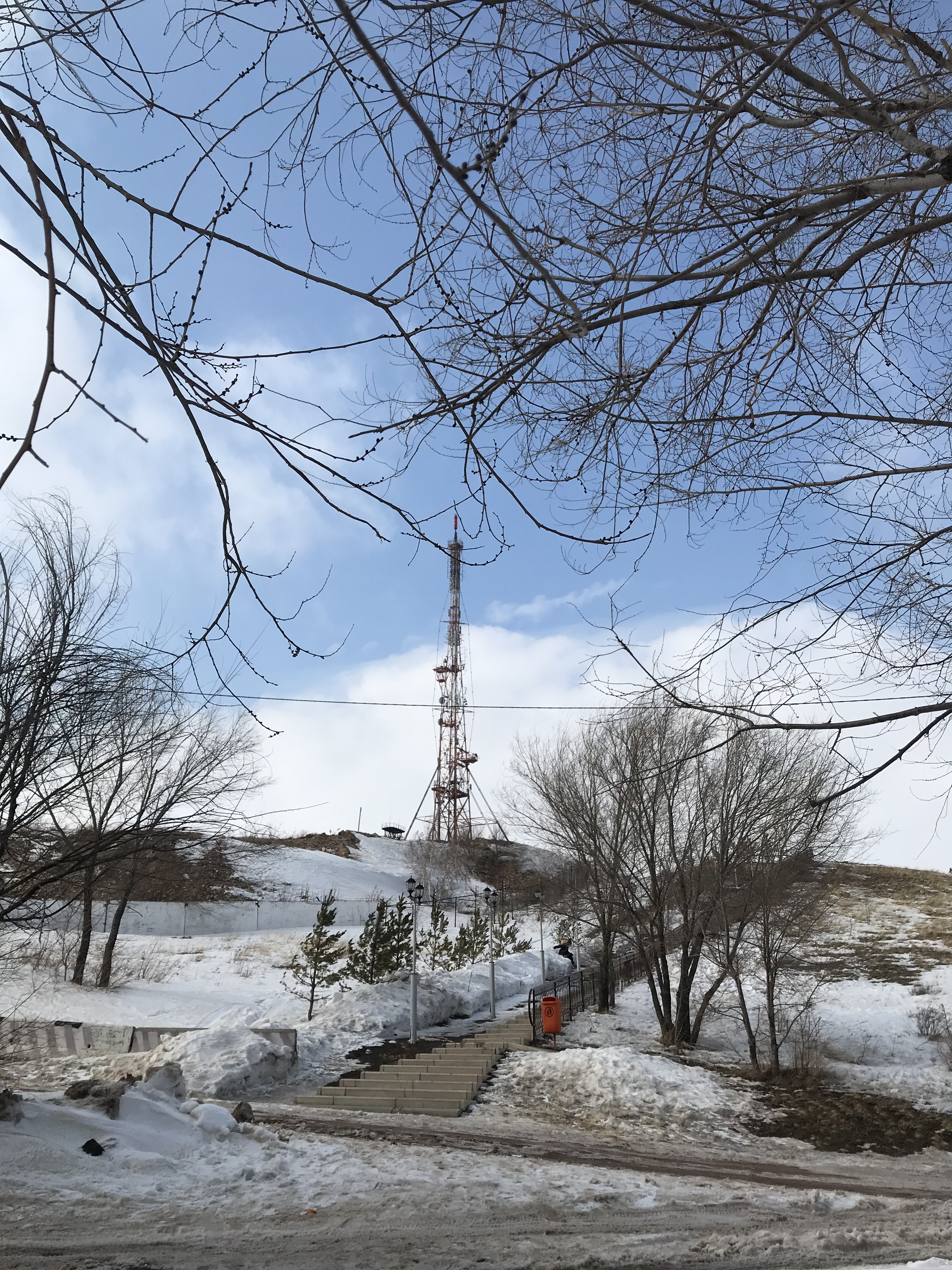
Вид на кокшетаускую телевизионную вышку (1965)

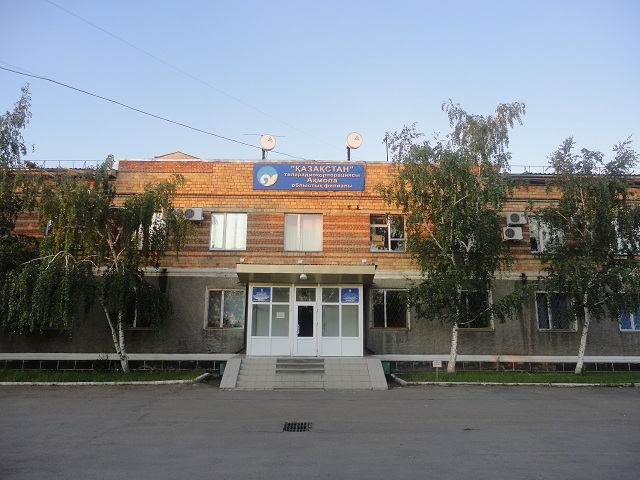
Акмолинский филиал АО РТРК «Казахстан»; Кокшетауская служба новостей, 2011 год

### Почта
Крупнейшим почтовым оператором в городе является АО «Казпочта». Помимо центрального областного филиала (почтовый индекс: 020000), на территории города расположены 10 отделений «Казпочты» (диапазон индексов: 020001—020010). Почта предлагает как классические услуги, так и современные.

### Стационарная связь
- Междугородный телефонный код города Кокшетау : +7 (7162).

В городе используют шестизначные номера абонентов. Основной оператор стационарной телефонной связи — Акмолинская областная дирекция телекоммуникаций АО «Казахтелеком». По данным на 1 января 2005 года, телефонная сеть города Кокшетау была представлена 17 телефонными станциями, всего в городе было зарегистрировано 42 634 телефонных номера. Согласно генеральному плану города, абонентскую сеть города предлагалось строить по шкафной системе с прокладкой магистральных кабелей в телефонной канализации.
Первую телеграфную связь Кокчетав получил в 1878 году с Петропавловском, Атбасаром и Акмолинском. Кокчетавская городская почтово-телеграфная контора Акмолинского губернского отдела связи была образована в 1917 году. Находилась в ведении Омского почтово-телеграфного округа, с октября 1920 года — губернского почтово-телеграфного управления, с апреля 1921 года — Акмолинского губернского отдела связи. Согласно Положению об отделениях связи приказом по Кокчетавской почтово-телеграфной конторе от 8 октября 1925 года реорганизована в отделение связи. Осуществляла пересылку почтовых отправлений и телеграфных сообщений. В 2003 году введены в эксплуатацию две новые цифровые телефонные станции, соединяющие 6 АТС города, что позволило повысить качество связи, создало условия для различных мультимедийных услуг, решило проблему дефицита телефонных номеров.

## Социальная сфера

### Здравоохранение
В Кокшетау сосредоточена значительная часть медицинской инфраструктуры региона. Медицинская помощь населению города оказывается рядом муниципальных и негосударственных учреждений. Регулированием охраны здоровья граждан, медицинской и фармацевтической науки и образования, обращения лекарственных средств, контроля за качеством медицинских услуг в Кокшетау и Акмолинской области занимается Управление здравоохранения области (все областные, городские и районные лечебно-профилактические учреждения, организации и предприятия здравоохранения подведомственны ему). В Кокшетау функционируют 25 государственных медико-клинических учреждений.
Многопрофильная областная больница оказывает специализированную и высокоспециализированную медицинскую помощь в рамках гарантированного объёма бесплатной медицинской помощи жителям города Кокшетау, районов Акмолинской и Северо-Казахстанской областей, является клинической базой Кокшетауского высшего медицинского колледжа и медицинского факультета Кокшетауского государственного университета имени Ч. Валиханова.
В 1992 году областной кожвендиспансер получил новое здание по улице Пролетарской (ныне Акана-серы). В 1993 год детскому реабилитационному центру «Болашак» выделено помещение на 100 мест по улице Горького. В 1995 году в Кокшетау открылось медико-социальное учреждение — Кокшетауский детский психоневрологический диспансер, рассчитанный на постоянное круглосуточное проживание 75 детей-инвалидов. В 2007 году открылся новый корпус детского отделения областного противотуберкулёзного диспансера имени К. Курманбаева. В декабре 2009 года состоялось открытие реабилитационного центра областной больницы. В марте 2012 года начал работу медицинский центр «Медикус». В ноябре 2012 года в Акмолинской областной больнице впервые открылось детское кардиохирургическое отделение.
В городе планируют построить современный реабилитационный центр для людей с ограниченными возможностями на 150 мест.
Областные учреждения здравоохранения:
- ГКП на ПХВ «Акмолинская многопрофильная областная больница» (АМОБ) при Управлении здравоохранения Акмолинской области — головное многопрофильное лечебно-профилактическое учреждение Акмолинской области
  - Акмолинский областной инсультный центр
  - ГКП на ПХВ «Акмолинский областной перинатальный центр» при Управлении здравоохранения Акмолинской области
  - ГКП на ПХВ «Акмолинский областной онкологический диспансер» при Управлении здравоохранения Акмолинской области
  - ГККП «Акмолинский областной кожно-венерологический диспансер» при Управлении здравоохранения Акмолинской области
- ГКП на ПХВ «Акмолинская многопрофильная областная детская больница» при Управлении здравоохранения Акмолинской области
  - Детское инфекционное отделение
  - Отделение реабилитации «Болашак»
- ГКП на ПХВ «Акмолинский областной центр крови» при Управлении здравоохранения Акмолинской области
- ГКП на ПХВ «Акмолинская областная психиатрическая больница» при Управлении здравоохранения Акмолинской области (п. Алексеевка, 31 км от Кокшетау)
- ГКП на ПХВ «Акмолинский областной центр фтизиопульмонологии имени К. Курманбаева» при Управлении здравоохранения Акмолинской области (район автодороги Кокшетау — Рузаевка № 1)
- Акмолинская областная стоматологическая поликлиника

Муниципальные учреждения здравоохранения:
- ГКП на ПХВ «Кокшетауская городская многопрофильная больница» при Управлении здравоохранения Акмолинской области (создана в 1953 году)
- ТОО «Кокшетауская железнодорожная больница»

Прочие учреждения здравоохранения:
- ТОО «Медицинский центр „Авиценна“» (является одним из крупных частных медицинских учреждений Акмолинской области)
- ТОО «Медицинский центр „Медикус“»

## Наука и образование
Кокшетау — крупный учебный центр Акмолинской области, здесь сосредоточено значительное число образовательных учреждений.
В Кокчетавском уезде в 1917 году имелось 14 школ, в среднем на одну русско-казахскую школу приходилось 19 учеников, на одну русскую — 43. По решению Кокчетавского отдела народного образования в июне 1920 года в городе открываются двухгодичные педагогические курсы. В 1925 году в Кокчетаве функционировало 6 библиотек.
Основная часть высших учебных заведений Акмолинской области находится в Кокшетау. Сеть общеобразовательных учреждений города представлена 78 организациями образования. Здесь действуют 4 высших учебных заведения (вуза): 1 государственный университет и 3 негосударственных вуза. Также есть медицинский, музыкальный, педагогический, политехнический колледжи и ряд профессиональных училищ.

### Дошкольное образование
Число дошкольных организаций в 2021 году достигло 48 учреждений (27 государственных детских садов, 4 мини-центра — 3 государственных и 1 частный, 17 частных детских садов). Дошкольным воспитанием было охвачено 7487 детей в возрасте от 1 до 6 лет, что составляло 63,3 %, от 3 до 6 лет — 100 % или 6976 охваченных детей.
В декабре 1991 года сдан в эксплуатацию ведомственный детский сад «Акку» треста «Кокшетаусельстрой № 2».

### Школьное образование
Общее образование дают 24 средние общеобразовательные школы (дневные; среди них — 6 лицеев, 6 гимназий), 1 основная общеобразовательная школа, центр коррекционного развития детей «Мейирим» и 5 учреждений дополнительного образования детей (Центр внешкольной работы «Аулет», ГККП «Детская музыкальная школа», ГККП «Детская художественная школа», Учебное предприятие трудового обучения, центр развития одарённых детей «Кокшетау Дарыны»).
1 сентября 2018 года в Кокшетау, в микрорайоне Сары-Арка, открыта новая IT-школа-лицей на 900 мест.
На 2021 год численность учащихся в общеобразовательных школах составляла 26 446 человек. Образовательный процесс осуществляется в двухсменном и трёхсменном режиме. Все школы города компьютеризированы, имеют доступ к сети Интернет.
- ГУ "Школа-интернат для детей-сирот и детей, оставшихся без попечения родителей «Куаныш»"

Учреждения дополнительного образования
- ГККП «Детская музыкальная школа» при отделе образования г. Кокшетау управления образования Акмолинской области[226]
- ГККП «Детская художественная школа» при отделе образования г. Кокшетау управления образования Акмолинской области
- ГККП «Акмолинский областной дом детского творчества»
- Детская театральная студия «Дом»

В международном образовательном центре «Болашак сарайы» (корпус А) для работы молодых учёных и студентов созданы научно-лабораторные центры с современными технологиями, для развития робототехники, мехатроники, STEAM-образования, биотехнологии, экологии, электроники, электротехники, возобновляемых источников энергии. Все они оснащены компьютерами и современным оборудованием для проведения анализов и исследований.

### Высшие учебные заведения Кокшетау
В Кокшетау находятся 4 высших учебных заведения. В них учатся около 12 000 студентов, в том числе иностранцы. Один университет является государственным. Самыми крупными заведениями являются — Кокшетауский государственный университет (один из крупнейших в северной части Казахстана, 7 тыс. учащихся — 2021/2022) и Кокшетауский университет имени Абая Мырзахметова. В городе есть также институты.
В 1993 году прошёл набор в первый негосударственный университет в Кокшетау (ныне академия «Кокше»), который вместе с казахским лицеем и фольклорно-этнографическим театром-студией составил экспериментальный учебный комплекс. В 2000 году открыт университет им. А. Мырзахметова. В 2018 году в КГУ им. Ч. Валиханова открылся факультет общей медицины.
Университеты:
| Государственные учреждения высшего образования: |
| --- |
| * КГУ — в 1996 году в современном виде на базе имевшихся в городе институтов: сельскохозяйственного, педагогического, а также филиала Карагандинского политехнического института (сейчас КарТУ), был образован Кокшетауский государственный университет им. Чокана Валиханова (7 047 студентов в 2022 году). |
| Негосударственные учреждения высшего образования: |
| * КУАМ — Кокшетауский университет имени Абая Мырзахметова, основанный в 2000 году. |

Институты:
- КТИ МЧС РК — Кокшетауский технический институт МЧС РК имени Малика Габдуллина, основанный в 1997 году.
- ГТА — Гуманитарно-техническая академия (бывший КИЭМ — Кокшетауский институт экономики и менеджмента).

### Средне-специальные учебные заведения
В 1993 году на базе автомеханического и механического техникумов основано новое учебное заведение — политехнический колледж.
Колледжи и училища:
- КВМК — ГККП «Кокшетауский высший медицинский колледж» при Управлении здравоохранения Акмолинской области
- ГККП «Кокшетауский высший казахский педагогический колледж имени Жанайдара Мусина»
- Кокшетауский высший колледж «Арна»
- Кокшетауский автомеханический колледж
- Кокшетауский бухгалтерско-экономический колледж
- Кокшетауский юридический колледж
- Кокшетауский гуманитарно-технический колледж
- Высший казахский гуманитарно-технический колледж
- Высший колледж культуры имени Акана Серы
- Высший многопрофильный колледж гражданской защиты
- Высший технический колледж
- Колледж «Бурабай»
- Колледж при Академии «Кокше»
- Многопрофильный колледж при КГУ имени Ч. Валиханова
- ГККП «Музыкальный колледж имени Биржан сала»
- Строительно-технологический колледж № 1

## Экономика
Кокшетау как областной центр Акмолинской области занял относительно высокое 8-е место (5,10 балла) в рейтинге по субфактору «Экономика и бизнес» в разрезе 25 крупнейших городов Казахстана по версии Института экономических исследований (ERI) за 2021 год. Для сравнения, в столице Казахстана — Астане — это число равно 7,43, а в Алма-Ате — 6,07. В городе расположена Палата предпринимателей Акмолинской области — территориальное подразделение Национальной палаты предпринимателей Республики Казахстан «Атамекен».

### Инвестиционная сфера
За январь — июль 2021 года объём инвестиций в основной капитал сложился на уровне 33 074,2 млн тенге, при этом индекс физического объёма составил 93,5 %.

### Рынок финансовых услуг
25 ноября 1993 года в Кокшетау начали работу обменные пункты. 31 января 2014 года в Кокшетау открылся новый офис филиала Сбербанка по улице Абая, 86.
В начале XXI века с экономическим подъёмом города здесь открылись все основные оперирующие в Казахстане частные и государственные банки, в том числе филиалы многих крупнейших зарубежных коммерческих банков: «Альфа-банк», «Банк ВТБ», «Нурбанк», Bereke Bank, «АТФБанк», «Евразийский банк», «Kaspi Bank», «Народный банк Казахстана», «ForteBank», «Жусан Банк», «Жилстройсбербанк Казахстана», «Банк Kassa Nova», ДБ АО «Банк Хоум Кредит», Национальный банк Казахстана, АО «Tengri Bank», АО «Отбасы Банк», АО «Банк Фридом Финанс Казахстан», «Банк ЦентрКредит».

### Промышленность
В XIX — начале XX века в городе действовали небольшие заводы по переработке сельхозпродукции, а по берегу озера Копа — многочисленные ветряные мельницы. Известны были кожевенные заводы Тимофея Плотникова и Повалишина, а также заимки Курбаншаихова и Усманова.
В 1916 году в городе построили чугунно-литейный завод и небольшую электростанцию при нём. В начале 1970-х годов начали работу кирпичный завод мощностью 40 млн штук кирпича в год и фабрика по ремонту сложной бытовой техники. В 1975 году образована дирекция строящегося Васильковского горно-обогатительного комбината. В 1978 году введена в эксплуатацию лентоткацкая (с 1979 года — текстильно-галантерейная) фабрика — первое подобное предприятие в республике. В декабре 1984 года выдал свою первую продукцию второй по величине и мощности в Казахстане Кокчетавский фарфоровый завод.
В 1992 году образовано ТОО «Блэк» — частное предприятие по выпуску товаров народного потребления из натурального дерева.
В 2005 году в городе Кокшетау, по данным облстатуправления, насчитывалось 120 действующих промышленных предприятий, в том числе 24 — средних и крупных и 96 — малых (с числом работников менее 50 человек). География экспорта простиралась за пределы государств-участников Таможенного союза ЕАЭС и ближнего зарубежья. Объём промышленного производства в 2009 году составил 24 млрд тенге.
В 2010 году в рамках масштабной акции «20-летию независимости — 20 конкретных дел» состоялось открытие мельничного комплекса по переработке зерна мощностью 300 тонн в сутки ТОО «Агример Астык» на базе бывшего Кокшетауского элеватора.
В промышленном секторе за январь — июль 2021 года объём производства промышленной продукции составил 124 507,5 млн тенге, индекс физического объёма — 188,4 %. Наибольшее влияние на формирование результатов в целом по промышленности оказывает обрабатывающая промышленность. В обрабатывающей промышленности, занимающей наибольшую долю в структуре промышленного производства (83,6 %), за январь — июль 2021 года произведено продукции на сумму 104 100,9 млн тенге.
За январь — июль 2021 года объём валовой продукции сельского хозяйства составил 1 666,2 млн тенге, индекс физического объёма составил 127,5 %. По состоянию на 1 августа 2021 года, количество действующих субъектов малого и среднего предпринимательства составило 16 687 единиц, что выше прошлогоднего показателя на 8,0 %. На действующих и вновь созданных предприятиях сферы малого бизнеса города Кокшетау с начало года создано 673 новых рабочих места. Объём розничного товарооборота по всем каналам реализации составил 85 923,0 млн тенге, или 100,2 % к показателю прошлого года.
В июле 2021 года состоялось открытие самого крупного в СНГ сервисного центра по продаже и обслуживанию сельскохозяйственной техники. Его построила швейцарская компания Eurasia Group AG — национальный дилер John Deere в Казахстане.
Основные объёмы товарной продукции произведены:
| Промышленные предприятия города Кокшетау | Промышленные предприятия города Кокшетау | Промышленные предприятия города Кокшетау |
| Отрасли промышленности                   | Крупнейшие предприятия города |                                          |
| ---------------------------------------- | --- | ---------------------------------------- |
| Машиностроение и металлообработка        | - АО «КАМАЗ-Инжиниринг» — сборка грузовиков, самосвалов и спецтехники на шасси КАМАЗ (крупнейшее совместное казахстанско-российское автосборочное предприятие); - АО «Тыныс» (с 1959 года — завод кислородно-дыхательной аппаратуры; ныне в составе Национальной компании «Казахстан Инжиниринг») — производство узлов и агрегатов авиационной техники, средств пожаротушения, газозапорной арматуры, медицинской и весоизмерительной техники, полиэтиленовых труб. В 1994 году завод КДА преобразован в ОАО «Тыныс». С 2022 года на базе завода осуществляется сборка автоматов Калашникова АК-12 и АК-15. Помимо этого, ведётся производство средств радиационной и химической защиты. |                                          |
| Пищевая промышленность                   | - АО «Кокшетауские минеральные воды» — производство ликёро-водочной продукции, безалкогольных напитков и минеральной воды (с 1996 года здесь разливается природная минеральная вода «Туран»). В 1991 году было зарегистрировано малое предприятие «Водные ресурсы» при Синегорской гидрогеологической экспедиции, впоследствии ставшее АО «Кокшетауминводы»; - ТОО «МПЗ БИЖАН» — цех по выпуску колбасных изделий и мясных деликатесов. Предприятие выпускает более 100 наименований колбасных изделий (сырокопчёные, варёно-копчёные, варёные), мясные деликатесы и национальные изделия из конины, кроме того предлагает потребителям свежее мясо. Для обеспечения потребностей производства колбасных и мясных изделий качественным сырьём в 2011 году построен убойный цех в Кокшетау по стандарту «халяль». |                                          |
| Горнодобывающая промышленность           | - ТОО «Алтынтау Кокшетау» (бывший АО «Васильковский ГОК») — золотоизвлекательная фабрика; с 2010 года переименовано в ТОО «Алтынтау Кокшетау»; ныне в составе «Казцинка» (штаб-квартира компании — в Кокшетау); добыча золота на крупнейшем Васильковском месторождении золота в Казахстане, в 30 км от города. В 2013 году фабрика вошла в двадцатку крупнейших предприятий по производству золота в мире. 28 мая 2010 года президент Казахстана Н. Назарбаев принял участие в торжественной церемонии запуска новой золотоизвлекательной фабрики АО «Васильковский ГОК». - ТОО «Арай Про» — горно-обогатительный комбинат; добыча и переработка первичных каолинов на Алексеевском месторождении в 25 км от города. По запасам — более 200 млн тонн и качеству добываемых каолинов месторождение «Алексеевское» является уникальным и во второй половине XX века обеспечивало каолиновым концентратом практически всю бумажную промышленность СССР. |                                          |
| Производство строительных материалов     | - ТОО «Енки» — реализует проект по строительству завода по выпуску керамического кирпича различной цветовой гаммы мощностью 60 млн штук в год и крупноформатные поризованные блоки. Завод использует 4 карьера глинистого сырья, запасы которых составляют более 25 лет. |                                          |
| Лёгкая промышленность                    | - ТОО «Новопэк» (2003; полимерная упаковка). В 2003 году в Кокшетау на базе бывшей текстильно-галантерейной фабрики образовано новое предприятие ТОО «Кокшетау Пластик», в 2006 году оно получило новое название ТОО «Новопэк». Производственный комплекс насчитывает 600 сотрудников и территорию площадью около 45 тыс. м², обладает мощностью производства свыше 8 млн шт. готовой продукции в месяц. |                                          |

### Сельское хозяйство
По статистическим данным общая численность поголовья КРС во всех категориях хозяйств города Кокшетау (с учётом нас. пунктов, подчинённых городской администрации) по состоянию на 2021 года составляло 4,840 голов. Поголовье лошадей составило 1,906 голов, птицы — 13,494 голов. Поголовье овец и коз составляло 9,185 голов, свиней 463 голов.
|                              | 2021      |
| ---------------------------- | --------- |
| Пшеница (центнер)            | 29,366.0  |
| Шерсть (тонн)                | 17.1      |
| Масличные культуры (центнер) | 3,793.0   |
| Мясо в живом весе (тонн)     | 1,565.4   |
| Мясо в убойном весе (тонн)   | 792.6     |
| Овощи (центнер)              | 45,137.1  |
| Картофель (центнер)          | 166,690.5 |
| Коровье молоко (тыс. тонн)   | 3,498.5   |
| Яйца (тыс. штук)             | 1,490.8   |

### Торговля и сфера услуг
В XIX в. на Базарной площади Кокшетау имелись лавочные ряды.
Сейчас в центре Кокшетау, по улице им. М. Ауэзова, 163, находится историческое здание — бывшие Торговые ряды. Петропавловский купец Мухаммед Кали Шамсутдинов, торговавший с Китаем, имел в городе филиал своего магазина, торговую площадь для которого арендовал, по всей видимости, у Короткова. Значительно оживал город в период ярмарок, которые проводились ежегодно с 14 сентября по 1 октября в направлении на Зеренду. Вскоре она обрела широкую известность. Сюда съезжались купцы из Петропавловска, Акмолы, Кургана, Омска, Семипалатинска, Каркаралинска и других мест. Здесь сбывались мануфактура, лес, галантерея, предметы домашнего обихода, пушнина, скобяные и кузнечные изделия.
К северо-востоку от торговых рядов возвышался большой двухэтажный особняк с многочисленными окнами, изящным балконом и мансардой. Принадлежавший казахскому купцу Балтахану, по некоторым сведениям, он был построен в 1868 году. Ныне обложенный кирпичом, немного изменённый в архитектуре, бывший деревянный дом Балтахана располагается по улице им. Ш. Кудайбердиева, 75.
В городе работает целый ряд частных кафе, магазинов, парикмахерских. Основными площадками для торговли в городе долгое время оставались рынки (базары). Самым крупным из них является Центральный рынок. 22 октября 1991 года основана Кокчетавская универсальная товарная биржа «Окжетпес». В 1991 году в здании ТД «Глобус» открылась первая частная парикмахерская Ирины Паташковой. В 1998 году основано АО «Орталык базар», в которое на тот момент вошёл Центральный рынок и вещевой рынок «Шайба». В октябре 2008 года в городе открылся новый многофункциональный рынок «Жибек жолы». В 2013 году открылся центр оптово-розничной торговли «Рубин», входящий в АО «Орталык базар». 12 января 2014 года состоялось открытие нового оптово-розничного торгового центра «Алтын Plaza» в районе оптово-розничного (хасеновского) рынка на окраине города по улице Ташенова. В 2015 году накануне Дня Конституции в городе открылся первый оптомаркет из республиканской сети супермаркетов «SMALL».

## Спорт
- Футбольные

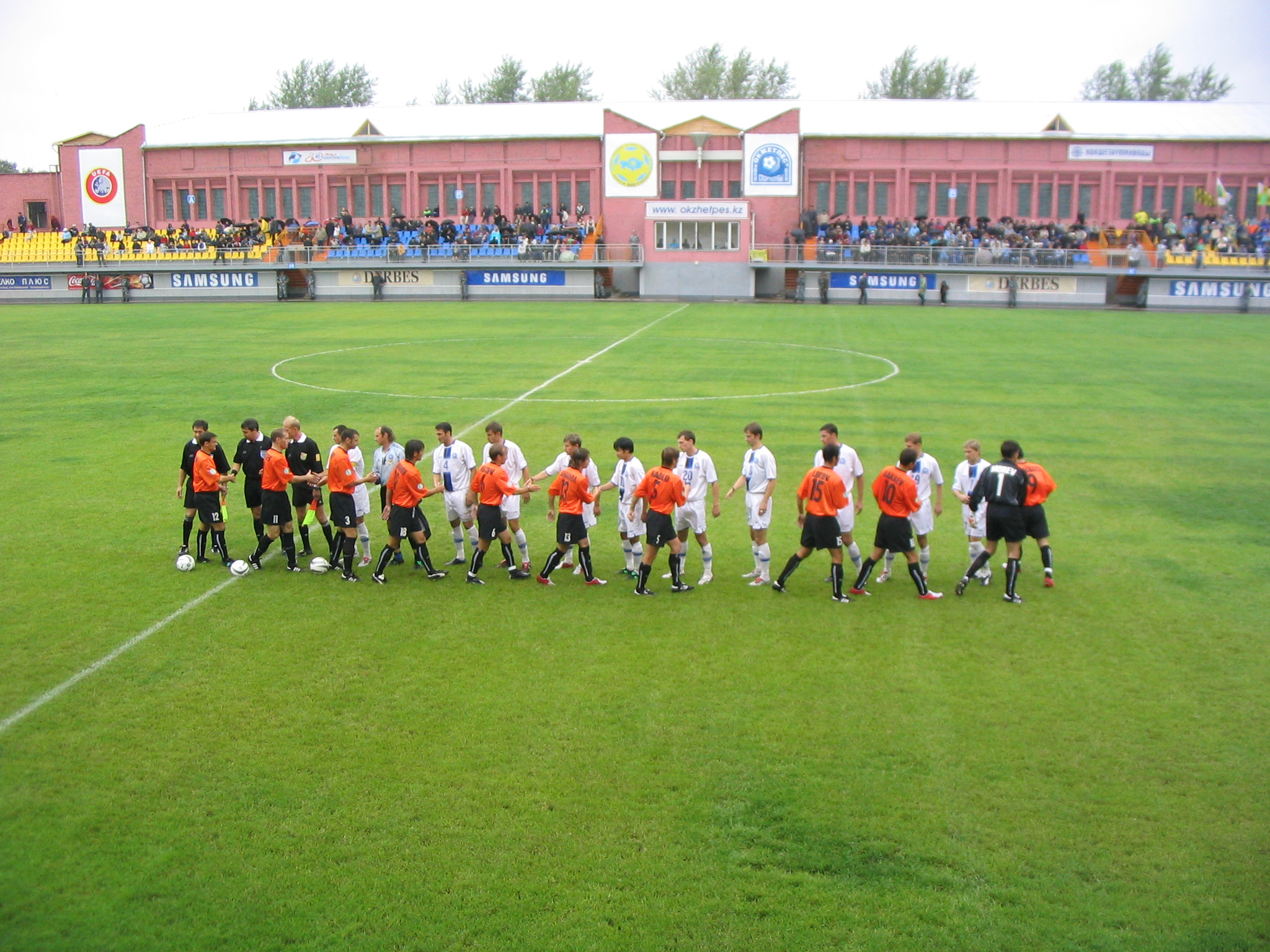
Футбольный матч на кокшетауском стадионе «Окжетпес», 2005 год

  - Футбольный стадион «Окжетпес» (1955 год)
  - Футбольный стадион «Жастар» (1960 год)
  - Футбольный стадион «Юбилейный» (1974 год)
- Хоккейные
  - Дворец спорта «Бурабай» (1500—3000 мест)
  - Ледовая арена для хоккея с шайбой (2023 год)
- Другие
  - СДЮШОР
  - Филиал Акмолинская областная организация ФСО «Динамо» (1976 год)
  - Ипподром «Кулагер» близ города Кокшетау
  - Легкоатлетический спортивный комплекс (1989 год)
  - Спортивный комплекс «Юбилейный» (1974 год)
  - Спортивный комплекс «Бодрость»
  - ДЮСШ «Триатлон»
  - Спортивный комплекс «Кажымукан»
  - КГУ СДЮШ Теннисный центр

Кокшетау ― один из спортивных городов Казахстана. Для занятий физической культурой и спортом в городе функционируют 315 спортивных объектов, в том числе: 2 стадиона («Окжетпес» и «Айсулу»), Дворец спорта «Бурабай», 8 спортивных комплексов, 5 плавательных бассейнов, 18 стрелковых тиров, лыжная база, 2 легкоатлетических манежа, 81 спортзал, 139 плоскостных сооружений, 17 хоккейных кортов, 7 теннисных кортов, ипподром, 33 встроенных спортивных зала.
21 января 2011 года город принимал эстафету огня 7-х зимних Азиатских игр.
26 января 2017 года город принимал эстафету огня Зимней Универсиады 2017.
Весьма развит как любительский, так и профессиональный спорт. В городе базируется профессиональный казахстанский футбольный клуб «Окжетпес», выступающий в Казахстанской футбольной Премьер-Лиге. Домашняя арена — футбольный стадион «Окжетпес» (бывший «Торпедо»), построенный в 1955 году. Лучший результат: 5-е место в чемпионате Казахстана (2016). В апреле 2010 года в Кокшетау открылась первая в регионе детско-юношеская футбольная школа «Окжетпес».
ХК «Арлан» — хоккейный клуб города, чемпион Казахстана по хоккею с шайбой сезона 2017—2018, 2023—2024 и 2024—2025 годов. Первый и единственный казахстанский клуб, завоевавший в 2018—2019 годах Континентальный кубок по хоккею с шайбой. Домашняя арена — ДС «Бурабай», расположенная по ул. Т. Бегельдинова в микрорайоне Сункар.
Профессиональные спортивные клубы Кокшетау:
| Значимые спортивные команды, базирующиеся в Кокшетау | Значимые спортивные команды, базирующиеся в Кокшетау | Значимые спортивные команды, базирующиеся в Кокшетау | Значимые спортивные команды, базирующиеся в Кокшетау | Значимые спортивные команды, базирующиеся в Кокшетау | Значимые спортивные команды, базирующиеся в Кокшетау | Значимые спортивные команды, базирующиеся в Кокшетау |
| Команда                                              | Вид спорта                                           | Лига                                                 | Стадион                                              | Тренер                                               | Победы в чемпионатах                                 | Год основания                                        |
| ---------------------------------------------------- | ---------------------------------------------------- | ---------------------------------------------------- | ---------------------------------------------------- | ---------------------------------------------------- | ---------------------------------------------------- | ---------------------------------------------------- |
| Арлан                                                | Хоккей с шайбой                                      | Казахстанская хоккейная лига                         | Дворец спорта «Бурабай»                              | Владимир Маркелов                                    | 2017/18, 2023/24, 2024/25                            | 2009                                                 |
| Окжетпес                                             | Футбол                                               | Казахстанская футбольная Премьер-Лига                | Футбольный стадион «Окжетпес»                        | Андрей Ферапонтов                                    | Нет                                                  | 1968                                                 |

Функционирует целый ряд детско-юношеских спортивных школ, спортивных клубов, а также множество спортивных секций при образовательных учреждениях.

### Другие виды спорта
Помимо футбола и хоккея с шайбой, популярностью пользуются конные скачки и различные боевые искусства, шахматы и др. В декабре 2005 года в Кокшетау прошёл первый открытый чемпионат Республики Казахстан по саят (охота с ловчими птицами). В нём принял участие 21 беркутчи из областей республики. В феврале 2022 года в Кокшетау прошёл чемпионат Казахстана по трековым автомобильным гонкам «Ice Drive». В нём приняли участие 7 человек из Кокшетау, Талдыкоргана и Петропавловска.

## Известные горожане и уроженцы
- Родившиеся в Кокшетау:
- Умершие в Кокшетау:

- Куйбышев, Валериан Владимирович (1888—1935) — русский революционер и советский партийный и политический деятель. Валериан восьмимесячным ребёнком был привезён в город Кокчетав из Омска Акмолинской области, где провёл своё детство (1889—1898 годы). В городе родились почти все дети семьи Владимира и Юлии Куйбышевых.
- Куйбышев, Николай Владимирович (1893—1938) — советский военачальник (комкор), брат В. В. Куйбышева.
- Куйбышева, Елена Владимировна (1892—1990) — основатель и директор музея В. В. Куйбышева, сестра В. В. Куйбышева. Заслуженный работник культуры Казахской ССР, почётный гражданин города Кокчетава (1974).
- Канапьянов, Бахытжан Мусаханович (род. 1951) — советский и казахстанский поэт, писатель, переводчик, сценарист, кинорежиссёр. Лауреат Государственной премии Республики Казахстан в области литературы и искусства, Заслуженный деятель Казахстана. Участник ликвидации аварии на Чернобыльской АЭС.

## Почётные граждане
Звание «Почётный гражданин города Кокшетау» присваивается с 1974 года за особые заслуги перед городом. Первыми почётными гражданами Кокшетау стали М. А. Абулкасымов и Е. В. Куйбышева. В настоящее время почётными гражданами Кокшетау являются около 80 человек.

## Муниципальные награды
Муниципальные награды города Кокшетау включают в себя:
| Изображение награды | Наименование награды                                                                              | Дата учреждения      | Правила награждения | Правовое регулирование |
| ------------------- | ------------------------------------------------------------------------------------------------- | -------------------- | --- | --- |
|                     | Нагрудный знак «Почётный гражданин города Кокшетау» (Звание «Почётный гражданин города Кокшетау») | 15 октября 1974 года | Основанием для присвоения звания «Почётный гражданин города Кокшетау» являются выдающиеся заслуги: - в сфере социально-экономического развития Кокшетау; - развитие международных и внутриказахстанских связей города; - обеспечение общественной безопасности и сохранности расположенного в городе имущества; - предотвращение и ликвидация последствий чрезвычайных ситуаций природного и техногенного характера; - подвижничество и благотворительность. | Решение Кокшетауского городского маслихата от 15 февраля 2005 года № С-19/13 «Об утверждении положения о звании „Почётный гражданин города Кокшетау“» |

## Кокшетау внумизматике
В 2015 году Банк Казахстана выпустил памятную монету в 50 тенге из цикла «Города Казахстана», посвящённую городу Кокшетау. Монета была изготовлена из медно-никелевого сплава, на её реверсе изображены герб города, название государства и год выпуска.

## В сигиллатии
Кокшетау посвящён ряд художественных маркированных конвертов, на которых были запечатлены достопримечательности города, а также большое количество почтовых карточек.
- 9 ноября 1964 года почтой СССР выпущен художественный маркированный конверт «Кокчетав. Дворец культуры железнодорожников»[244].
- 3 апреля 1974 года почтой СССР выпущен художественный маркированный конверт «Кокчетав. Памятник Чокану Валиханову»[245].
- 26 января 1983 года почтой СССР выпущен художественный маркированный конверт «Кокчетав. Здание областного комитета Компартии Казахстана»[246].

## Вфилателии
В Советском Союзе не были выпущены специальные почтовые марки, посвящённые этому городу, хотя ряд персоналий, связанных с Кокшетау, были удостоены такой чести.
Город впервые появился на почтовых марках уже во времена независимого Казахстана. Кокшетау посвящена почтовая марка, выпущенная 1 сентября 2022 года в Казахстане к 60-летию Кокшетауского университета имени Ч. Валиханова  (Sc #1307).

## Вфилокартии
В 1974 году выпущена серия открыток, посвящённая 150-летию города.

## Кокшетау в Книге рекордов Гиннесса
14 июля 2019 года в Кокшетау, в день его 195-летия, установлены сразу два мировых рекорда. Здесь было изготовлено «Самое длинное лоскутное корпе», его длина составила 11 120 метров и «Самый большой круг из национальных одеял — лоскутных корпе», его диаметр составил — 33 метра. Оба достижения зарегистрированы в Книге рекордов Гиннесса.

## Внешние связи

### Города-побратимы
Города-побратимы — это города, с которыми заключены соглашения о побратимских отношениях. В зависимости от содержания соглашение включает пункты о развитии культурного, социального, экономического, спортивного, образовательного сотрудничества.
Кокшетау развивает отношения с зарубежными городами с 1989 года, когда вошёл во Всемирную федерацию породнённых городов. В 2008 году Кокшетау стал членом Международной ассамблеи столиц и крупных городов СНГ (МАГ), куда входят около 100 городов СНГ.
Кокшетау является городом-побратимом следующих городов:
| Флаг страны               | Город-побратим         | Страна | Дата подписания документа | Документ о сотрудничестве                                       | Примечание |
| ------------------------- | ---------------------- | ------ | ------------------------- | --------------------------------------------------------------- | --- |
| Соединённые Штаты Америки | Уокешо, штат Висконсин | США    | 19 сентября 1989 года     | Соглашение о побратимских связях установлено в советское время. | Между городами постоянно шёл обмен студентами, обмен делегациями. Самым главным направлением была медицина. Уокешо помогал Кокшетау спасать казахстанских детей. Совершенно бесплатно 12 детям были сделаны операции на пороке сердца. |

### Города-партнёры
Города-партнёры — это города, с которыми заключены договоры о сотрудничестве (по конкретным проектам или группе проектов) или подписано соглашение о намерениях. Администрация города Кокшетау осуществляет сотрудничество с различными административными учреждениями и прочими зарубежными организациями.
25 августа 2022 года подписано соглашение о торгово-экономическом и культурно-гуманитарном сотрудничестве с городом Красноярском (Россия). Кокшетау принимает активное участие в деятельности казахстанских и международных организаций, представляющих интересы органов местного самоуправления.
— Данные приведены по состоянию на апрель 2023 года

### Международные мероприятия и события
Кокшетау являлся местом проведения 17-го форума межрегионального сотрудничества Казахстана и России.

## Топографические карты
- Лист карты N-42-CIII.

## Комментарии
1. ↑  Казахское название города в его современной орфографической форме (каз. Көкшетау) существует с 1940 года, когда был принят казахский алфавит на основе кириллицы.
2. ↑  Киргизами или киргиз-кайсаками в Российской империи называли казахов.

1. ↑  Спорная между Россией и Украиной территория

1. ↑  Весной 1996 года лидеры «Кокшетауского отдела Сибирского казачьего войска» братья Юрий и Виктор Антошко попытались организовать восстание в Кокшетауской области, чтобы затем создать «государство» по типу Приднестровья или Абхазии. Виктор Антошко выезжал в города России с целью вербовки сторонников, которые стали бы ударной силой будущего восстания. Российскими и казахстанскими спецслужбами были предприняты соответствующие меры и планы бунтовщиков потерпели крах.
2. ↑  В годы Великой Отечественной войны кинотеатр в Кокшетау не прекращал свою работу. Медсёстры приводили на киносеансы выздоравливавших солдат.

### Комментарии
1. ↑  в составе территории городского акимата Кокшетау
2. ↑  в составе территории городского акимата Кокшетау
3. ↑  в составе территории городского акимата Кокшетау